# Genealogia regelui Mihai I

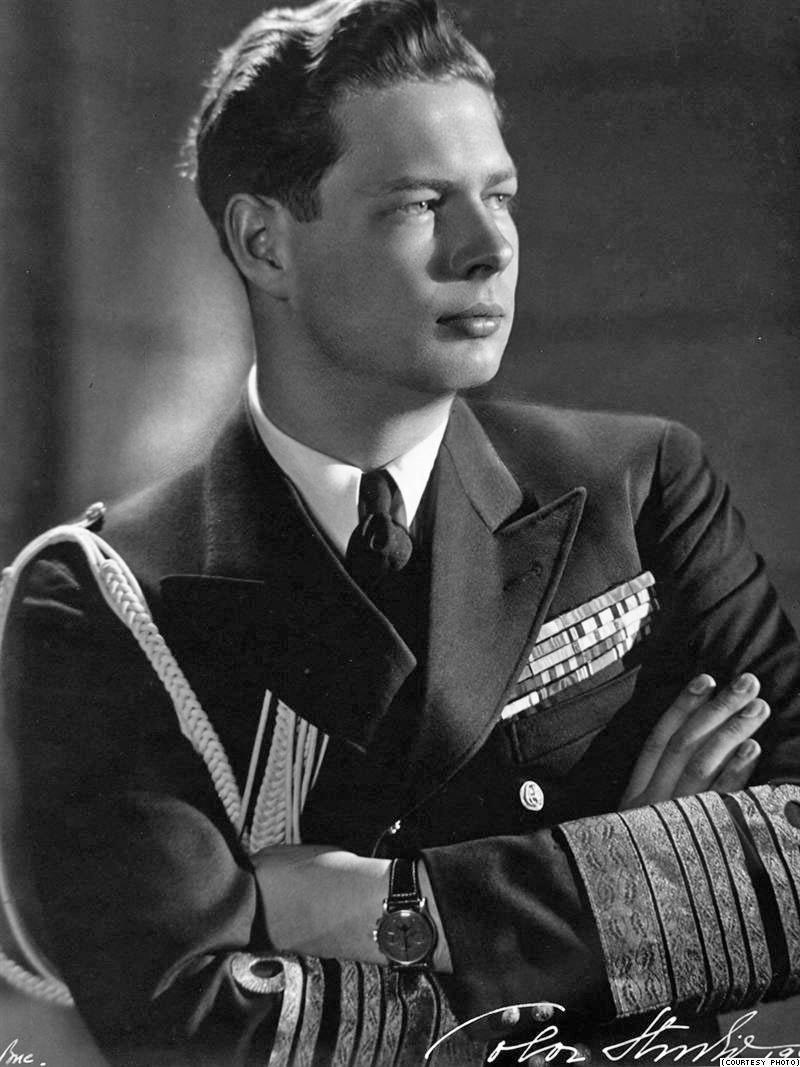
Portret

Aceasta este o listă genealogică a strămoșilor regelui Mihai I al României. Părinții săi au fost principele moștenitor Carol (viitorul rege Carol al II-lea) și principesa moștenitoare Elena (regină mamă). Mai jos îi este redată o listă de genealogie ascendentă, realizată cu ajutorul numerotației Sosa-Stradonitz, în care persoanei a cărei genealogie se studiază i se atribuie numărul 1, tatălui lui/ei, numărul doi, și mamei, numărul trei. La rândul lui, tatăl tatălui va avea numărul patru (dublul numărului de ordine al tatălui), iar mama tatălui, numărul 5 (dublul numărului de ordine al tatălui, plus unu); tatăl mamei va avea numărul de ordine șase, iar mama mamei, șapte. Cu alte cuvinte, se desemnează fiecărui bărbat un număr dublu față de copilul lui, iar fiecărei femei, un număr dublu, plus unu; fiecare persoană are tatăl indicat la un număr dublu față de al lui/ei, iar mama, la un număr dublu, plus unu.
Această prezentare genealogică prezintă avantajul de a oferi un mai mare număr de strămoși, în același spațiu, față de arborele genealogic.
Pentru facilitarea consultării, persoanele din aceeași generație de înaintași au fost reunite sub un titlu generic, e.g., „Părinții”, „Bunicii” etc.

## Regele
1. Mihai I al României (n. 25 octombrie 1921, Sinaia, d. 5 decembrie 2017, Versoix, cantonul Geneva, Elveția), Rege al României (1927–1930, 1940–1947)

## Părinții
2. Carol al II-lea al României (n. 15 octombrie 1893, Sinaia – d. 4 aprilie 1953, Estoril), Rege al României (1930–1940)

3. Elena a României (n. 2 mai 1896, Atena – d. 28 noiembrie 1982, Lausanne)

## Bunicii

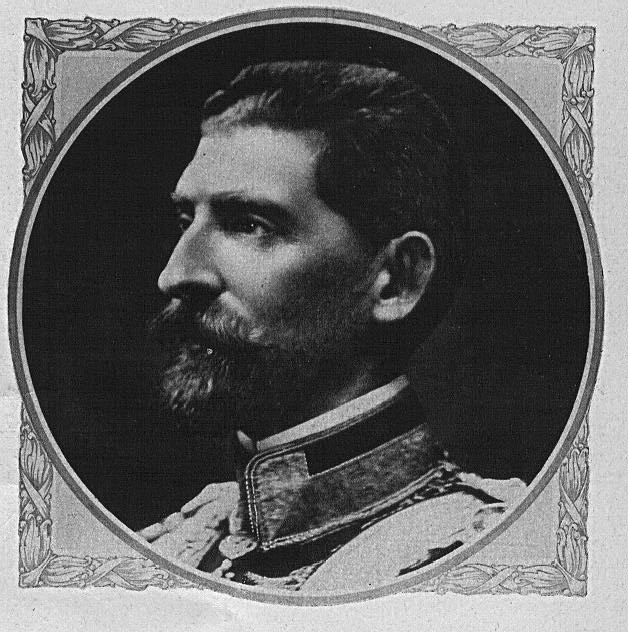
Regele Ferdinand I

4. Ferdinand I al României (n. 24 august 1865, Sigmaringen – d. 20 iulie 1927, Sinaia), Rege al României (1914–1927)

5. Maria a României (n. 29 octombrie 1875, Eastwell Park, Kent, Anglia – d. 18 iulie 1938, Sinaia, Regatul României)

6. Constantin I al Greciei (n. 2 august 1868, Atena – d. 11 ianuarie 1923, Palermo), Rege al Greciei (1913 – 1917; 1920 – 1922)

7. Sofia de Prusia, Regină a Greciei (n. 14 iunie 1870, Neues Palais, Potsdam – d. 13 ianuarie 1932, Frankfurt am Main)

## Străbunicii
8. Leopold de Hohenzollern-Sigmaringen (n. 22 septembrie 1835, Krauchenwies – d. 8 iunie 1905, Berlin)

9. Antonia de Saxa-Coburg-Gotha-Bragança, Infantă a Portugaliei (n. 17 februarie 1845, Lisabona – d. 27 decembrie 1913, Sigmaringen)

10. Alfred, Duce de Saxa-Coburg și Gotha (n. 6 august 1844, Castelul Windsor, Berkshire – d. 30 iulie 1900, Castelul Rosenau, lângă Coburg)

11. Marea Ducesă Maria Alexandrovna a Rusiei (n. 17 octombrie 1853, Țarskoe Selo, lângă Sankt Petersburg – d. 24 octombrie 1920, Zürich)

12. George I al Greciei (n. 24 decembrie 1845, Copenhaga – d. 18 martie 1913, Salonic), Rege al Greciei (1863 – 1913)

13. Olga Constantinovna a Rusiei, Regină a Greciei (n. 22 august / 3 septembrie 1851, Pavlovsk, Rusia – d. 18 iunie 1926, Pau, Franța)

14. Împăratul Frederic al III-lea al Germaniei (n. 18 octombrie 1831, Neues Palais, Potsdam – d. 15 iunie 1888, tot acolo). A domnit 99 de zile în anul 1888

15. Prințesa Victoria a Regatului Unit, Împărăteasă a Germaniei (n. 21 noiembrie 1840, Palatul Buckingham, Londra – d. 5 august 1901, Castelul Friedrichshof, Kronberg im Taunus)

## A patra generație de înaintași
16. Carol Anton (n. 7 septembrie 1811, Krauchenwies – d. 2 iunie 1885, Sigmaringen), Prinț de Hohenzollern-Sigmaringen

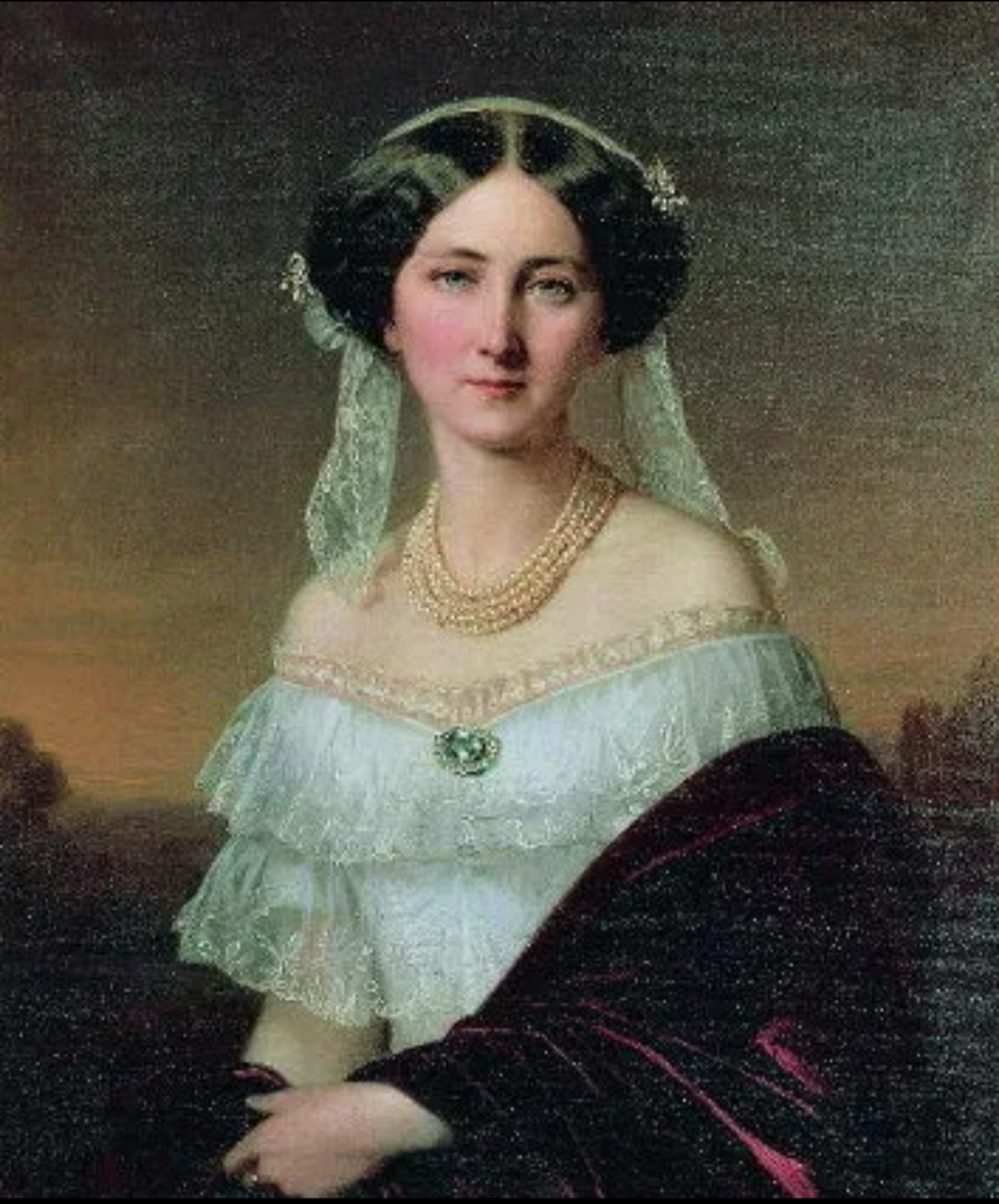
Josephine

17. Josephine de Baden, Prințesă de Hohenzollern-Sigmaringen (n. 21 octombrie 1813, Mannheim – d. 19 iunie 1900, Sigmaringen)

18. Ferdinand al II-lea al Portugaliei, Rege Consort al Portugaliei (1837–1853) (n. 29 octombrie 1816, Viena – d. 15 decembrie 1885, Lisabona)

19. Maria a II-a a Portugaliei (n. 4 aprilie 1819, Rio de Janeiro – d. 15 noiembrie 1853, Lisabona), Regină a Portugaliei (1826–1828; 1834–1853)

20. Albert de Saxa-Coburg și Gotha, Prinț Consort al Marii Britanii (n. 26 august 1819, Castelul Rosenau, lângă Coburg – d. 14 decembrie 1861, Castelul Windsor, Berkshire)

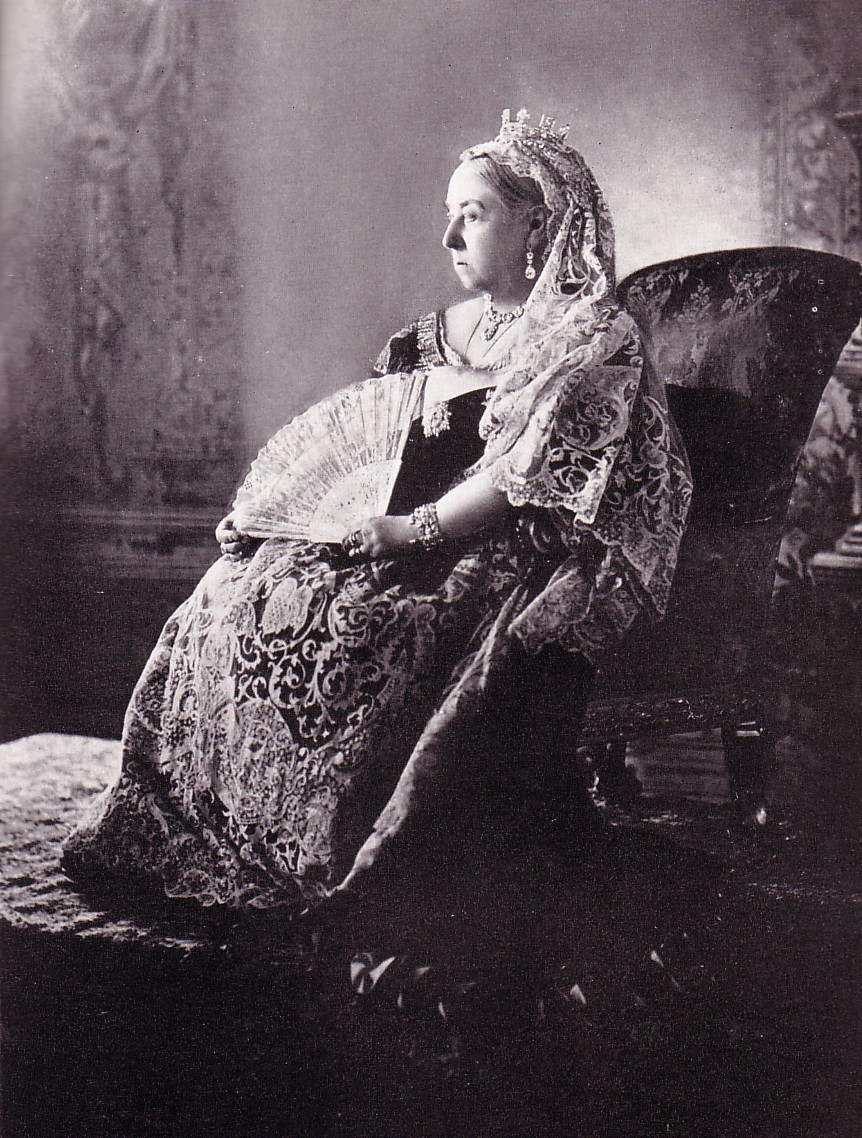
Regina Victoria

21. Victoria a Regatului Unit (n. 24 mai 1819, Kensington Palace, Londra – d. 22 ianuarie 1901, Osborne House, Insula Wight), Regină a Marii Britanii și Irlandei

22. Alexandru al II-lea al Rusiei (n. 29 aprilie 1818, Moscova – d. 13 martie 1881, Sankt Petersburg), Țar al Rusiei (1855–1881)

23. Maria Alexandrovna, Prințesa Maria de Hessen, Țarină a Rusiei [A] (n. 8 august 1824, Darmstadt – d. 8 iunie 1880, Sankt Petersburg, Rusia)

24. Christian al IX-lea (n. 8 aprilie 1818, Castelul Gottorp din Schleswig – d. 29 ianuarie 1906, Castelul Amalienborg, Copenhaga), Rege al Danemarcei

25. Louise de Hessen-Kassel, Regină a Danemarcei (n. 7 septembrie 1817, Kassel – d. 29 septembrie 1898, Castelul Bernstorf, Danemarca)

26. Marele Duce Constantin Nikolaievici al Rusiei (n. 9 septembrie 1827, Sankt Petersburg – d. 13 ianuarie 1892, Pavlovsk)

27. Alexandra de Saxa-Altenburg (n. 8 iulie 1830, Altenburg – d. 6 iulie 1911, Sankt Petersburg)

28. Wilhelm I al Germaniei (n. 22 martie 1797 – d. 9 martie 1888, Berlin), Rege al Prusiei (1861–1888), Împărat al Germaniei (1871–1888)

29. Augusta de Saxa-Weimar-Eisenach, Împărăteasă a Germaniei (n. 30 septembrie 1811, Weimar – d. 7 ianuarie 1890, Berlin)

30.–31. Aceiași cu 20.–21.

## A cincea generație de înaintași
32. Carol (n. 20 februarie 1785, Sigmaringen – d. 11 martie 1853, Bologna), Prinț de Hohenzollern-Sigmaringen

33. Marie Antoinette Murat  (n. 5 ianuarie 1793, Cahors – d. 19 ianuarie 1847, Sigmaringen), nepoata de frate a generalului napoleonian Joachim Murat

34. Carol (n. 8 iunie 1786, Karlsruhe – d. 8 decembrie 1818, Rastatt), Mare Duce de Baden

35. Stéphanie de Beauharnais (n. 28 august 1789, Versailles – d. 29 ianuarie 1860, Nice)

36. Prințul Ferdinand de Saxa-Coburg și Gotha (n. 28 martie 1785, Coburg – d. 27 august 1851, Viena)

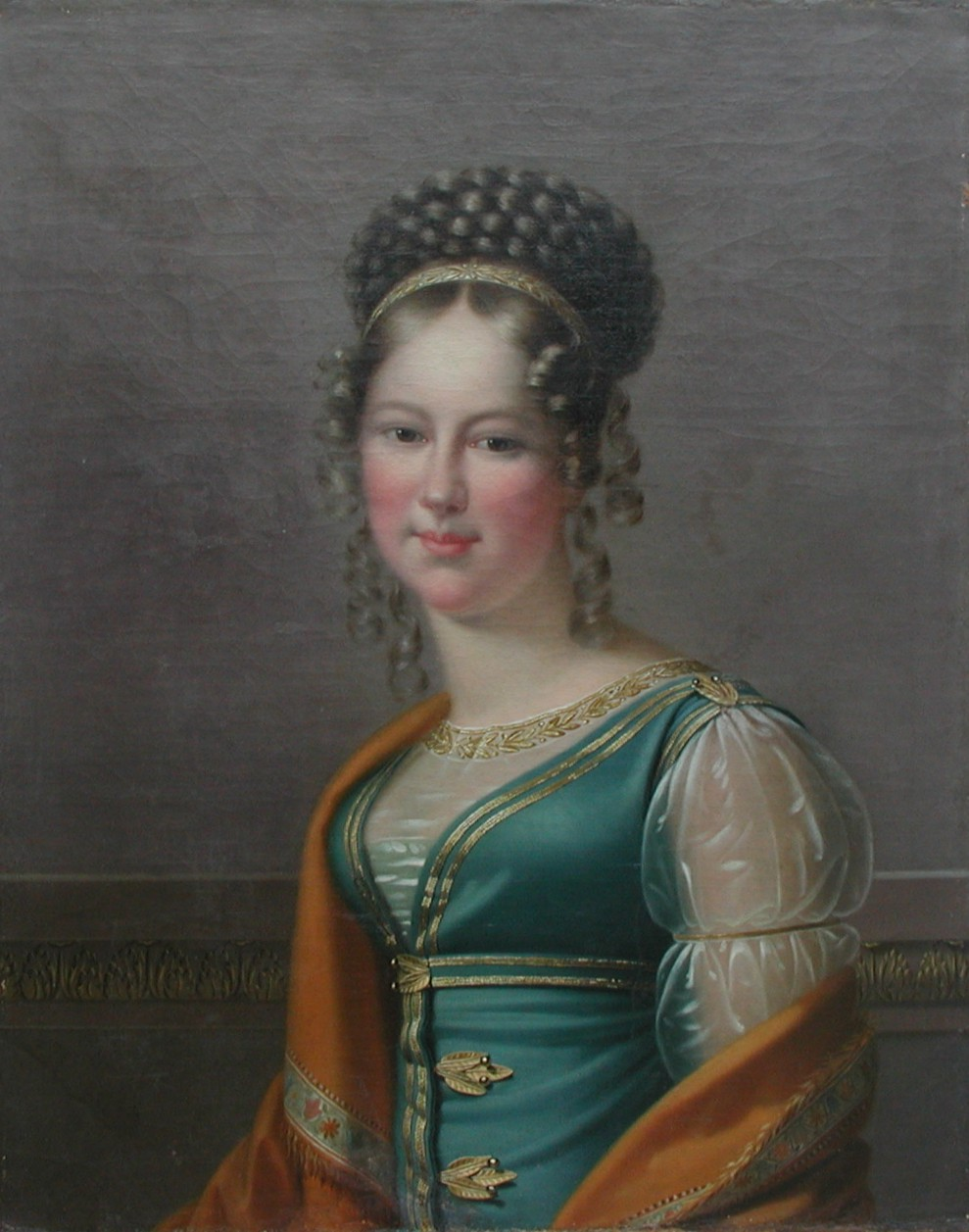
Prințesa Maria Antonia Koháry de Csábrág

37. Maria Antonia, Prințesă Koháry de Csábrág (n. 2 iulie 1797, Budapesta – d. 25 septembrie 1862, Viena)

38. Pedro I al Braziliei (n. 12 octombrie 1798, Queluz, Portugalia – d. 24 septembrie 1834, tot acolo), Împărat al Braziliei (1822–1831), Regele Pedro al IV-lea al Portugaliei (1826)

39. Maria Leopoldina a Austriei (n. 22 ianuarie 1797, Viena – d. 11 decembrie 1826, Palatul Sfântului Cristofor, Parcul Boa Vista, Rio de Janeiro)

40. Ernest I, Duce de Saxa-Coburg și Gotha (n. 2 ianuarie 1784, Coburg – d. 29 ianuarie 1844, Gotha)

41. Prințesa Louise de Saxa-Gotha-Altenburg (n. 21 decembrie 1800, Gotha – d. 30 august 1831, Paris)

42. Eduard Augustus, Duce de Kent și Strathearn (n. 2 noiembrie 1767, Londra – d. 23 ianuarie 1820, Sidmouth, Devon)

43. Prințesa Victoria de Saxa-Coburg-Saalfeld (n. 17 august 1786, Coburg – d. 16 martie 1861, Frogmore House, în apropiere de Castelul Windsor)

44. Nicolae I al Rusiei (n. 25 iunie / 6 iulie 1796, Țarskoe Selo – d. 18 februarie / 2 martie 1855, Sankt Petersburg), Țar al Rusiei

45. Alexandra Feodorovna, Țarină a Rusiei (n. 13 iulie 1798, Castelul Charlottenburg, lângă Berlin – d. 20 octombrie 1860, Țarskoe Selo, lângă Sankt Petersburg)

46. Ludovic al II-lea, Mare Duce de Hessen  [A] (n. 26 decembrie 1777, Darmstadt – d. 16 iunie 1848, tot acolo) sau August Ludovic, Baron de Senarclens-Grancy (n. 19 august 1794, Castelul Etoy, Waadtland – d. 3 octombrie 1871, Heiligenberg)

47. Wilhelmine de Baden [A] (n. 10 septembrie 1788, Karlsruhe – d. 27 ianuarie 1836, în parcul Rosenhöhe, tot acolo)

48. Frederic Wilhelm, Duce de Schleswig-Holstein-Sonderburg-Glücksburg  (n. 4 ianuarie 1785, Lindenau, Prusia – d. 17 februarie 1831, Castelul Gottorp, din orașul Schleswig)

49. Louise Caroline, Prințesă de Hessen-Kassel  (n. 28 septembrie 1789, Castelul Gottorp, din orașul Schleswig – d. 13 martie 1867, Ballenstedt, Germania)

50.  Wilhelm I de Hessen  (n. 24 decembrie 1787, Biebrich – d. 5 septembrie 1867, Copenhaga), Prinț Elector de Hessen

51. Prințesa Charlotte a Danemarcei  (n. 30 octombrie 1789, Castelul Christiansborg, Copenhaga – d. 28 martie 1864, tot acolo)

52.–53. Aceiași cu 44.–45.

54. Joseph Georg Frederic Ernest Carol, Duce de Saxa-Altenburg  (n. 27 august 1789, Hildburghausen – d. 25 noiembrie 1868, Altenburg)

55. Amalia, Ducesă de Württemberg  (n. 28 iunie 1799, Wallisfurth – d. 28 noiembrie 1848, Altenburg)

56. Frederic Wilhelm al III-lea (n. 3 august 1770, Potsdam – d. 7 iunie 1840, Berlin), Rege al Prusiei (1797–1840)

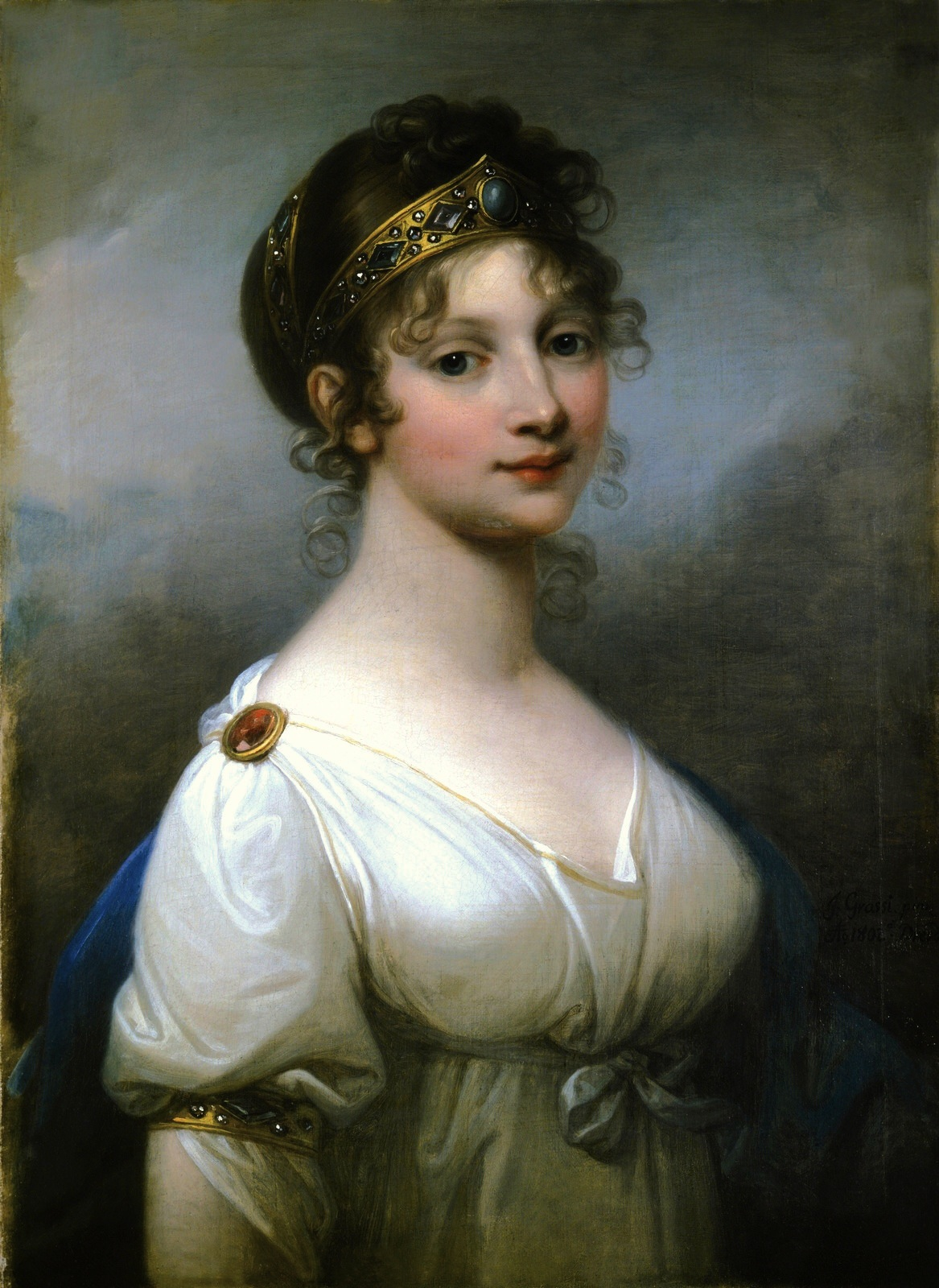
Louise de Mecklenburg-Strelitz

57. Louise de Mecklenburg-Strelitz (n. 10 martie 1776, Hannover – d. 19 iulie 1810, Castelul din Hohenzieritz)

58. Karl Friedrich, Mare Duce de Saxa-Weimar-Eisenach (n. 2 februarie 1783, Weimar – d. 8 iulie 1853, tot acolo)

59. Marea Ducesă Maria Pavlovna a Rusiei (n. 16 februarie 1786, Palatul Pavlovsk, lângă Sankt Petersburg – d. 23 iunie 1859, Castelul Belvedere, lângă Weimar)

60.–63. Aceiași cu 40.–43.

## A șasea generație de înaintași
64. Anton Aloys (n. 20 iunie 1762, Sigmaringen – d. 17 octombrie 1831, Sigmaringen), Prinț de Hohenzollern-Sigmaringen

65. Amalie Zephyrine de Salm-Kyrburg (n. 6 martie 1760, Paris – d. 17 octombrie 1841, Sigmaringen)

66. Pierre Murat  (n. 27 noiembrie 1748, La Bastide Fortunière, azi Labastide-Murat – d. 8 octombrie 1792, tot acolo), fratele generalului napoleonian Joachim Murat

67. Louise d'Astorg  (n. 23 octombrie 1762, Labastide-Murat, departamentul Lot – d. 31 mai 1832)

68. Carol Ludovic de Baden  (n. 14 februarie 1755, Karlsruhe – d. 16 decembrie 1801, Arboga, Suedia)

69. Amalia de Hessen-Darmstadt (n. 20 iunie 1754, Prenzlau – d. 28 iulie 1832, Bruchsal)

70. Claude de Beauharnais  (n. 26 septembrie 1756, La Rochelle – d. 10 ianuarie 1819, Paris)

71. Claudine Françoise Adrienne Gabrielle de Lézay-Marnézia  (n. 5 aprilie 1768, Moutonne, Jura – d. 10 august 1791, Saint-Julien-en-Genevois, Haute-Savoie)

72. Francisc, Duce de Saxa-Coburg-Saalfeld  (n. 15 iulie 1750, Castelul Ehrenburg, Coburg – d. 9 decembrie 1806, tot acolo)

73. Contesa Augusta de Reuss-Ebersdorf (n. 19 ianuarie 1757, Ebersdorf – d. 16 noiembrie 1831, Coburg)

74. Francisc Iosif, Prinț Koháry de Csábrág et Szitnya  (n. 4 septembrie 1760, Viena – d. 27 iunie 1826, Oroszvár, astăzi Rusovce, un cartier al Bratislavei, în Slovacia)

75. Contesa Maria Antoinetta Josefa Johanna Baptista de Waldstein de Wartenberg  (n. 31 martie 1771, Viena – d. 17 ianuarie 1854, tot acolo)

76. Ioan al VI-lea al Portugaliei (n. 13 mai 1767, Lisabona – d. 10 martie 1826, tot acolo), Rege al Portugaliei, Braziliei și al Algarvelor (1816–1826)

77. Carlota Joaquina, Infantă a Spaniei (n. 25 aprilie 1775, Palatul Aranjuez, Madrid – d. 7 ianuarie 1830, Palatul Queluz, Lisabona)

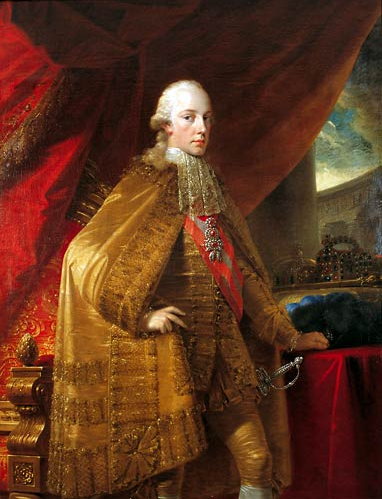
Francisc II

78. Francisc I (n. 12 februarie 1768, Florența – d. 2 martie 1835, Viena), Împărat romano-german (1792–1806), ca Francisc al II-lea; Împărat Austriac (1806–1835)

79. Prințesa Maria Teresa a Neapolelui și a celor Două Sicilii (n. 6 iunie 1772, Neapole – d. 13 aprilie 1807, Viena)

80.–81. Aceiași cu 72.–73.

82. Emil Leopold August, Prinț de Saxa-Gotha-Altenburg  (n. 23 noiembrie 1772, Gotha – d. 27 mai 1822, tot acolo)

83. Luise Charlotte, Prințesă de Mecklenburg-Schwerin  (n. 19 noiembrie 1779, Schwerin – d. 4 ianuarie 1801, Gotha)

84. George al III-lea (n. 4 iunie 1738, Londra – d. 29 ianuarie 1820, Windsor), Rege al Marii Britanii/Irlandei (1760–1801), apoi al Regatului Unit al Marii Britanii și Irlandei (1801–1820)

85. Sophie Charlotte, Ducesă de Mecklenburg-Strelitz, Regină a Marii Britanii (n. 19 mai 1744, Mirow – d. 17 noiembrie 1818, Kew Palace, în Grădina Botanică Regală din Kew, Londra)

86.–87. Aceiași cu 72.–73.

88. Pavel I (n. 20 septembrie / 1 octombrie 1754, St Petersburg – d. 12 martie / 24 martie 1801, tot acolo), Țar al Rusiei (1796–1801)

89. Maria Feodorovna, Prințesa Sophia Doroteea de Württemberg, Țarină a Rusiei (n. 25 octombrie 1759, Stettin – d. 5 noiembrie 1828, Pavlovsk)

90.–91. Aceiași cu 56.–57.

92. Ludovic I  (n. 14 iunie 1753, Prenzlau – d. 6 aprilie 1830, Darmstadt), Mare Duce de Hessen 

93. Louise de Hessen-Darmstadt  (n. 15 februarie 1761, Darmstadt – d. 24 octombrie 1829, Auerbach)

94.–95. Aceiași cu 68.–69.

96. Frederic Carol Ludovic, Duce de Schleswig-Holstein-Sonderburg-Beck  (n. 20 august 1757, Königsberg – d. 24 aprilie 1816, Wellingsbüttel, lângă Hamburg)

97. Contesa Friederike de Schlieben  (n. 28 februarie 1757, Königsberg – d. 17 decembrie 1827, Schleswig, Germania)

98. Landgraful Carol de Hessen-Kassel  (n. 19 decembrie 1744, Kassel – d. 17 august 1836, Castelul Louisenlund, Güby, Schleswig-Holstein)

99. Prințesa Louise de Danemarca și Norvegia  (n. 20 ianuarie, 1750, Palatul Christiansborg, Copenhaga – d. 12 ianuarie 1831, Castelul Gottorp, din orașul Schleswig)

100. Landgraful Frederic de Hessen-Kassel  (n. 11 septembrie 1747, Kassel – d. 20 mai 1837, Frankfurt am Main)

101. Prințesa Caroline-Polyxene de Nassau-Usingen  (n. 4 aprilie 1762, Castelul Biebrich, Wiesbaden – d. 17 august 1823, Palatul Rumpenheim, Offenbach am Main)

102. Prințul ereditar Frederic de Danemarca și Norvegia  (n. 11 octombrie 1753, Palatul Christiansborg, Copenhaga – d. 7 decembrie 1805, Castelul Amalienborg, tot acolo)

103. Sofia Frederica de Mecklenburg-Schwerin  (n. 24 august 1758, Schwerin – d. 29 noiembrie 1794, Palatul Sorgenfri, Lyngby-Taarbæk, Danemarca)

104.–107. Aceiași cu 88.–91.

108. Frederic, Duce de Saxa-Altenburg  (n. 29 aprilie 1763, Hildburghausen – d. 29 septembrie 1834, Pavilionul de vânătoare Hummelshain, Altenburg)

109. Charlotte Georgine, Ducesă de Mecklenburg-Strelitz  (n. 17 noiembrie 1769, Hanovra – d. 14 mai 1818, Hildburghausen)

110. Ludovic Frederic Alexander, Duce de Württemberg  (n. 30 august 1756, Treptow an der Rega – d. 20 septembrie 1817, Kirchheim unter Teck)

111. Henrietta de Nassau-Weilburg  (n. 22 aprilie 1780, Kirchheimbolanden – d. 2 ianuarie 1857, Kirchheim unter Teck)

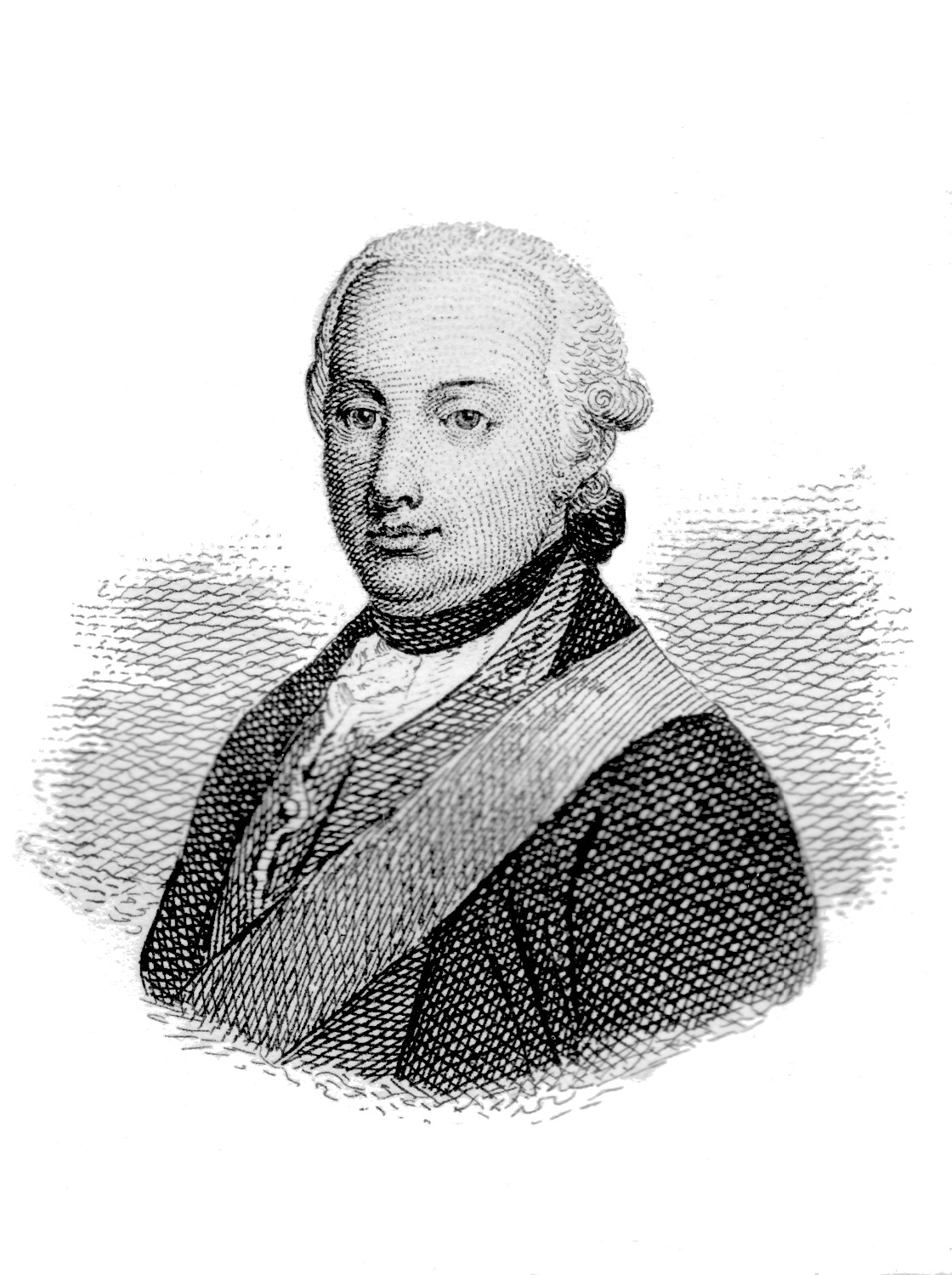
Frederic Wilhelm II

112. Frederic Wilhelm al II-lea al Prusiei (n. 25 septembrie 1744, Berlin – d. 16 noiembrie 1797, Palatul de marmură, Potsdam), Rege al Prusiei

113. Frederika Louisa de Hessen-Darmstadt, Regină a Prusiei  (n. 16 octombrie 1751, Prenzlau – d. 14 august 1805, Castelul Monbijou, Berlin)

114. Carol al II-lea, Mare Duce de Mecklenburg-Strelitz  (n. 10 octombrie 1741, Mirow – d. 6 noiembrie 1816, Neustrelitz)

115. Friederika de Hessen-Darmstadt  (n. 20 august 1752, Darmstadt – d. 22 mai 1782, Hanovra)

116. Carol August, Mare Duce de Saxa-Weimar-Eisenach  (n. 3 septembrie 1757, Weimar – d. 14 iunie 1828, Castelul din Graditz (Torgau))

117. Louisa de Hessen-Darmstadt (n. 30 ianuarie 1757, Darmstadt – d. 14 februarie 1830, Weimar)

118.–119. Aceiași cu 88.–89.

120.–127. Aceiași cu 80.–87.

## A șaptea generație de înaintași
128. Carol Frederic, Prinț de Hohenzollern-Sigmaringen  ( n. 9 ianuarie 1724, Sigmaringen – d. 20 decembrie 1785, Krauchenwies)

129. Maria Johanna Josephina Antonia Sophia de Hohenzollern-s'Heerenberg  (n. 14 aprilie 1727, Castelul 's-Heerenberg – d. 22 februarie 1787, Sigmaringen)

130. Philipp Joseph, Prinț de Salm-Kyrburg  (n. 21 iulie 1709 – d. 7 iunie 1779, Paris)

131. Maria Theresia Josepha, Prințesă de Hornes  (n. 19 octombrie 1725, Bruxelles – d. 19 iunie 1783, Paris)

132. Pierre Murat Jordy  (n. 1721 – d. 27 iulie 1799), hangiu

133. Jeanne Loubières  (n. 1722, Labastide-Murat, departamentul Lot – d. 11 martie 1806, tot acolo)

134. Aymeric d'Astorg  (n. 1721 – d. ?)

135. Marie Alanyou (n. 1740 – d. ?) 

136. Carol Frederic, Mare Duce de Baden  (n. 22 noiembrie 1728, Karlsruhe – d. 10 iunie 1811, tot acolo)

137. Carolina Luise de Hessen-Darmstadt  (n. 11 iulie 1723, Darmstadt – d. 8 aprilie 1783, Paris)

138. Ludovic al IX-lea, Landgraf de Hessen-Darmstadt  (n. 15 decembrie 1719, Darmstadt – d. 6 aprilie 1790, Pirmasens) 

139. Contesa Palatină Karoline de Zweibrücken-Birkenfeld  (n. 9 martie 1721, Strasbourg – d. 30 aprilie 1774, Darmstadt)

140. Claude de Beauharnais, Conte de Roches-Baritaud  (n. 16 ianuarie 1717, Rochefort – d. 25 decembrie 1784, Paris)

141. Marie-Anne Mouchard de Chaban  (n. 4 octombrie 1737, Paris – d. 2 iulie 1813, Paris)

142. Claude, Marchiz de Lézay-Marnésia  (n. 24 august 1735 – d. 9 noiembrie 1800)

143. Marie-Claudine de Nettancourt-Vaubécourt, dame de Vaubécourt  (n. 6 mai 1746 – d. 27 septembrie 1794)

144.  Ernest Frederic, Duce de Saxe-Coburg-Saalfeld  (n. 8 martie 1724, Saalfeld – d. 8 septembrie 1800, Coburg)

145. Sofie Antonie, Ducesă de Braunschweig-Wolfenbüttel  (n. 23 ianuarie 1724, Wolfenbüttel – d. 17 mai 1802, Coburg)

146. Henric al XXIV-lea, Conte Reuss de Lobenstein și Ebersdorf  (n. 22 ianuarie 1724, Ebersdorf – d. 13 mai 1779, tot acolo)

147. Karoline Ernestine, Contesă de Erbach-Schönberg  (n. 20 august 1727, Gedern – d. 22 aprilie 1796, Ebersdorf)

148. Contele Ignaz Joseph de Koháry  (n. 2 decembrie 1724, Szentantal – d. 10 octombrie 1777, Viena)

149. Contesa Maria Gabrielle Cavriani  (n. 25 aprilie 1736, Viena – d. 29 iulie 1803, Pesta)

150. Contele Georg Christian de Waldstein, Baron de Wartenberg  (n. 14 aprilie 1743, Praga – d. 6 septembrie 1791, Leitomischl, azi Litomyšl, Cehia)

151. Contesa Elisabeth Ulfeldt  (n. 19 septembrie 1747, Viena – d. 27 ianuarie 1791, tot acolo)

152. Pedro al III-lea Clemente Francisco José António, Rege consort al Portugaliei și Algarvelor  (n. 5 iulie 1717, Lisabona – d. 5 martie 1786, Ajuda)

153. Maria I Francisca Isabel Josefa Antónia Gertrudes (n. 17 decembrie 1734, Lisabona – d. 20 martie 1816, Rio de Janeiro), Regină a Portugaliei și Algarvelor (1777–1816)

154. Carol al IV-lea (n. 11 noiembrie 1748, Portici, Campania – d. 20 ianuarie 1819, Roma), Rege al Spaniei (1788–1808)

155. Maria Luisa de Parma, Regină a Spaniei (n. 9 decembrie 1751, Parma, Italia – d. 2 ianuarie 1819, Palatul Barberini, Roma)

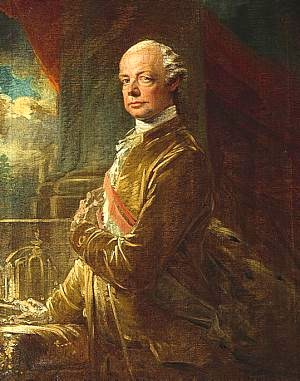
Leopold al II-lea (Austria)

156. Leopold al II-lea (n. 5 mai 1747, Viena – d. 1 martie 1792, tot acolo), Împărat romano-german (1790–1792) 

157. María Luisa de Bourbon (n. 24 noiembrie 1745, Portici, Italia – d. 15 mai 1792, Viena), Împărăteasă romano-germană

158. Ferdinand al Celor Două Sicilii (n. 12 ianuarie 1751, Neapole – d. 4 ianuarie 1825, tot acolo), Rege al Regatului Celor Două Sicilii (1816–1825)

159. Maria Carolina a Austriei, Regină a Regatului celor Două Sicilii (n. 13 august 1752, Viena – d. 8 septembrie 1814, Viena)

160.–163. Aceiași cu 144.–147.

164. Ernest al II-lea, Duce de Saxa-Gotha-Altenburg  (n. 30 ianuarie 1745, Gotha – d. 20 aprilie 1804, tot acolo)

165. Marie Charlotte Amalie Ernestine Wilhelmine Philippine, Prințesă de Saxa-Meiningen  (n. 11 septembrie 1751, Frankfurt – d. 25 aprilie 1827, Genova)

166. Frederic Franz I de Mecklenburg-Schwerin  (n. 10 decembrie 1756, Schwerin – d. 1 februarie 1837, Ludwigslust), Mare Duce de Mecklenburg-Schwerin

167. Prințesa Luise de Saxa-Gotha  (n. 9 martie 1756, Stadtroda – d. 1 ianuarie 1808, Ludwigslust)

168. Frederick, Prinț de Wales (n. 20 ianuarie 1707, Hanovra — d. 20 martie 1751, Londra)

169. Prințesa Augusta de Saxa-Gotha (n. 30 noiembrie 1719, Gotha – d. 8 februarie 1772, Carlton House, Londra, azi demolată)

170.–171. Aceiași cu 228.–229.

172.–175. Aceiași cu 144.–147.

176. Petru al III-lea al Rusiei (n. 21 februarie 1728, Kiel – d. 17 iulie 1762, Ropscha, lângă Sankt Petersburg), Țar al Rusiei (1762)

Ecaterina II a Rusiei

177. Ecaterina a II-a a Rusiei (n. 21 aprilie 1729, Szczecin, Polonia — d. 6 noiembrie 1796, Sankt-Petersburg), Țarină a Rusiei (1762–1796)

178. Frederic al II-lea Eugen, Duce de Württemberg  (n. 21 ianuarie 1732, Stuttgart – d. 23 decembrie 1797, Hohenheim, astăzi un cartier al Stuttgartului)

179. Friederike Dorothea, Prințesă de Brandenburg-Schwedt  (n. 18 decembrie 1736, Schwedt – d. 9 martie 1798, Stuttgart)

180.–183. Aceiași cu 112.–115.

184.–185. Aceiași cu 138.–139.

186. Georg Wilhelm de Hessen-Darmstadt  (n. 11 iulie 1722, Darmstadt – d. 21 iunie 1782, Darmstadt) 

187. Luise, Contesă de Leiningen-Heidesheim  (n. 16 martie 1729, Heidesheim, azi în Renania-Palatinat – d. 11 martie 1818, Neustrelitz)

188.–191. Aceiași cu 136.–139.

192. Carol Anton August, Duce de Schleswig-Holstein-Sonderburg-Beck  (n. 10 august 1727, Marburg – d. 12 septembrie 1759, Stettin)

193. Friederike Charlotte, Contesă de Dohna-Leistenau  (n. 3 iulie 1738, Königsberg – d. 21 aprilie 1786, Wolde, Mecklenburg)

194. Carol Leopold, Conte de Schlieben  (n. 3 februarie 1723, Magdeburg – d. 18 aprilie 1788, Königsberg, Prusia, azi Rusia)

195. Contesa Marie Eleanore de Lehndorff  (n. 5 februarie 1722/23, Steinort, Prusia – d. 2 februarie 1800, Königsberg, Prusia, Rusia)

196. Frederic al II-lea, Landgraf de Hessen-Kassel  (n. 14 august 1720, Kassel – d. 31 octombrie 1785, Castelul Weissenstein)

197. Mary, Prințesă a Marii Britanii  (n. 22 februarie 1723, Leicester House, Londra – d. 14 ianuarie 1772, Hanau)

198. Frederic al V-lea  (n. 31 martie 1723, Copenhaga – d. 14 ianuarie 1766, Palatul Christiansborg, Copenhaga), Rege al Danemarcei și Norvegiei

199. Louise, Regină a Danemarcei și Norvegiei  (n. 7 decembrie 1724, Londra – d. 19 decembrie 1751, Palatul Christiansborg)

200.–201. Aceiași cu 196.–197.

202.  Carol Wilhelm, Prinț de Nassau-Usingen  (n. 9 noiembrie 1735, Usingen – d. 17 mai 1803, Castelul Biebrich, Wiesbaden)

203. Karoline Felizitas, Contesă de Leiningen-Heidesheim  (n. 22 mai 1734 – d. 8 mai 1810)

204. Același cu 198.

205. Ducesa Iuliana Maria de Braunschweig-Wolfenbüttel  (n. 4 septembrie 1729, Wolfenbüttel – d. 10 octombrie 1796, Palatul Frederiksborg, langa Hillerød)

206. Ludovic, Duce de Mecklenburg-Schwerin  (n. 6 august 1725, Grabow – d. 12 septembrie 1778, Schwerin)

207. Charlotte Sofie, Ducesă de Saxa-Coburg-Saalfeld (n. 24 septembrie 1731, Coburg – d. 2 august 1810, Schwerin)

208.–215. Aceiași cu 176.–183.

216. Ernest Frederic al III-lea, Duce de Saxa-Hildburghausen  (n. 10 iunie 1727, Königsberg – d. 23 septembrie 1780, Castelul Seidingstadt, Straufhain, Turingia)

217. Ernestine Auguste Sophie, Ducesă de Saxa-Weimar-Eisenach  (n. 4 ianuarie 1740, Weimar – d. 10 iunie 1786, Hildburghausen)

218.–219. Aceiași cu 114.–115.

220.–221. Aceiași cu 178.–179.

222. Prințul Carol Christian de Nassau-Weilburg  (n. 16 ianuarie 1735, Weilburg – d. 28 noiembrie 1788, Münsterdreisen, lângă Dreisen)

223. Wilhelmina Carolina, Prințesă Regentă a Frieslandei (1765–1766)  (n. 28 februarie 1743, Palatul Stadhouderului, Leeuwarden – d. 6 mai 1787, Kirchheimbolanden)

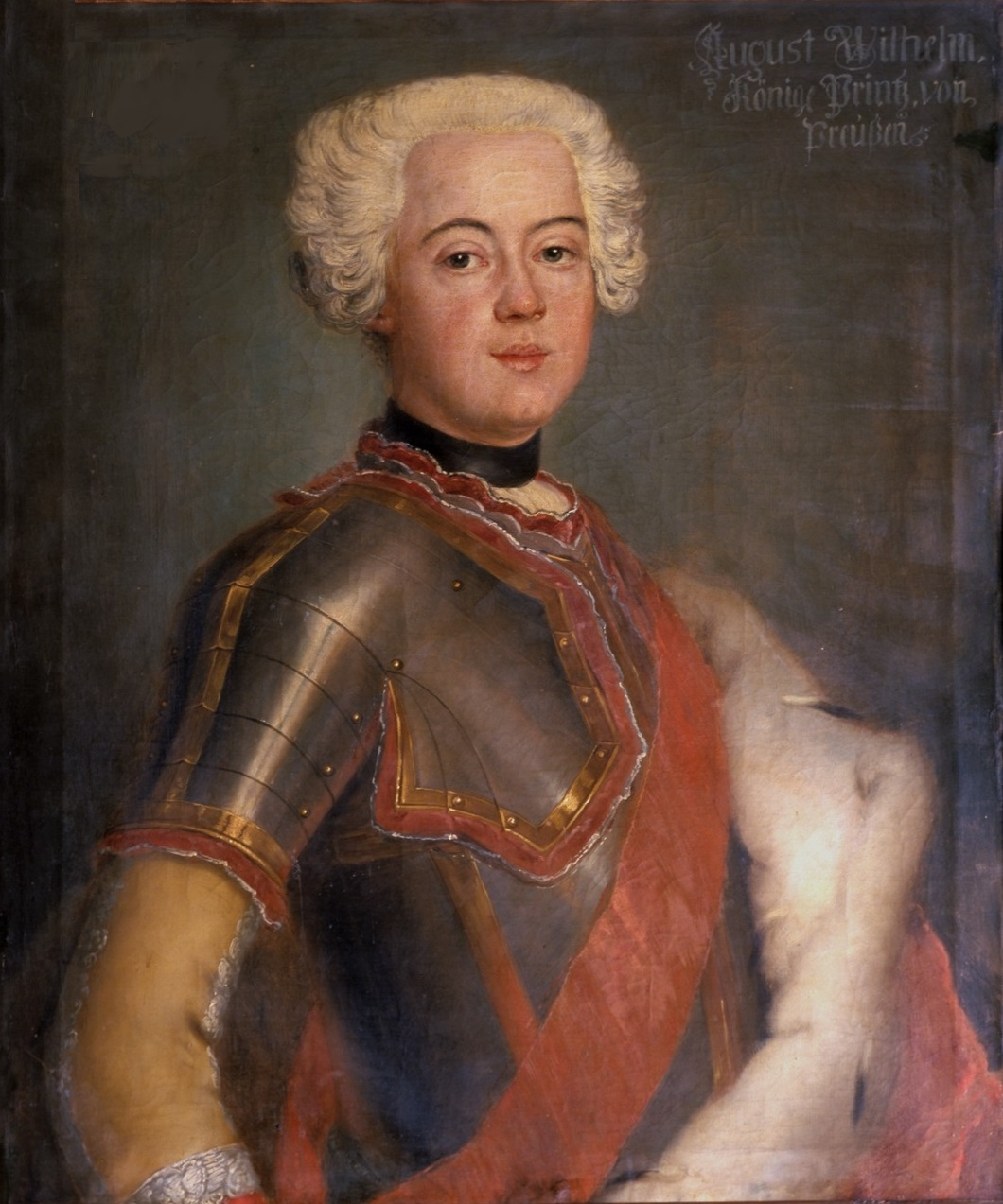
August Wilhelm (Prusia)

224. August Wilhelm, Prinț de Prusia  (n. 9 august 1722, Berlin – d. 12 iunie 1758, Oranienburg)

225. Ducesa Luise Amalie de Braunschweig-Wolfenbüttel  (n. 29 ianuarie 1722, Castelul Bevern, Wolfenbüttel – d. 13 ianuarie 1780, Berlin)

226.–227. Aceiași cu 138.–139.

228. Carol Ludovic Frederic, Duce de Mecklenburg-Strelitz  (n. 23 februarie 1708, Strelitz – d. 5 iunie 1752, Mirow)

229. Elisabeth Albertine, Prințesă de Saxa-Hildburghausen  (n. 3 august 1713, Hildburghausen – d. 29 iunie 1761, Neustrelitz)

230.–231. Aceiași cu 186.–187.

232. Ernest August al II-lea Konstantin, Duce de Saxa-Weimar-Eisenach  (n. 2 iunie 1737, Weimar – d. 28 mai 1758, Weimar)

233. Anna Amalie, Ducesă de Braunschweig-Wölfenbüttel  (n. 24 octombrie 1739, Wolfenbüttel – d. 10 aprilie 1807, Weimar)

234.–235. Aceiași cu 138.–139.

236.–239. Aceiași cu 176.–179.

240.–255. Aceiași cu 160.–175.

## A opta generație de înaintași
256. Iosif Frederic Ernest Meinrad Carol Anton, Prinț de Hohenzollern-Sigmaringen  (n. 24 mai 1702, Sigmaringen – d. 8 decembrie 1769, Castelul Haag, Haigerloch)

257. Contesa Maria Francisca Luise de Öttingen-Spielberg  (n. 21 mai 1703, Öttingen – d. 29 noiembrie 1737, Sigmaringen)

258. Francisc Wilhelm Nikolaus, Conte de Bergh și Hohenzollern  (n. 7 decembrie 1704, Sigmaringen – d. 10 februarie 1737, Castelul Boxmeer, Boxmeer)

259. Maria Katharina, Contesă de Waldburg de Zeil și Trauchburg  (n. 28 septembrie 1702, Zeil – d. 24 februarie 1739, Castelul Boxmeer)

260. Henric Gabriel Joseph, Conte de Kyrburg  (n. 21 iulie 1674 – d. 15 octombrie 1714, Nürnberg)

261. Marie Therese de Croy, Marchiză de Warnecq  (n. 1678 – d. 18 iunie 1713)

262. Maximilian Emmanuel, Prinț de Hornes, Conte de Baucignies, Conte de Horn  (n. 31 august 1695, Bruxelles – d. 12 ianuarie 1763, tot acolo)

263. Marie Therese Charlotte Bruce, Baroneasă de Melsbroek  (n. 19 septembrie 1704, Bruxelles – d. 19 noiembrie 1736, tot acolo)

264. Guillaume Murat  (n. 6 ianuarie 1692 – d. 18 noiembrie 1754)

265. Marguerite Herbeil  (n. ? – d. 26 februarie 1755)

266. Pierre Loubières (n. 2 ianuarie 1690, Labastide-Murat – d. 30 decembrie 1738, tot acolo)  

267. Jeanne Vieillecazes (botezată 2 ianuarie 1695, Labastide-Murat – d. 25 august 1754, tot acolo)  (d. 1754)

268. Antoine d'Astorg  (n. 18 noiembrie 1676 – d. ?) 

269. Maria de Mary  (n. 4 mai 1686 – d. 7 octombrie 1727)

270. Jean Alanyou  (n. ? – d. ?)

271. Louise de Valon  (n. ? – d. ?)

272. Frederic, Prinț Moștenitor de Baden-Durlach  (n. 7 octombrie 1703, Stuttgart – d. 26 martie 1732, Karlsruhe)

273. Anna Charlotte Amalie, Prințesă de Nassau-Dietz  (n. 13 octombrie 1710, Leeuwarden – d. 18 decembrie 1777, Castelul Karlsburg, Karlsruhe)

274.–275. Aceiași cu 276.–277.

276. Ludovic al VIII-lea, Landgraf de Hessen-Darmstadt  (n. 5 aprilie 1691, Darmstadt – d. 17 octombrie 1768, tot acolo) 

277. Charlotte Christine Magdalene Johanna, Contesă de Hanau-Lichtenberg  (n. 2 mai 1700, Buchsweiler – d. 1 iulie 1726, Darmstadt)

278. Christian al III-lea, Conte Palatin de Zweibrücken  (n. 7 noiembrie 1674, Strasbourg – d. 3 februarie 1735, Zweibrücken)

279. Carolina, Contesă de Nassau-Saarbrücken  (n. 12 august 1704, Saarbrücken – d. 25 martie 1774, Darmstadt)

280. Claude de Beauharnais, Seigneur de Beaumont  (n. 1680 – d. 15 ianuarie 1738, La Chaussée, lângă Orléans)

281. Renée Hardouineau  (n. 1696, Château de Laudianière – d. 16 august 1744, Blois)

282. François Abraham de Mouchard  (n. 17 ianuarie 1712, La Rochelle – d. 19 octombrie 1782, Paris)

283. Anne Louise Lazur  (n. circa 1715 – d. 6 ianuarie 1740)

284. François Gabriel de Lézay  (n. 22 februarie 1699, Lons-le-Saunier – d. 16 februarie 1778, tot acolo)

285. Charlotte Antoinette de Bressey  (n. circa 1705 – d. 1785)

286. Gaston Jean Baptiste de Nettancourt Vaubecourt  (n. circa 1701 – d. circa 1755)

287. Yolande Madeleine de Nettancourt Passavant  (n. circa 1723 – d. 18 octombrie 1760)

288. Francisc Josias, Duce de Saxa-Coburg-Saalfe7ld  (n. 25 septembrie 1697, Saalfeld – d. 16 septembrie 1764, Rodach)

289. Prințesa Anna Sophie de Schwarzburg-Rudolstadt  (n. 11 septembrie 1700, Rathsfeld – d. 11 decembrie 1780, Castelul din Römhild)

290. Ferdinand Albert al II-lea, Duce de Braunschweig-Lüneburg  (n. 19/29 mai 1680, Bevern – d. 3/13 sept. 1735, Salzdahlum, Saxonia Inferioară) 

291. Antoinette Amalie, Prințesă de Braunschweig-Blankenberg  (n. 14/24 aprilie 1696, Wolfenbüttel – d. 6 martie 1762, Braunschweig)

292. Henric al XXIX-lea, Conte de Reuss-Ebersdorf  (n. 21 iulie 1699, Ebersdorf – d. 22 mai 1747, Herrnhut)

293. Sophie Theodora, Contesă de Castell-Remlingen  (n. 12 mai 1703, Castell, Bavaria – d. 8 ianuarie 1777, Herrnhut)

294. Georg August, Conte de Erbach-Schönberg  (n. 17 iunie 1691, Waldenburg – d. 29 martie 1758, König)

295. Ferdinande Henriette, Contesă de Stolberg-Gedern  (n. 2 octombrie 1699, Gedern – d. 31 ianuarie 1750, Schönberg, Hessen)

296. Contele Andras de Koháry  (n. 30 noiembrie 1694, Csábrág, azi Čabrad, în Slovacia – d. 4 decembrie 1758, Szentantal, în Ungaria)

297. Margarethe Marie Therese Thavonat de Thavon  (n. ? – d. 8 martie 1763, Szentantal)

298. Contele Maximilian Guidobaldo Cavriani de Imena  (n. 1704 – d. 1776, Viena)

299. Contesa Maria Francisca de Thurheim  (n. 5 ianuarie 1704 – d. 30 decembrie 1772, Viena)

300. Contele Joseph de Waldstein, Baron de Wartenberg  (n. 24 aprilie 1709, Praga – d. 2 februarie 1771, Münchengrätz, azi Mnichovo Hradiště, Cehia)

301. Contesa Josepha de Trauttmansdorff  (n. 27 aprilie 1704 Leitomichl/Litomyšl – d. 12 octombrie 1757, Praga)

302. Contele Corfitz Anton Ulfeldt  [E] (n. 15 iunie 1699, Brașov – d. 31 decembrie 1769 Viena)

303. Prințesa Maria Elisabeth de Lobkowicz  (n. 23 noiembrie 1726 – d. 29 iulie 1786, Viena)

304. Ioan al V-lea al Portugaliei  (n. 22 octombrie 1689, Lisabona – d. 31 iulie 1750, tot acolo), Rege al Portugaliei și al Algarvelor (1706–1750)

305. Maria Anna Josepha, Arhiducesă de Austria  (n. 7 septembrie 1683, Linz – d. 14 august 1754, Lisabona)

306. Iosif I al Portugaliei  (n. 6 iunie 1714, Lisabona – d. 24 februarie 1777, tot acolo), Rege al Portugaliei și al Algarvelor (1750–1777)

307. Maria Ana Victoria, Infantă a Spaniei (n. 31 martie 1718, Madrid, – d. 15 ianuarie 1781, Lisabona)

308. Carol al III-lea (n. 20 ianuarie 1716, Madrid – d. 14 decembrie 1788, tot acolo), Rege al Spaniei (1758–1788), Rege al Neapolelui (1735–1759)

309. Maria Amalia de Saxonia, Regină a Spaniei (n. 24 noiembrie 1724, Dresda – d. 27 septembrie 1760, Madrid)

310. Filip, Duce de Parma, Infante al Spaniei  (n. 15 martie 1720, Madrid, – d. 18 iulie 1765, Alessandria)

311. Prințesa Louise-Élisabeth a Franței (n. 14 august 1727, Palatul Versailles – d. 6 decembrie 1759, tot acolo)

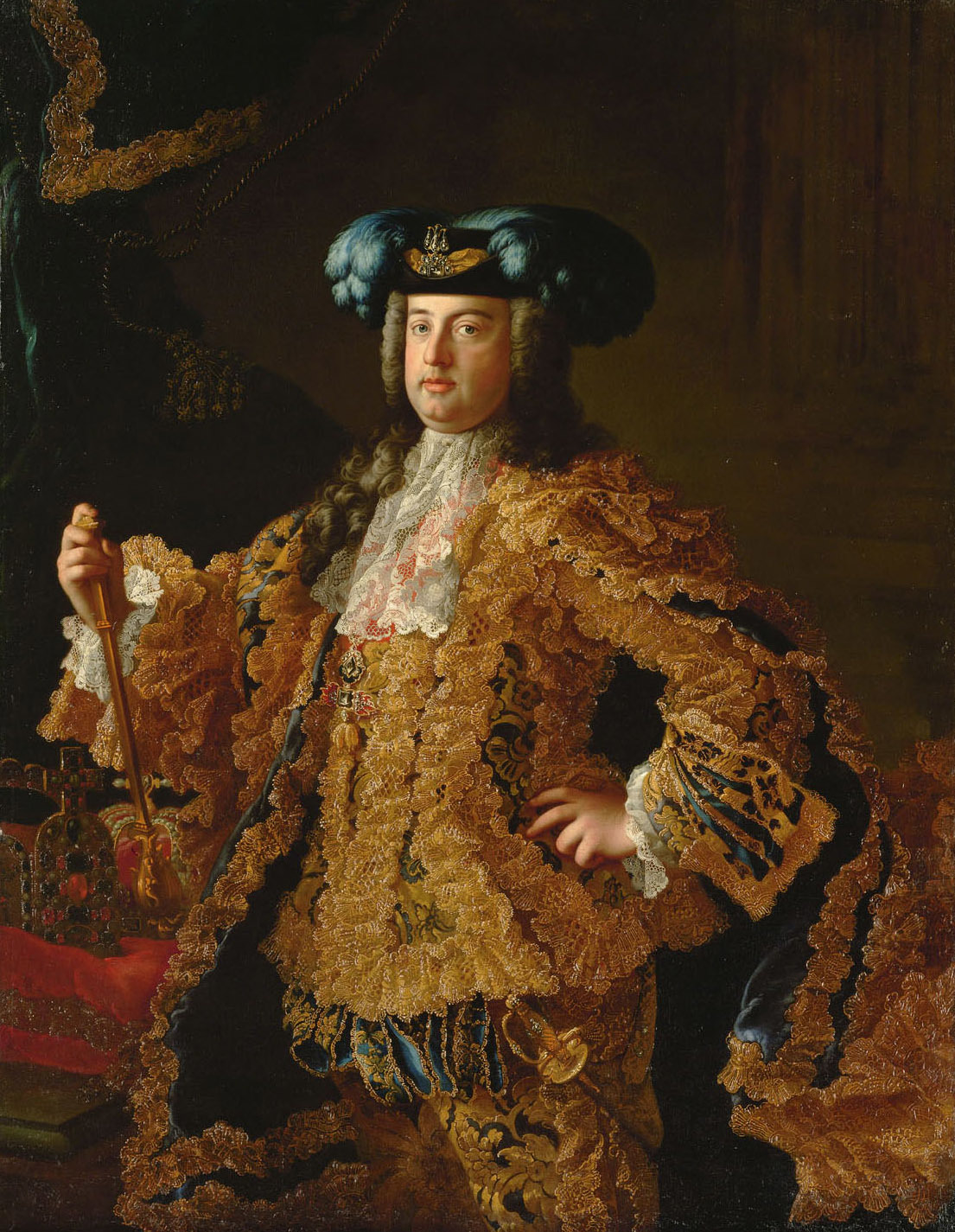
Francisc I (Austria)

312. Francisc I (n. 8 decembrie 1708, Nancy – d. 18 august 1765, Innsbruck), Împărat romano-german (1745–1765)

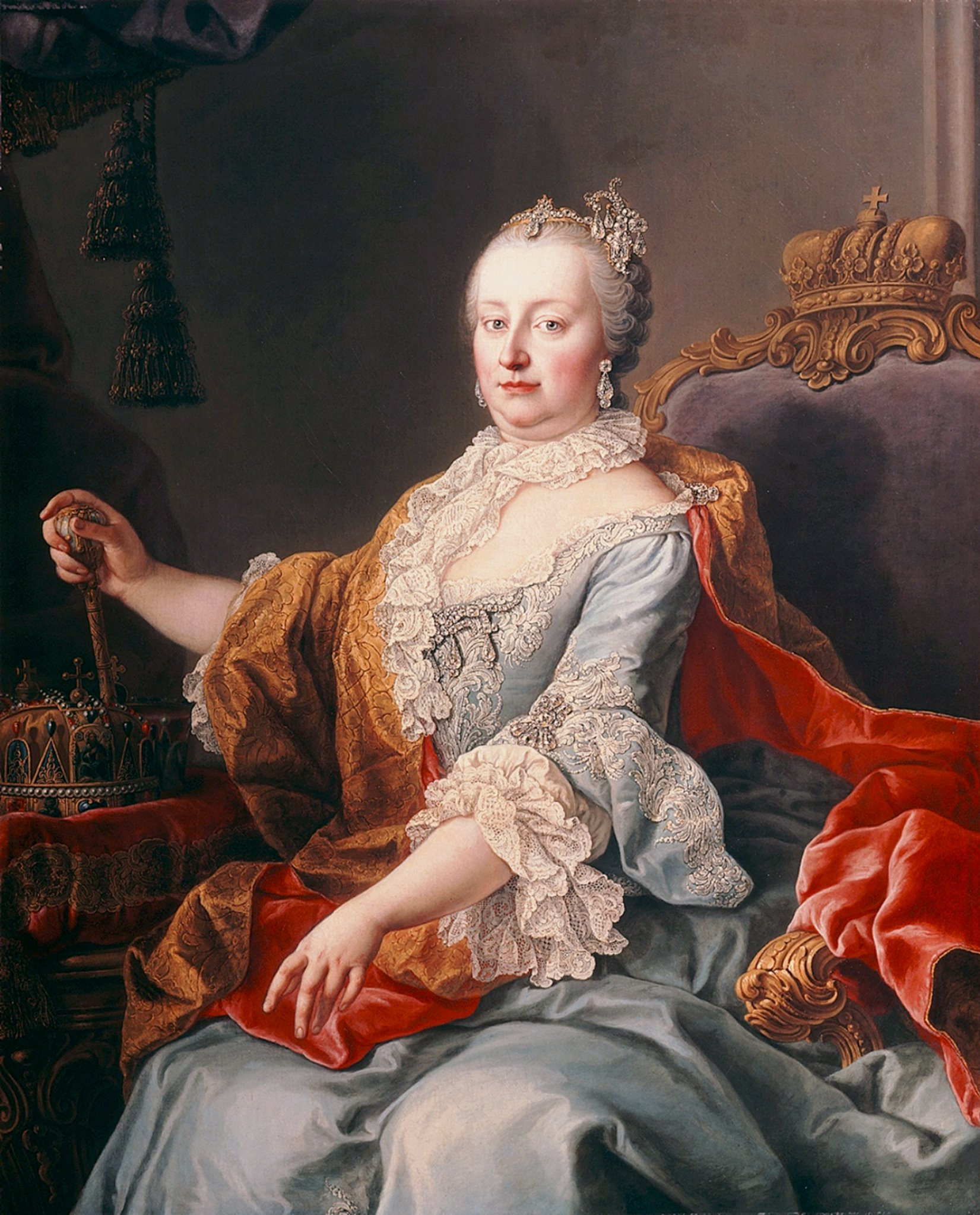
Maria Tereza (Austria)

313. Maria Tereza a Austriei (n. 13 mai 1717, Viena – d. 29 noiembrie 1780, tot acolo), Împărăteasă romano-germană

314.–315. Aceiași cu 308.–309.

316.–317. Aceiași cu 308.–309.

318.–319. Aceiași cu 312.–313.

320.–327. Aceiași cu 288.–295.

328. Frederic al III-lea, Duce de Saxa-Gotha-Altenburg  (n. 14 aprilie 1699, Gotha – d. 10 martie 1772, tot acolo)

329. Prințesa Luise Doroteea de Saxa-Meiningen  (n. 10 august 1710, Meiningen – d. 22 octombrie 1767, Gotha)

330. Anton Ulrich, Duce de Saxa-Meiningen  (n. 22 octombrie 1687, Meiningen – d. 27 ianuarie 1763, Frankfurt)

331. Prințesa Charlotte Amalie de Hessen-Philippsthal  (n. 11 august 1730, Philippstal – d. 7 septembrie 1801, Meiningen)

332.–333. Aceiași cu 206.–207.

334. Johann August, Duce de Saxa-Gotha-Altenburg  (n. 17 februarie 1704, Gotha – d. 8 mai 1767, Stadtroda)

335. Luise, Contesă de Reuss-Schleiz (n. 3 iulie 1726, Bad Staffelstein – d. 28 mai 1773, Stadtroda)

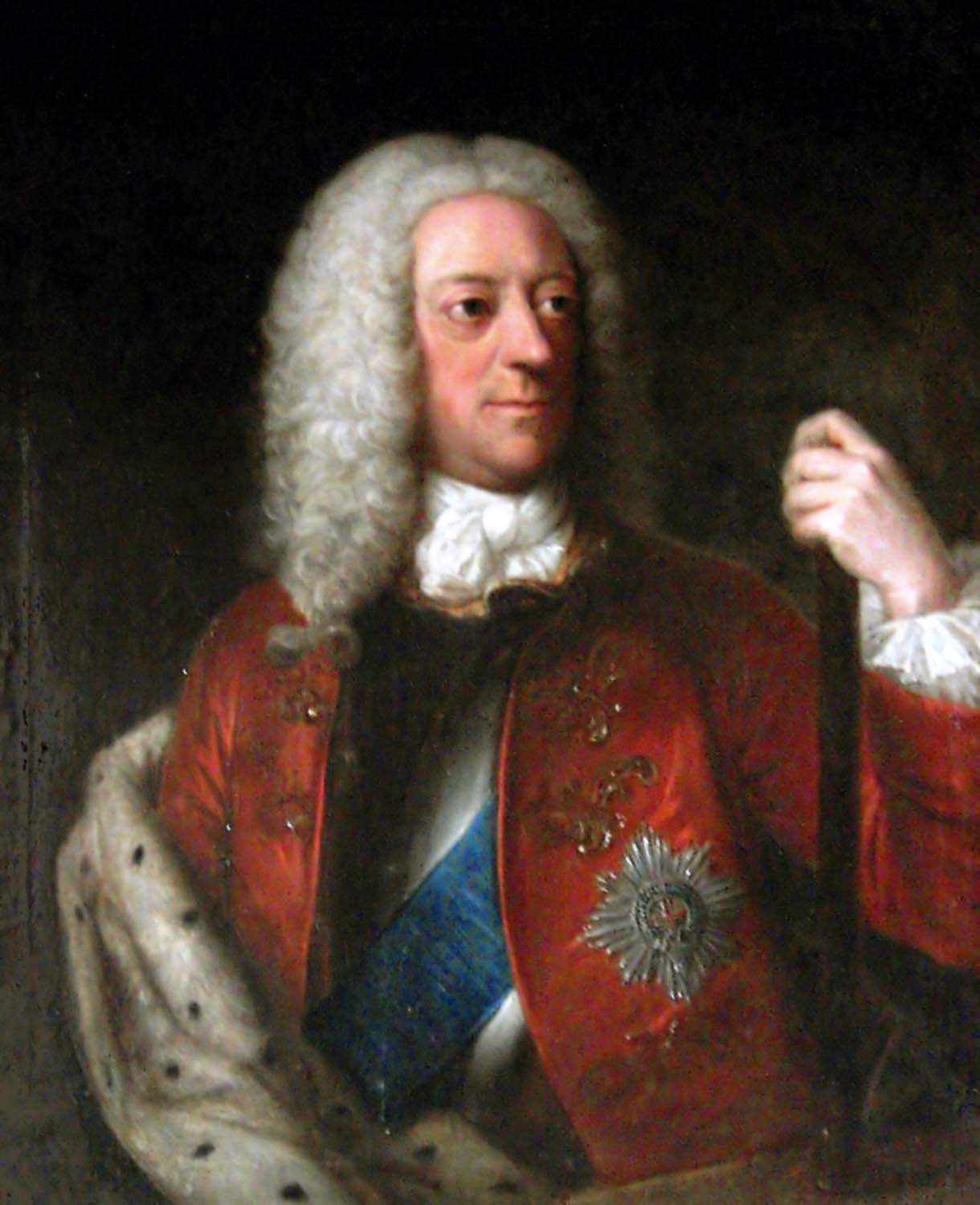
George al II-lea

336. George al II-lea Augustus  (n. 30 octombrie 1683, Palatul Herrenhausen, Herrenhausen-Stöcken, Hanovra – d. 25 octombrie 1760, Kensington), Rege al Marii Britanii (1727–1760)

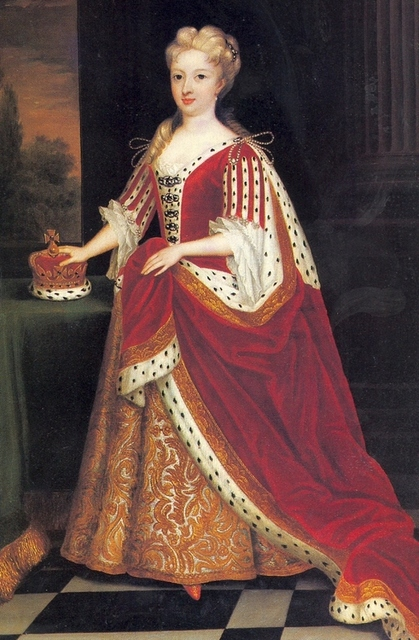
Regina Carolina (Regatul Unit)

337. Wilhelmine Karoline, Contesă de Brandenburg-Ansbach  (n. 1 martie 1683, Ansbach – d. 20 noiembrie 1737, Palatul St. James, Londra)

338. Frederic al II-lea, Duce de Saxa-Gotha  (n. 28 iulie 1676, Gotha – d. 23 martie 1732, Altenburg)

339. Prințesa Magdalena Augusta de Anhalt-Zerbst  (n. 13 octombrie 1679, Zerbst – d. 11 octombrie 1740, Altenburg)

340.–343. Aceiași cu 456.–459.

344.–351. Aceiași cu 288.–295.

352. Carol Frederic, Duce de Holstein-Gottorp  (n. 30 aprilie 1700, Stockholm – d. 18 iunie 1739, Rolfshagen)

353. Marea Ducesă Anna Petrovna a Rusiei  (n. 27 ianuarie 1708, Moscova – d. 4 martie 1728, Kiel)

354. Christian August, Prinț de Anhalt-Zerbst  (n. 29 noiembrie 1690, Dornburg, azi în landul Saxonia-Anhalt – d. 16 martie 1747, Zerbst)

355. Prințesa Johanna Elisabeta de Holstein-Gottorp  (n. 24 octombrie 1712, Gottorp – d. 30 mai 1760, Paris)

356. Carol I Alexandru, Duce de Württemberg  (n. 3 februarie 1684 – d. 12 martie 1737)

357. Maria Augusta, Prințesă de Thurn și Taxis  (n. 11 august 1706, Frankfurt am Main – d. 1 februarie 1756, Göppingen)

358. Frederic Wilhelm, Marcgraf de Brandenburg-Schwedt  (n. 27 decembrie 1700, Oranienbaum – d. 4 martie 1771, Castelul Wildenbruch, Swobnica, Polonia)

359. Sofia Doroteea, Prințesă de Prusia  (n. 25 ianuarie 1719, Berlin – d. 13 noiembrie 1765, Schwedt)

360.–367. Aceiași cu 224.–231.

368.–371. Aceiași cu 276.–279.

372.–373. Aceiași cu 276.–277.

374. Christian Carol Reinhard, Conte de Leiningen-Dagsburg-Heidesheim  (n. 7 iulie 1695 – d. 17 noiembrie 1766)

375. Katharina Polyxena, Contesă de Solms-Rödelheim și Assenheim  (n. 30 ianuarie 1702, Rödelheim, azi un cartier al orașului Frankfurt pe Main – d. 21 martie 1765, Heidesheim)

376.–383. Aceiași cu 272.–279.

384. Peter August, Duce de Schleswig-Holstein-Sonderburg-Beck  (n. 7 decembrie 1696, Königsberg – d. 22 martie 1775, Reval)

385. Sofie, Contesă de Hessen-Philippsthal  (n. 6 aprilie 1695, Philippsthal – d. 9 mai 1728, Marburg)

386. Albrecht Christoph, Conte de Dohna-Leistenau (n. 23 septembrie 1698, Berlin – d. 13 mai 1752, tot acolo)

387. Henriette, Prințesă de Schleswig-Holstein-Sonderburg-Beck  (n. 28 decembrie 1698, Minden – d. 10 ianuarie 1768, Königsberg, astăzi Kaliningrad)

388. Contele Georg Adam al III-lea de Schlieben  (n. 23 februarie 1688, Garderen, Olanda – d. 15 iunie 1737, Halberstadt, Germania)

389. Katharina Dorothea, Contesă Finck de Finckenstein-Schönberg  (n. 5 iunie 1700, Schönberg – d. 15 iulie 1728, Halberstadt)

390. Ernest Ahasver, Conte de Lehndorf  (n. 14 ianuarie 1688, Königsberg, Prusia, azi Rusia – d. 9 mai 1727, Landheim)

391. Maria Luise, Baroneasă de Wallenrodt  (n. 12 octombrie 1695, Ragnit, astăzi orașul Neman, în regiunea Kaliningrad – d. 12 februarie 1775, Königsberg)

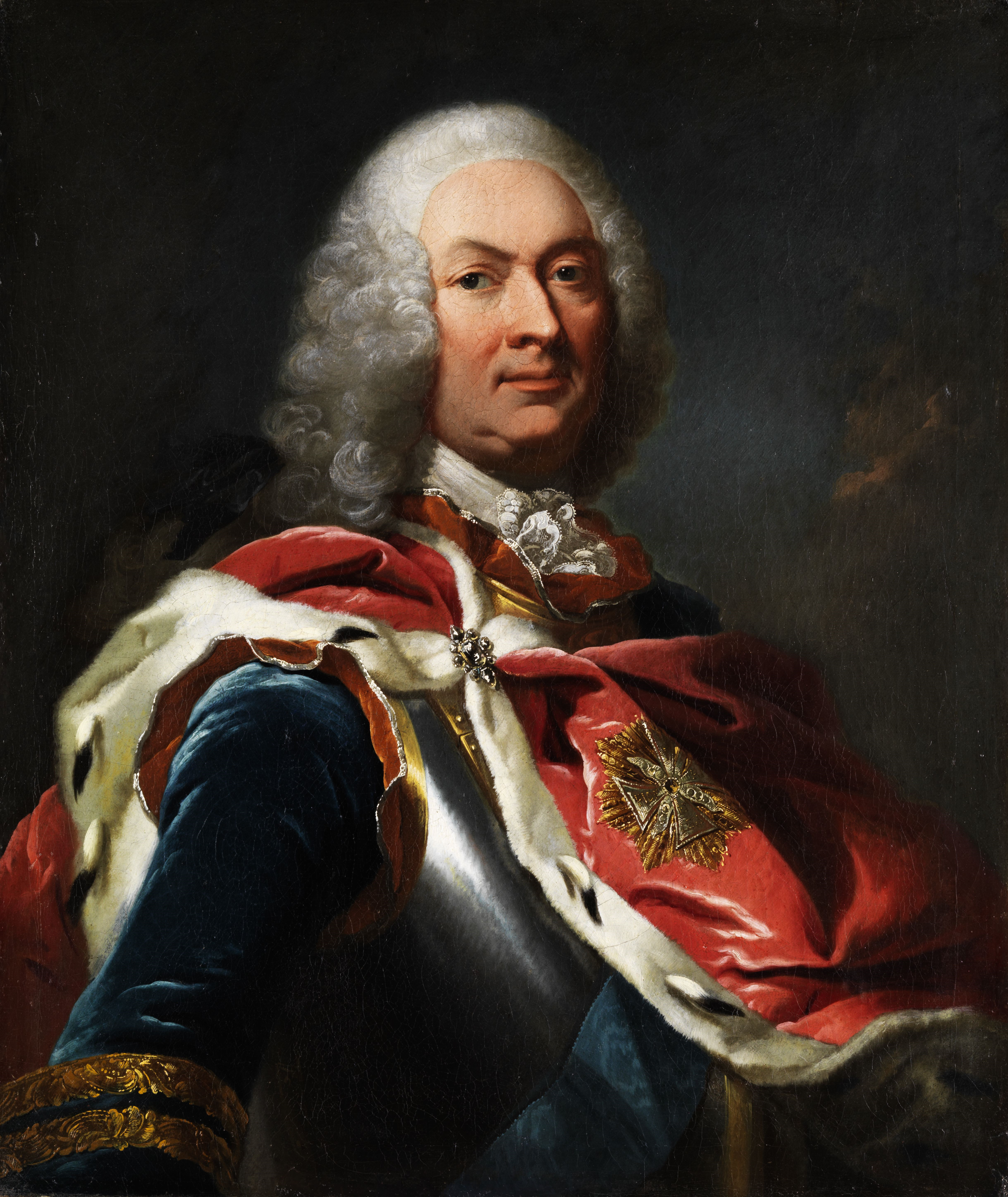
Wilhelm VIII (Hessen-Kassel)

392. Wilhelm al VIII-lea, Landgraf de Hessen-Kassel  (n. 10 martie 1682, Kassel – d. 1 februarie 1760, Rinteln)

393. Dorothea Wilhelmine de Saxa-Zeitz  (n. 20 martie 1691, Elster – d. 17 martie 1743, Kassel)

394.–395. Aceiași cu 336.–337.

396. Christian al VI-lea  (n. 10 decembrie 1699, Copenhaga – d. 6 august 1746, Hørsholm), Rege al Danemarcei

397. Prințesa Sophie Magdalene de Brandenburg-Kulmbach  (n. 28 noiembrie 1700, Castelul Schönberg, lângă Lauf an der Pegnitz – d. 27 mai 1770, Castelul Christiansborg)

398.–399. Aceiași cu 336.–337.

400.–403. Aceiași cu 392.–395.

404.  Carol, Prinț de Nassau-Usingen  (n. 1 ianuarie 1712, Usingen – d. 21 iunie 1775, Castelul Biebrich, Wiesbaden)

405. Christiane Wilhelmine, Ducesă de Saxa-Eisenach  (n. 3 septembrie 1711, Altenkirchen – d. 27 noiembrie 1740, Idstein)

406.–407. Aceiași cu 374.–375.

408.–409. Aceiași cu 396.–397.

410.–411. Aceiași cu 290.–291.

412. Ducele Christian Ludovic al II-lea de Mecklenburg-Schwerin  (n. 15 mai 1683, Grabow – d. 30 mai 1756, Schwerin)

413. Ducesa Gustava Karolina de Mecklenburg-Strelitz  (n. 12 iulie 1694, Neustrelitz – d. 13 aprilie 1748, Schwerin)

414.–415. Aceiași cu 288.–289.

416.–431. Aceiași cu 352.–367.

432. Ernest Frederic al II-lea, Duce de Saxa-Hildburghausen  (n. 17 decembrie 1707, Hildburghausen – d. 13 august 1745, tot acolo)

433. Caroline Amalie, Contesă de Erbach-Fürstenau  (n. 29 septembrie 1700, Castelul Fürstenau, lângă Michelstadt – d. 7 mai 1758, Hildburghausen)

434. Ernest August I, Duce de Saxa-Weimar-Eisenach  (n. 19 aprilie 1688, Weimar – d. 19 ianuarie 1748, Eisenach)

435. Sophie Charlotte, Contesă de Brandenburg-Bayreuth  (n. 27 iulie 1713, Castelul din Weferlingen – d. 2 martie 1747, Ilmenau)

436.–439. Aceiași cu 228.–231.

440.–443. Aceiași cu 356.–359.

444. Prințul Carol August de Nassau-Weilburg  (n. 17 septembrie 1685, Weilburg – d. 9 noiembrie 1753, tot acolo)

445. Prințesa Auguste Friederike de Nassau-Idstein  (n. 17 august 1699, Idstein – d. 8 iunie 1750, Weilburg)

446. Willem al IV-lea de Nassau-Dietz  (n. 1 septembrie 1711, Leeuwarden – d. 22 octombrie 1751, Palatul Huis ten Bosch, Haga), Stadhouder al Provinciilor Unite (1747–1751)

447. Anne, Prințesă Regală a Marii Britanii  (n. 2 noiembrie 1709, Palatul Herrenhausen, Hanovra – d. 12 ianuarie 1759, Haga), Prințesă Regentă a Provinciilor Unite ale Țărilor de Jos (1751–1759)

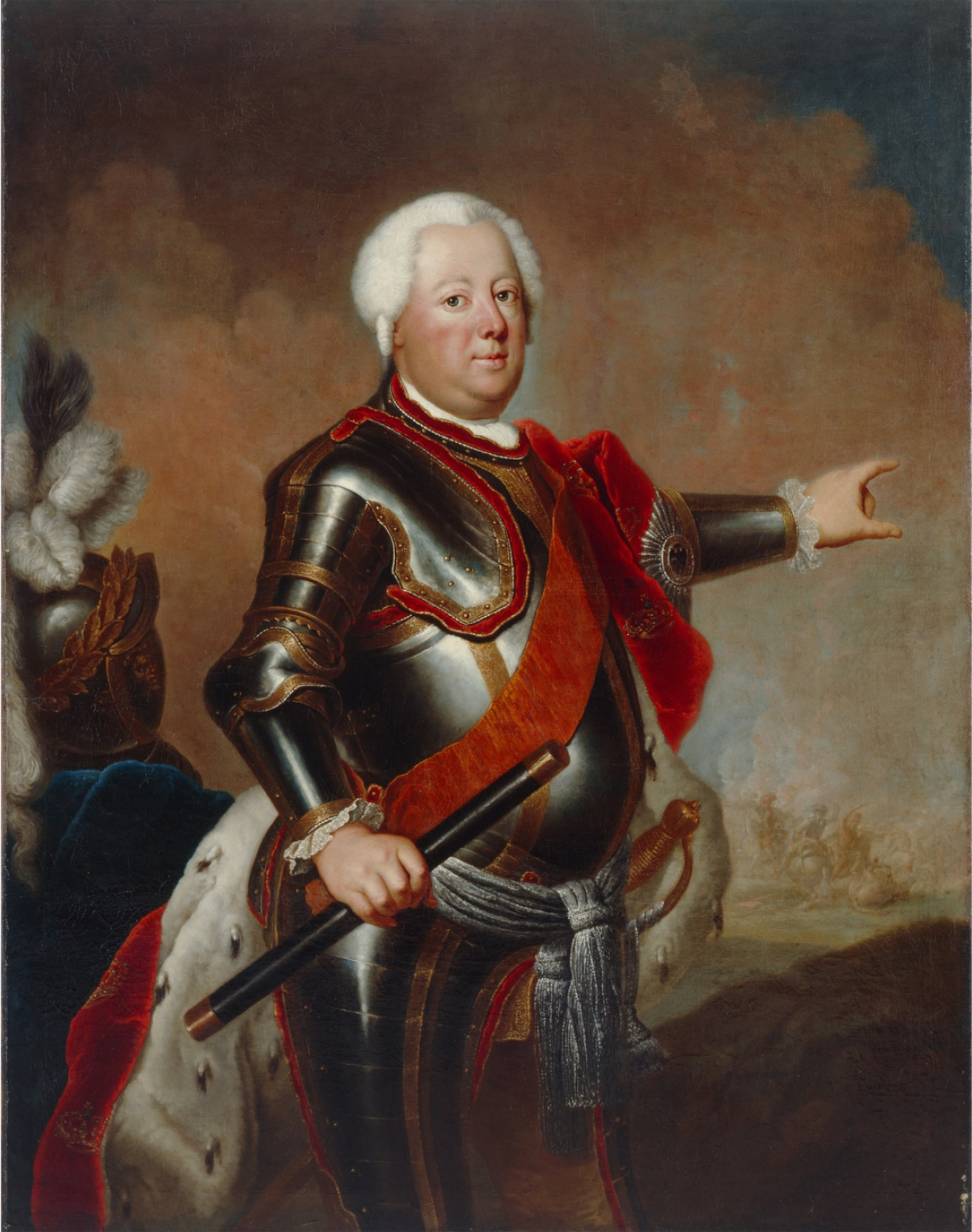
Frederic Wilhelm I

448. Frederic Wilhelm I al Prusiei (n. 14/15 august 1688, Berlin – d. 31 mai 1740, tot acolo), Rege al Prusiei (1713–1740)

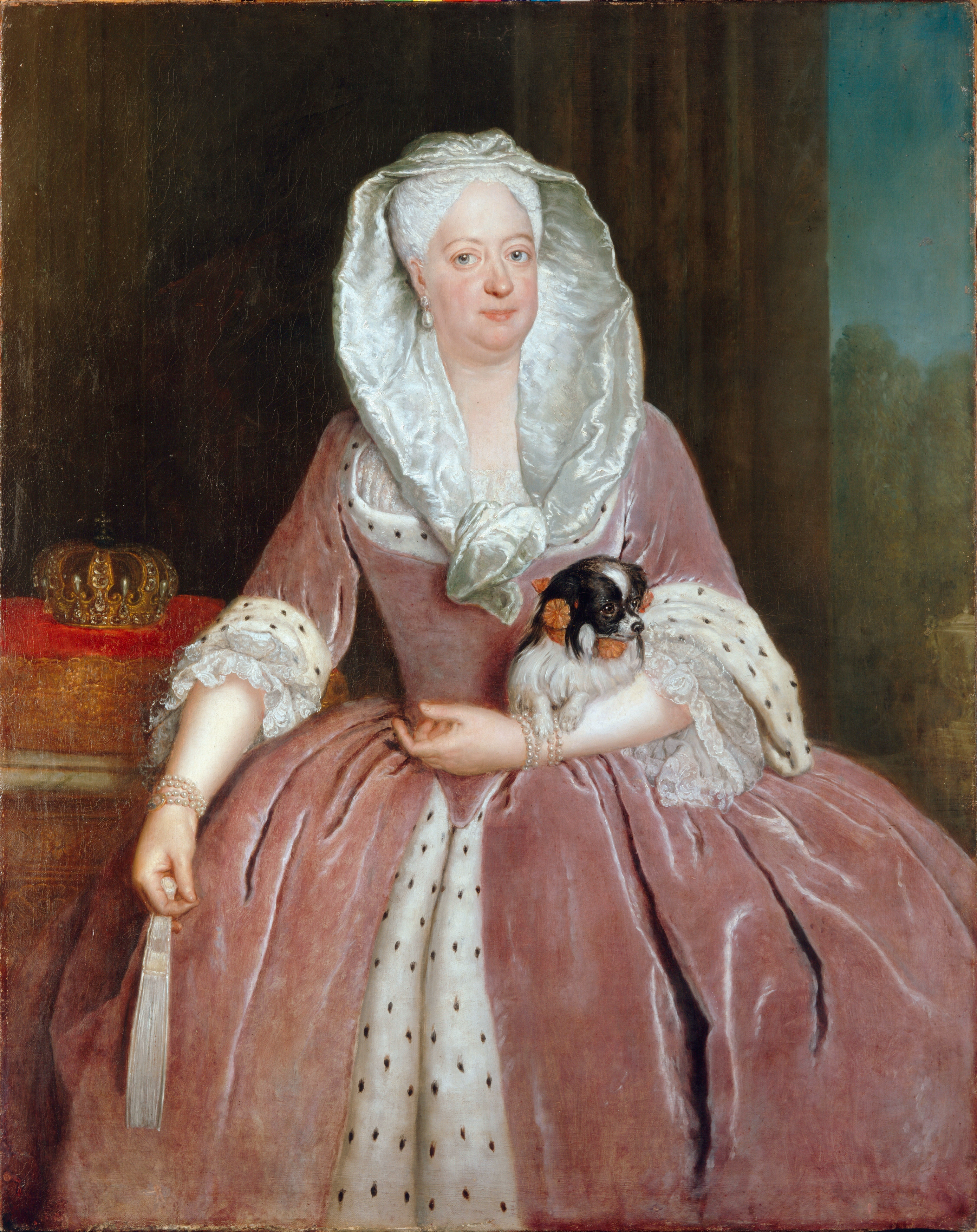
Sofia Dorothea de Hanovra

449. Sophia Doroteea, Prințesă a Marii Britanii, Irlandei și Hanovrei (n. 16/26 martie 1687, Hanovra – d. 28 iunie 1757, Castelul Monbijou, lângă Berlin [B])

450.–451. Aceiași cu 290.–291.

452.–455. Aceiași cu 276.–279.

456. Adolf Frederic al II-lea, Duce de Mecklenburg-Strelitz  (n. 19 octombrie 1658, Grabow – d. 12 mai 1708, tot acolo)

457. Christiane Emilie, Prințesă de Schwarzburg-Sondershausen  (n. 13 septembrie 1681, Schwarzburg – d. 1 noiembrie 1751, Mirow)

458. Ernest Frederic I, Duce de Saxa-Hildburghausen  (n. 21 august 1681, Gotha – d. 9 martie 1724, Hildburghausen)

459. Sophie Albertine, Contesă de Erbach-Erbach  (n. 30 iulie 1683, Erbach – d. 4 septembrie 1742, Eisfeld)

460.–461. Aceiași cu 276.–277.

462.–463. Aceiași cu 374.–375.

464.–465. Aceiași cu 434.–435.

466. Carol I, Duce de Braunschweig (1735–1780)  (n. 1 august 1713, Braunschweig – d. 26 martie 1780, tot acolo)

467. Philippine Charlotte, Prințesă de Prusia  (n. 13 martie 1716, Berlin – d. 17 februarie 1801, Braunschweig)

468.–471. Aceiași cu 276.–279.

472.–479. Aceiași cu 352.–359.

480.–511. Aceiași cu 320.–351.

## A noua generație de înaintași
512. Meinrad al II-lea Carol Anton, Prinț de Hohenzollern-Sigmaringen  ( n. 1 noiembrie 1673, Sigmaringen – d. 20 octombrie 1715, tot acolo)

513. Contesa Ioana Katharina Viktoria de Montfort-Tettnang  (n. 9 octombrie 1678 – d. 26 ianuarie 1759, Sigmaringen)

514. Prințul Franz Albrecht de Öttingen-Spielberg  (n. 10 noiembrie 1663, Öttingen in Bayern – d. 3 sau 6 februarie 1737, tot acolo)

515. Johanna Margaretha, Baroneasă de Schwendi  (n. 27 iunie 1672, Schwendi – d. 25 aprilie 1727, Öttingen)

516.–517. Aceiași cu 512.–513.

518. Johann Christoph, Conte de Zeil, Baron de Waldburg  (n. 19 iunie 1660, Aichstetten – d. 14 februarie 1720, Castelul Zeil, lângă Leutkirch im Allgäu)

519. Maria Francisca Elisabeth, Contesă de Montfort-Tettnang  (n. 13 ianuarie 1668 – d. 21 august 1726)

520. Carol Florentin, Conte de Salm  (n. 14 ianuarie 1638 – d. 4 septembrie 1676, Maastricht)

521. Marie Gabrielle de Lalaing, Contesă de Hoogstraeten  (n. circa 1640 – d. 8 februarie 1709, Anvers)

522. Philippe François Albert, Marchiz de Warneck  (n. ? – d. ?)

523. Claudine Françoise de la Pierre du Fay  (n. ? – d. ?)

524.  Philippe Emmanuel, Prinț de Hornes, Conte de Baucignies și de Houtekercke  (n. 25 noiembrie 1661, Condé – d. 9 octombrie 1718, Bailleul)

525. Prințesa Marie Anne Antoinette de Ligne  (n. 14 ianuarie 1680 – d. 27 august 1720)

526. Thomas Bruce, al III-lea Conte de Elgin  (n. 1656 – d. 16 decembrie 1741)

527. Charlotte d' Argenteau, Baroană de Melsbroeck  (n. 18 octombrie 1678 – d. 24 iulie 1710)

528. Pierre Murat  (n. 1634 – d. ?)

529. Catherine Badourès  (n. ? – d. 28 noiembrie 1697)

530. Bertrand Herbeil  (n. ? – d. ?)

531. Anne Roques  (n. ? – d. ?)

532.–535. Necunoscuți

536.–541. Necunoscuți

542. Pierre de Valon  (n. ? – d. ?)

543. Claire Montal  (n. ? – d. ?)

544. Carol al III-lea Wilhelm, Marcgraf de Baden-Durlach  (n. 17 ianuarie 1679, Durlach, azi un cartier din Karlsruhe – d. 12 mai 1738, Karlsruhe)

545. Magdalene Wilhelmine, Ducesă de Württemberg  (n. 7 noiembrie 1677, Stuttgart – d. 30 octombrie 1742, Durlach, astăzi un cartier din Karlsruhe)

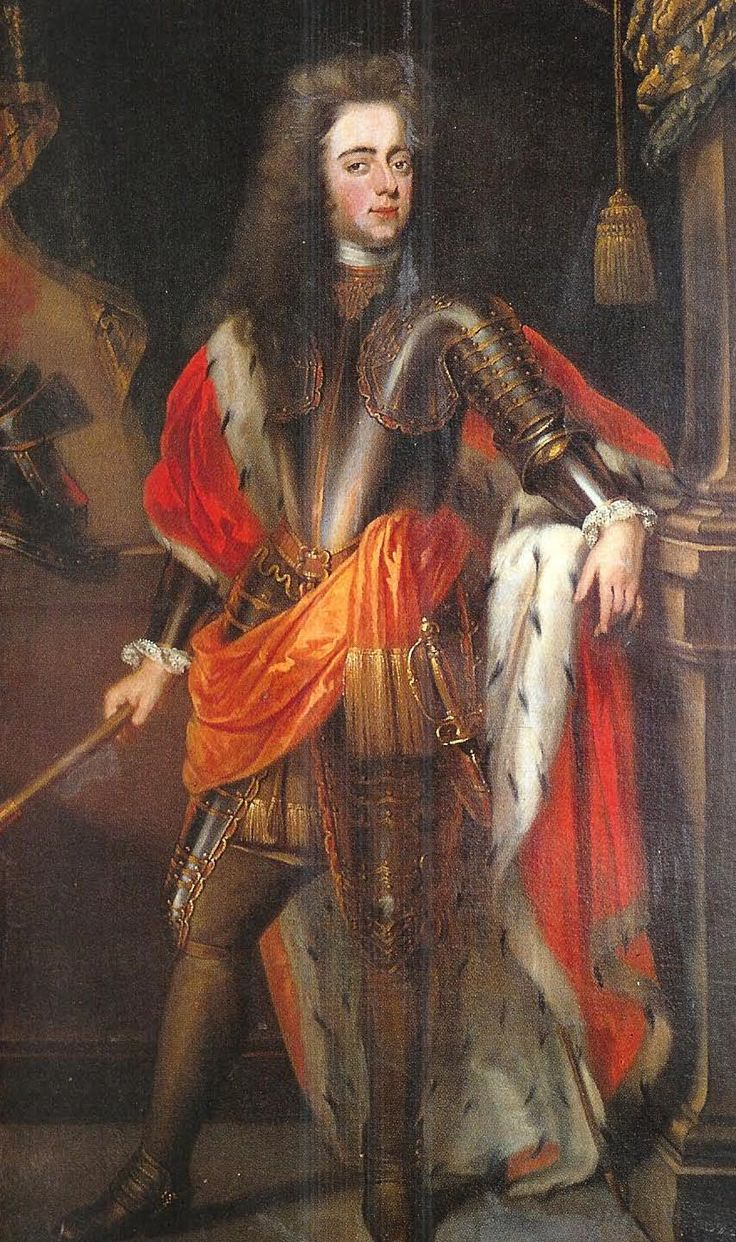
Johan Willem Friso, Prinț de Orania

546. Johan Willem Friso de Nassau-Dietz, Prinț de Orania, Stadhouder al Frieslandei  [C] (n. 4 august 1687, Dessau – d. 14 iulie 1711, Moerdijk)

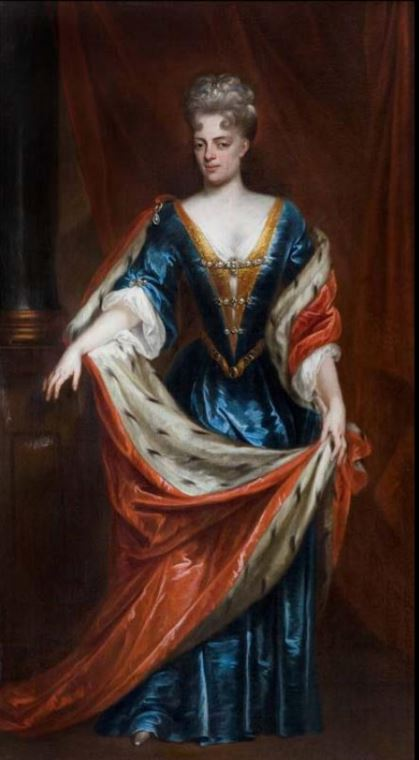
Marie Louise, Prințesă de Orania

547. Marie Louise, Contesă de Hessen-Kassel  (n. 7 februarie 1688, Kassel – d. 9 aprilie 1765, Leeuwarden)

548.–551. Aceiași cu 552.–555.

552. Ernest Ludovic, Landgraf de Hessen-Darmstadt  [D] (n. 15 decembrie 1667, Darmstadt – d. 12 septembrie 1739, tot acolo)

553. Doroteea Charlotte, Prințesă de Brandenburg-Ansbach  (n. 18 noiembrie 1661 – d. 15 noiembrie 1705)

554. Johann Reinhard al III-lea, Conte de Hanau-Lichtenberg  ( n. 1 august 1665, Bischofsheim – d. 28 martie 1736, Hanau)

555. Doroteea Friederike de Brandenburg-Ansbach  (n. 22 august 1676, Ansbach – d. 13 martie 1731, Hanau)

556. Christian al II-lea, Conte Palatin de Birkenfeld-Bischwiller  (n. 22 iunie 1637, Bischwiller – d. 26 aprilie 1717, Birkenfeld)

557. Katharina Ágata, Contesă de Rappoltstein  (n. 15 iunie 1648, Rappoltstein, în Alsacia – d. 16 iulie 1683, Bischwiller)

558. Ludovic Kraft, Conte de Nassau-Saarbrücken  (n. 28 martie 1663, Saarbrücken – d. 14 februarie 1713, tot acolo)

559. Philippa Henriette, Prințesă de Hohenlohe-Langenburg  (n. 15 noiembrie 1679, Langenburg – d. 14 ianuarie 1751, Bergzabern)

560. François de Beauharnais  (n. 2 august 1636 – d. 17 aprilie 1694, Orléans)

561. Marguerite-Françoise de Pyvart de Chastullé  (n. ? – d. 1719)

562. Pierre Hardouineau, Senior de Laudanière  (n. ? – d. 1713)

563. Renée Le Pays de Bourjoly  (n. 3 iulie 1664 – d. 14 august 1744)

564. François Mouchard  (n. ? – d. ?)

565. Marie Torterue-Bonneau  (n. ? – d. ?)

566. Jean-Baptiste Lazur  (n. ? – d. ?)

567. Anne-Guesse du Buisson  (n. ? – d. ?)

568. Claude-Hubert de Lézay  (n. ? – d. ?)

569. Claude-Françoise de Poligny  (n. ? – d. ?)

570. Charles Nicolas, Conte de Bressey  (n. ? – d. ?)

571. Jeanne de Raigecourt  (n. ? – d. ?)

572. Henri de Nettancourt, Baron de L' Eschelle  (n. ? – d. ?)

573. Marie Charlotte des Forges de Germinon  (n. ? – d. ?)

574. François-Charles de Nettancourt de Passavant, Marchiz de Nettancourt  (n. ? – d. ?)

575. Marie-Claude de Vassinhac  (n. ? – d. ?)

576. Johann Ernest I, Duce de Saxa-Coburg-Saalfeld  (n. 22 august 1658, Gotha – d. 17 decembrie 1729, Saalfeld)

577. Charlotte Johanna de Waldeck-Pyrmont  (n. 13 decembrie 1664, Arolsen – d. 1 februarie 1699, Hildburghausen)

578. Ludovic Frederic I, Prinț de Schwarzburg-Rudolstadt  (n. 25 octombrie 1667, Rudolstadt – d. 24 iunie 1718, tot acolo)

579. Anna Sophie, Prințesă de Saxa-Gotha-Altenburg  (n. 22 decembrie 1670, Gotha – d. 28 decembrie 1728, Rudolstadt)

580. Ferdinand Albert I, Duce de Braunschweig-Bevern  (n. 22 mai 1636, Braunschweig – d. 23 aprilie 1687, Bevern)

581. Prințesa Christine de Hessen-Eschwege  (n. 30 octombrie 1648, Kassel – d. 18 martie 1702, Bevern)

582. Ludovic Rudolph, Duce de Braunschweig-Blankenberg  (n. 22 iulie 1671, Wolfenbüttel – d. 1 martie 1735, Braunschweig)

583. Prințesa Christine Louise de Öttingen  (n. 30 martie 1671, Öttingen in Bayern – d. 12 noiembrie 1747, Blankenburg)

584. Henric al X-lea, Conte de Reuss-Lobenstein  (n. 29 noiembrie 1662, Lobenstein – d. 10 iunie 1711, Ebersdorf)

585. Erdmuthe Benigna, Contesă de Solms-Laubach  (n. 13 aprilie 1670, Wildenfels – d. 14 septembrie 1732, Ebersdorf)

586. Wolfgang Dietrich, Conte de Castell-Castell  (n. 6 ianuarie 1641, Remlingen – d. 8 aprilie 1709, Castell)

587. Doroteea Renata, Contesă de Zinzendorf  (n. 13 aprilie 1669, Sopron – d. 22 noiembrie 1743, Castell)

588. Georg Albrecht al II-lea, Conte de Erbach-Fürstenau  (n. 26 februarie 1648, Fürstenau – d. 23 martie 1717, tot acolo)

589. Anna Doroteea Christina, Contesă de Hohenlohe-Waldenburg  (n. 22 februarie 1656, Waldenburg – d. 28 octombrie 1724, Castelul Schönberg din Odenwald)

590. Ludovic Christian, Conte de Stolberg-Gedern  (n. 8 septembrie 1652, Ilsenburg – d. 27 august 1710, Gedern)

591. Christine, Ducesă de Mecklenburg-Güstrow  (n. 14 august 1663, Güstrow – d. 3 august 1749, Gedern)

592. Wolfgang (Farkas) Conte Koháry  (n. 1650, Csabrag/Čabrad – d. 1704, Dubrava)

593. Maria Luisa Margaretha, Baroneasă de Rechberg-Osterburg  (n. 18 iunie 1657, Kollmunz – d. 9 septembrie 1750)

594. Albert Ludovic Thavonat de Thavon  (n. 1639/1640 – d. 7 iulie 1719, Viena)

595. Polixena Josefa Jakusith de Orbova  (n. ? – d. 22 octombrie 1720)

596. Leopold Carol Conte de Cavriani  (n. 1665 – d. 1721)

597. Maria Susanna, Baroneasă de Gilleis  (n. 5 decembrie 1681 – d. ?)

598. Christoph Wilhelm, Conte de Thurheim  (n. 13 martie 1661, Salaberg – d. 8 ianuarie 1738, Linz)

599. Maria Francisca, Contesă de Kuefstein  (n. 1669 – d. 17 august 1757)

600. Contele Joseph de Waldstein, Baron de Wartenberg  (n. 25 octombrie 1680 – d. 24 februarie 1722, Praga)

601. Marie Margarethe Czernin, Contesă de Chudenitz  (n. 11 iulie 1689 Praga – d. 4 iulie 1725 Praga)

602. Contele Franz Wenzel de Trauttmansdorff, Baron de Gleichenberg  (n. 31 august 1677, Praga – d. 24 martie 1753, tot acolo)

603. Maria Eleonora, Contesă de Kaunitz  (n. 17 ianuarie 1682, Viena – d. 28 martie 1735, Praga)

604. Contele Leo Ulfeldt  (n. 22 martie 1651 – d. 11 aprilie 1716, Viena)

605. Contesa Anna Maria Zinzendorf  (n. 25 aprilie 1674, Odenburg – d. 30 iulie 1736, Bruxelles)

606. Philipp Hyazinth, Prinț de Lobkowicz  (n. 25 februarie 1680, Altstadt – d. 21 decembrie 1737, Viena)

607. Contesa Anna Maria de Althann  (n. 7 decembrie 1703 – d. 6 decembrie 1754)

608. Pedro al II-lea al Portugaliei  (n. 26 aprilie 1648, Lisabona – d. 9 decembrie, tot acolo), Rege al Portugaliei și al Algarvelor (1683–1706)

609. Maria Sofia, Contesă Palatină de Neuburg  (n. 6 august 1666, Schloss Benrath, Düsseldorf – d. 4 august 1699, Lisabona)

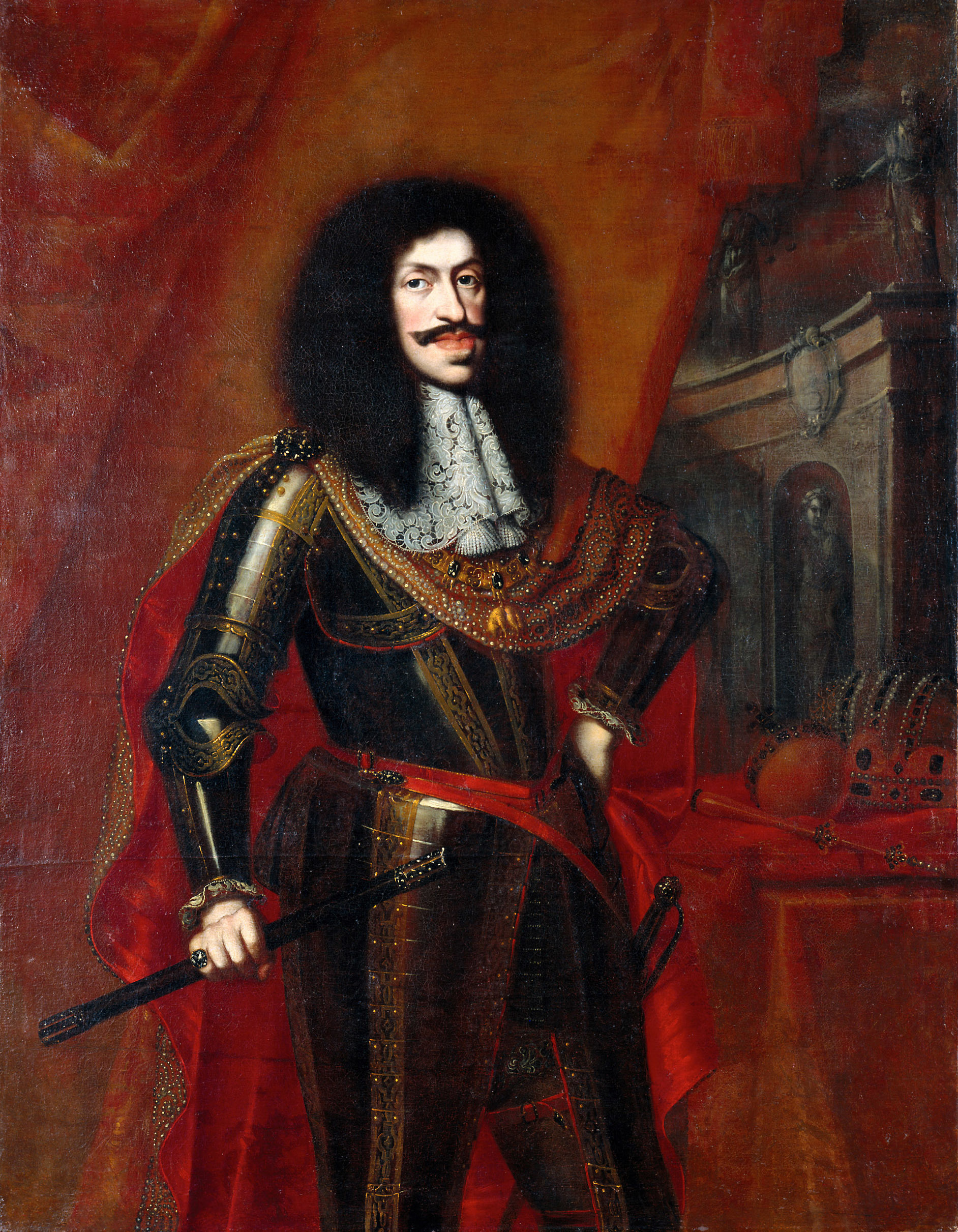
Împăratul Romano-german Leopold I.

610. Leopold I (n. 9 iunie 1640, Viena – d. 5 mai 1705, tot acolo), Împărat romano-german (1658–1705)

611. Eleonora Magdalena, Contesă Palatină de Neuburg  (n. 6 ianuarie 1655, Düsseldorf – d. 19 ianuarie 1720 Viena), Împărăteasă romano-germană (1676–1705)

612.–613. Aceiași cu 304.–305.

614. Filip al V-lea al Spaniei (n. 19 decembrie 1683, Versailles – d. 9 iulie 1746, Madrid), Duce de Anjou, Rege al Spaniei (1700–1724; 1724–1746)

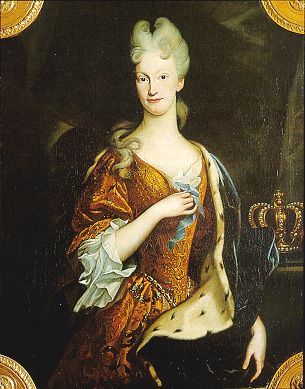
Elisabeta Farnese, Regina Spaniei

615. Elisabeta Farnese (n. 25 octombrie 1692, Parma – d. 11 noiembrie 1766, Aranjuez)

616.–617. Aceiași cu 614.–615.

618. Prințul Elector Frederic August al II-lea  (n. 17 octombrie 1696, Dresda – d. 5 octombrie 1763), Regele August al III-lea al Poloniei

619. Arhiducesa Maria Josefa a Austriei (n. 8 decembrie 1699, Viena – d. 17 noiembrie 1757, Dresda)

620.–621. Aceiași cu 614.–615.

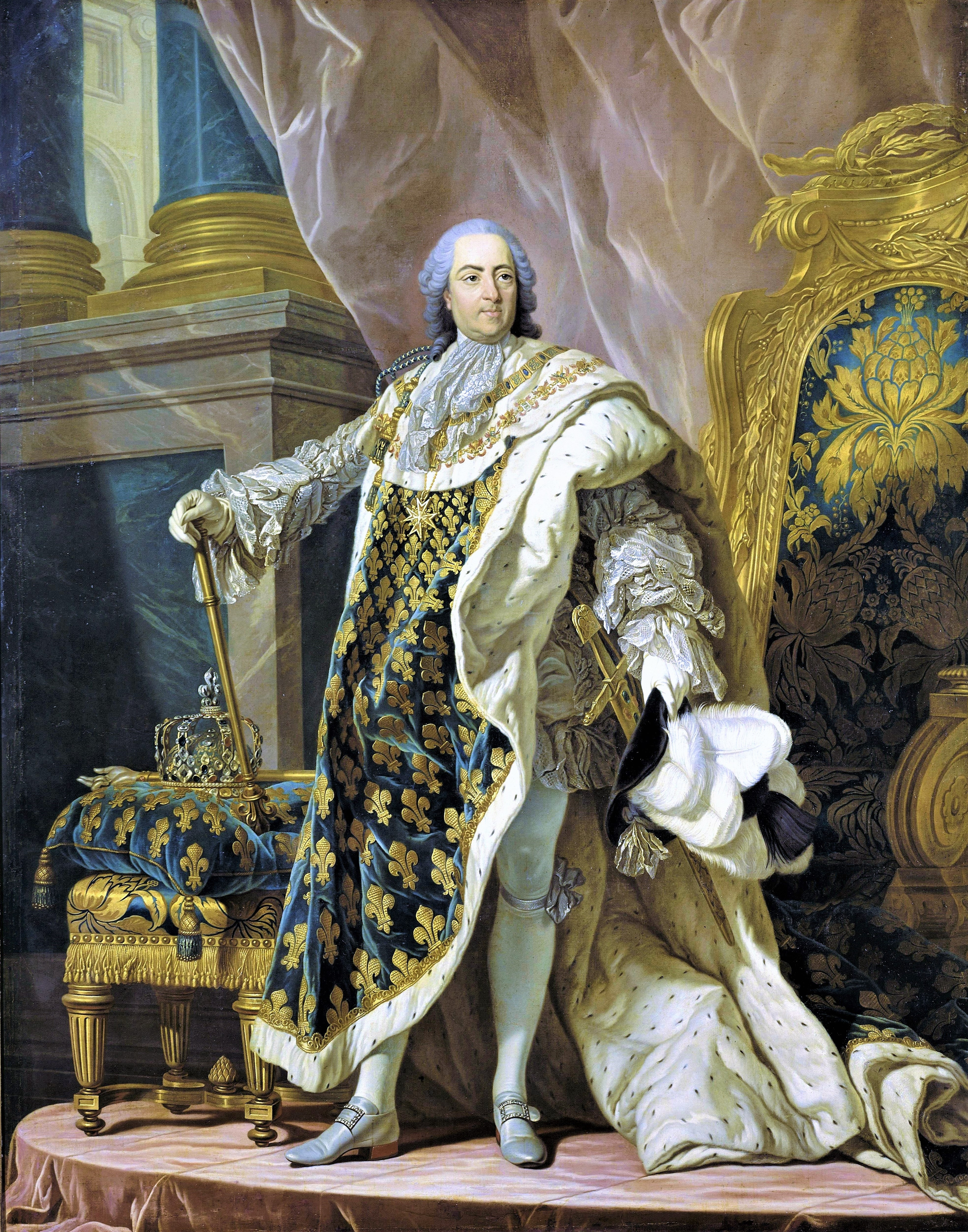
Ludovic al XV-lea al Franței

622. Ludovic al XV-lea, denumit „Cel Mult Iubit” (le Bien-Aimé) (n. 15 februarie 1710, Palatul Versailles – d. 10 mai 1774, tot acolo), Rege al Franței și Navarrei (1715–1774)

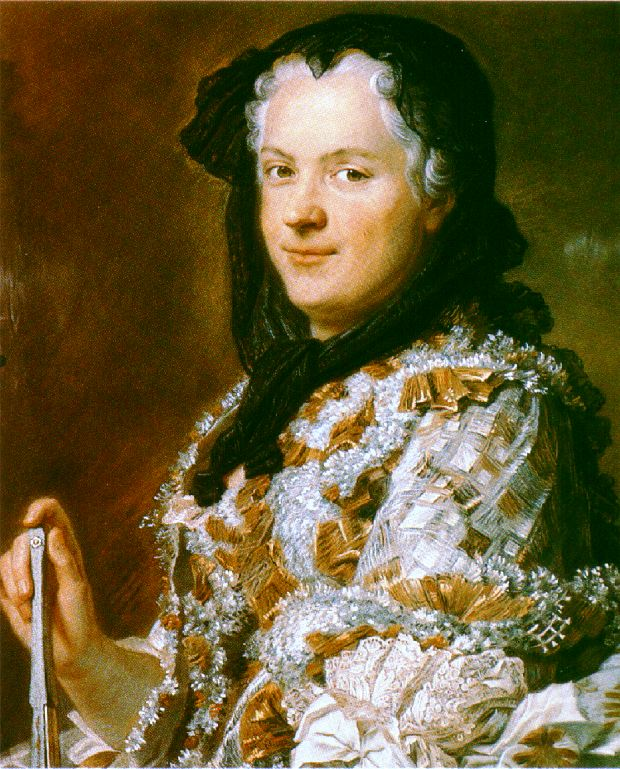
Maria Leszczyńska, Regina Franței

623. Maria Leszczyńska, Prințesă de Polonia (n. 23 iunie 1703, Trzebnica – d. 24 iunie 1768, Palatul Versailles)

624. Leopold Iosif Carol  (n. 11 septembrie 1679, Innsbruck, Austria – d. 27 martie 1729, Lunéville, Lorena, Franța), Duce de Lorena

625. Élisabeth Charlotte de Orléans  (n. 13 septembrie 1676, Saint-Cloud, Île-de-France, Franța – d. 23 decembrie 1744, Commercy, Franța)

626. Carol al VI-lea (n. 1 octombrie 1685, Viena – d. 20 octombrie 1740, tot acolo), Împărat romano-german (1711–1740)

627. Elisabeta Cristina de Braunschweig-Wolfenbüttel  (n. 28 august 1691, Braunschweig – d. 21 decembrie 1750, Viena)

628.–631. Aceiași cu 616.–619.

632.–635. Aceiași cu 616.–619.

636.–639. Aceiași cu 624.–627.

640.–655. Aceiași cu 576.–591.

656.–657. Aceiași cu 338.–339.

658. Ernest Ludovic I, Duce de Saxa-Meiningen  (n. 7 octombrie 1672, Gotha – d. 24 noiembrie 1724, Meiningen)

659. Prințesa Doroteea Marie de Saxa-Gotha  (n. 22 ianuarie 1674, Gotha – d. 18 aprilie 1713, Meiningen)

660. Bernhard I, Duce de Saxa-Meiningen  (n. 10 septembrie 1649, Gotha – d. 27 aprilie 1706, Meiningen)

661. Ducesa Elisabeta Eleonore de Braunschweig-Wolfenbüttel  (n. 30 septembrie 1658, Wolfenbüttel – d. 15 martie 1729, Meiningen)

662. Landgraful Carol de Hessen-Philippsthal  (n. 23 septembrie 1682, Schmalkalden – d. 8 mai 1770, Philippsthal)

663. Prințesa Katharine Christine de Saxa-Eisenach  (n. 15 aprilie 1699, Jena – d. 25 iulie 1743, Philippsthal)

664.–667. Aceiași cu 412.–415.

668.–669. Aceiași cu 338.–339.

670. Heinrich I, Conte de Reuss-Schleiz  (n. 10 martie 1695, Löhma – d. 6 decembrie 1744, tot acolo)

671. Contesa Juliana Doroteea Luise de Löwenstein-Wertheim-Virneburg  (n. 8 iulie 1694, Wertheim – d. 15 februarie 1734, Schleiz)

672. George I (n. 28 mai 1660, Osnabrück – d. 11 iunie 1727, lângă Osnabrück), Rege al Marii Britanii și Irlandei

673. Sofia Doroteea, Ducesă de Braunschweig-Lüneburg (n. 5 septembrie 1666, Celle – d. 2 noiembrie 1726, Ahlden)

674. Johann Frederic, Marcgraf de Brandenburg-Ansbach  (n. 18 octombrie 1654, Ansbach – d. 22 martie 1686, tot acolo)

675. Eleonore Erdmuthe Luise de Saxa-Eisenach  (n. 13 aprilie 1662, Friedewald – d. 19 septembrie 1696, Castelul Pretzsch, Pretzsch)

676. Frederic I, Duce de Saxa-Gotha  (n. 15 iulie 1646, Gotha – d. 2 august 1691, Friedrichswerth, Turingia)

677. Prințesa Magdalene Sibylle de Saxa-Weissenfels  (n. 2 septembrie 1648, Halle – d. 7 ianuarie 1681, Gotha)

678. Carol Wilhelm, Prinț de Anhalt-Zerbst  (n. 16 octombrie 1652, Zerbst – d. 8 noiembrie 1718, tot acolo)

679. Prințesa Sofie de Saxa-Weissenfels  (n. 23 iunie 1654, Halle – d. 31 martie 1724, Zerbst)

680.–687. Aceiași cu 912.–919.

688.–703. Aceiași cu 576.–591.

704. Frederic al IV-lea, Duce de Holstein-Gottorp  (n. 18 octombrie 1671, Castelul Gottorp, din orașul Schleswig – d. 19 iulie 1702, în bătălia de la Kliszów, Polonia)

705. Hedwiga Sofia Augusta, Prințesă a Suediei  (n. 26 iunie 1681, Stockholm – d. 22 decembrie 1708, tot acolo)

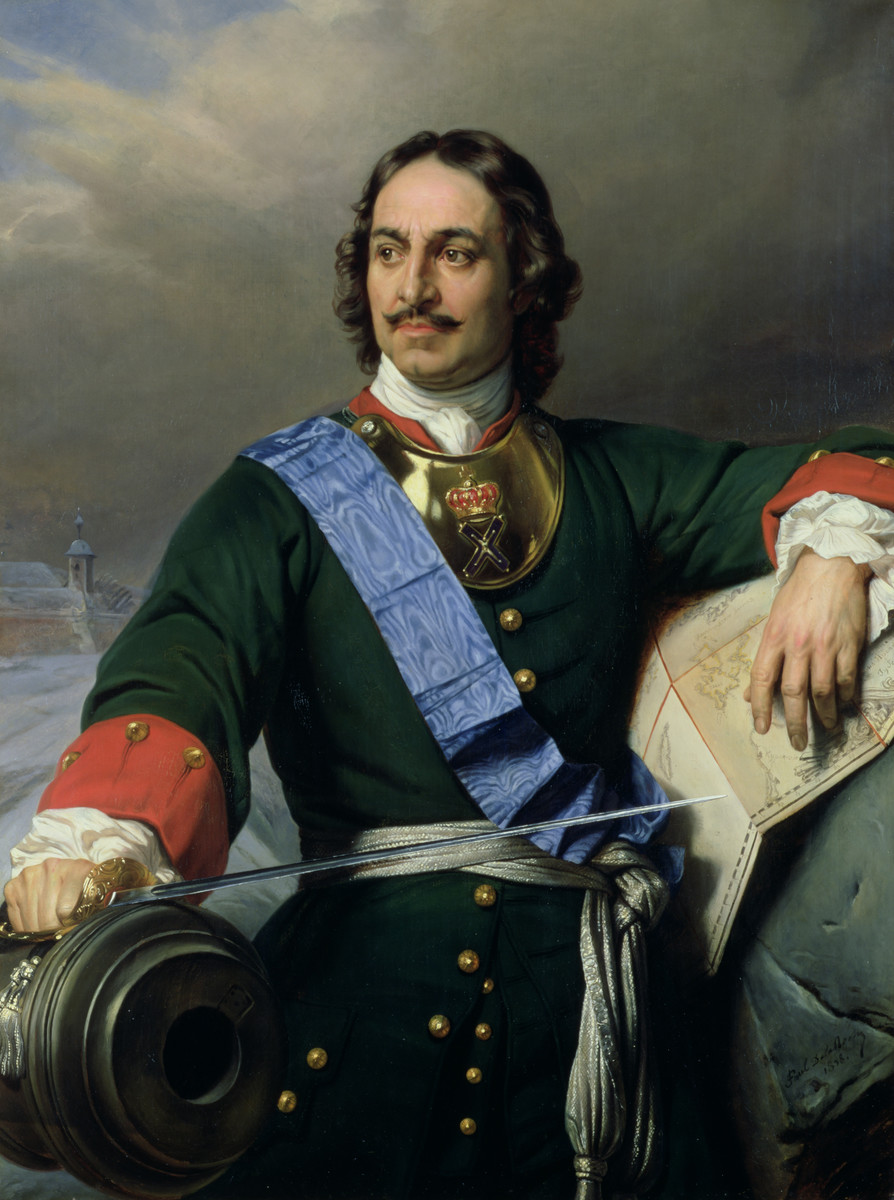
Petru I al Rusiei

706. Petru I al Rusiei (n. 30 mai / 10 iunie 1672 – d. 28 ianuarie / 8 februarie 1725), Țar al Rusiei (1682–1725)

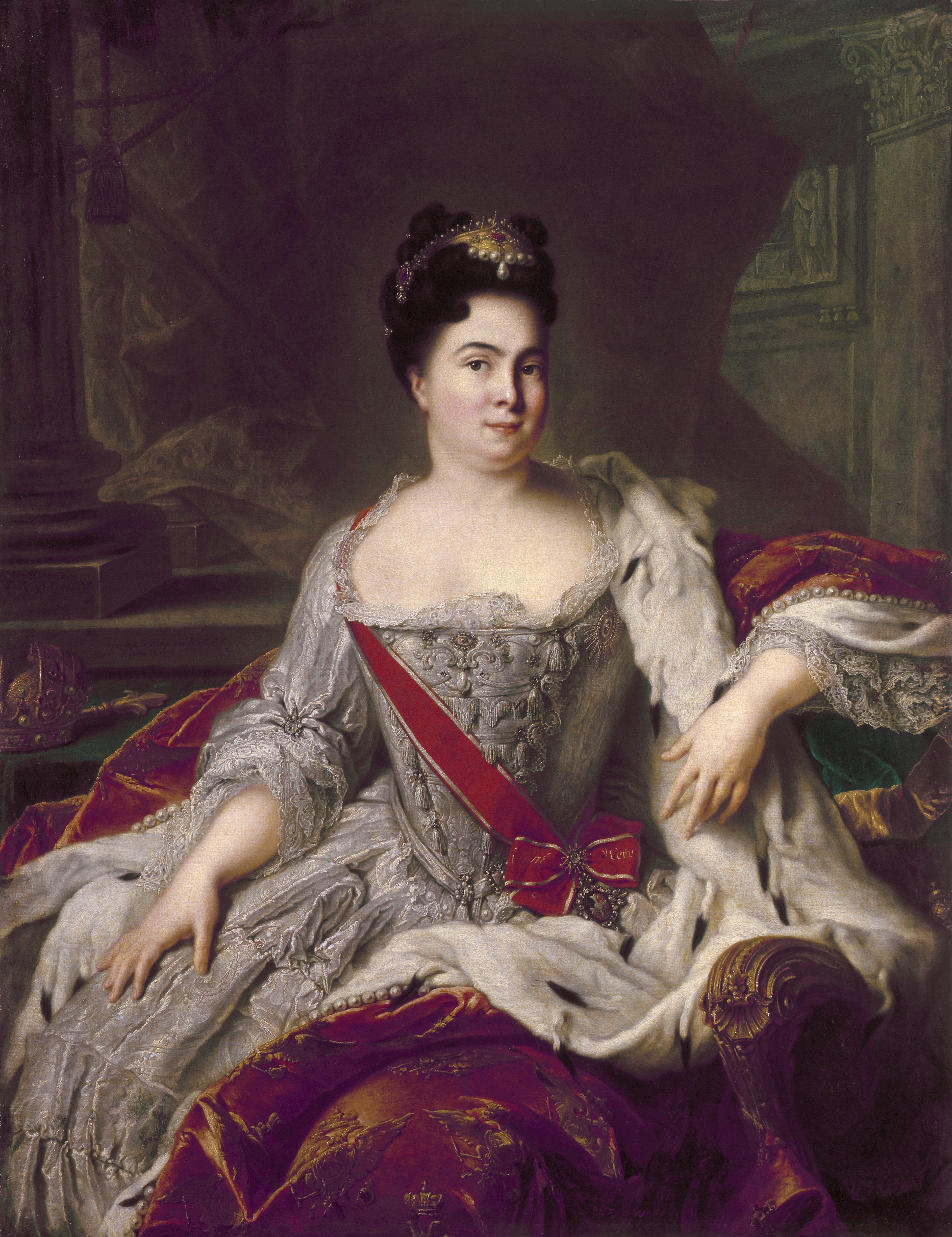
Ecaterina I a Rusiei

707. Ecaterina I a Rusiei (n. 5 aprilie / 15 aprilie 1684, Rengen, Estonia – d. 6 mai / 17 mai 1727, Sankt-Petersburg)

708. Johann Ludovic I, Prinț of Anhalt-Dornburg  (n. 4 mai 1656, Zerbst – d. 1 noiembrie 1704, Dornburg)

709. Christine Eleonore de Zeutsch  (n. 5 iunie 1666, Hedersleben, lângă Eisleben – d. 17 mai 1699, Dornburg)

710. Christian August, Duce de Holstein-Gottorp, Prinț de Eutin  (n. 11 ianuarie 1673, Gottorp – d. 24 aprilie 1726, Eutin)

711. Albertina Frederica, Contesă de Baden-Durlach  (n. 3 iulie 1682, Karlsburg – d. 22 decembrie 1755, Hamburg)

712. Frederic Carol, Duce de Württemberg  (n. 22 septembrie 1652 – d. 30 decembrie 1698)

713. Eleonore Juliane, Prințesă de Brandenburg-Ansbach  (n. 23 octombrie 1663, Ansbach – d. 4 martie 1724, tot acolo)

714. Anselm, Prinț de Thurn și Taxis, Poștaș General al Imperiului  (botezat 30 ianuarie 1681, Bruxelles – d. 8 octombrie 1739)

715. Maria Ludovika, Prințesă de Lobkowicz  (n. 20 octombrie 1683, Baden bei Wien – d. 20 ianuarie 1750, Regensburg)

716. Filip, Marcgraf de Brandenburg-Schwedt  (n. 19 mai 1669, Königsberg – d. 19 decembrie 1711, Schwedt)

717. Johanna Charlotte, Prințesă de Anhalt-Dessau  (n. 6 aprilie 1682, Dessau – d. 31 martie 1750, Herford)

718.–719. Aceiași cu 448.–449.

720.–735. Aceiași cu 448.–463.

736.–743. Aceiași cu 552.–559.

744.–747. Aceiași cu 552.–555.

748. Johann Carol August, Conte de Leiningen-Dagsburg-Falkenburg  (n. 17 martie 1662 – d. 3 noiembrie 1698)

749. Johanna Magdalena, Contesă de Hanau-Lichtenberg  (n. 18 decembrie 1660, Bischofsheim – d. 21 august 1715, Hanau)

750. Ludovic, Conte de Solms-Rödelheim in Rödelheim  (n. 20 septembrie 1664, Rödelheim – d. 25 noiembrie 1716, tot acolo)

751. Charlotte Sibylle, Contesă de Ahlefeldt  (n. 1672, d. 17 februarie 1716, Frankfurt)

752.–767. Aceiași cu 544.–559.

768. Frederic Ludovic, Duce de Schleswig-Holstein-Sonderburg-Beck  (n. 6 aprilie 1653, Beck – d. 7 martie 1728, Königsberg)

769. Louise Charlotte, Prințesă de Schleswig-Holstein-Sonderburg-Augustenburg  (n. 23 aprilie 1658, Augustenborg – d. 2 mai 1740, Königsberg)

770. Philipp, Landgraf de Hessen-Philippsthal  (n. 1655, Kassel – d. 1721, Aachen)

771. Katharina Amalia, Contesă de Solms-Laubach  (n. 26 septembrie 1654, Laubach – d. 26 aprilie 1736, Scheveningen)

772. Alexander, Conte de Dohna-Schlobitten  (n. 5 februarie 1661, Geneva – d. 25 februarie 1728, Königsberg)

773. Amalie Luise, Contesă de Dohna  (n. 20 iulie 1661, Stockholm – d. 2 aprilie 1724, Königsberg)

774.–775. Aceiași cu 768.–769.

776. Georg Adam al II-lea, Conte de Schlieben  (n. 10 august 1647 – d. ?)

777. Eleonore Christine, Baroneasă de Oelsen  (n. ? – d. ?)

778. Albrecht Christoph, Conte Finck de Finckenstein  (n. 17 august 1661, Schönberg – d. 11 iulie 1730, tot acolo)

779. Arnolde Charlotte, Baroneasă de Creytzen  (n. mai 1673 – d. 1749)

780. Ahasverus Gerhard, Conte de Lehndorff  (n. 9 februarie 1637 – d. ?)

781. Maria Eleanora, Contesă de Dönhoff  (n. ? – d. ?)

782. Henric de Wallenrodt  (n. 2 februarie 1656 – d. 20 iulie 1702)

783. Maria Katharina de Podewils  (n. ? – d. ?)

784. Carol I, Landgraf de Hessen-Kassel  (n. 3 august 1654, Kassel – d. 22 martie 1730, tot acolo)

785. Marie Amalie de Courlande  (n. 12 iunie 1653, Mitau – d. 16 iunie 1711, Weilmünster)

786. Moritz Wilhelm, Duce de Saxa-Zeitz  (n. 12 martie 1664, Castelul Moritzburg, din Moritzburg – d. 15 noiembrie 1718, Weida)

787. Maria Amalie, Contesă de Brandenburg  (n. 26 noiembrie 1670, Cölln, Berlin – d. 17 noiembrie 1739, Schleusingen)

788.–791. Aceiași cu 672.–675.

792. Frederic al IV-lea (n. 11 octombrie 1671, Copenhaga – d. 12 octombrie 1730, Odense), Rege al Danemarcei

793. Ducesa Luise de Mecklenburg-Güstrow  (n. 28 august 1667, Güstrow – d. 15 martie 1721, Copenhaga)

794. Christian Henric de Brandenburg-Kulmbach, Marcgraf de Brandenburg-Kulmbach  (n. 29 iulie 1661, Bayreuth – d. 5 aprilie 1708, Castelul din Weferlingen)

795. Contesa Sofie Christiane de Wolfstein  (n. 24 octombrie 1667, Sulzburg, azi o ruină – d. 23 august 1737, Castelul Fredensborg, de pe insula Seeland)

796.–799. Aceiași cu 672.–675.

800.–807. Aceiași cu 784.–791.

808. Wilhelm Henric, Prinț de Nassau-Usingen  (n. 2 mai 1684, 's-Hertogenbosch – d. 14 februarie 1718, Usingen)

809. Charlotte Amalie, Prințesă de Nassau-Dillenburg  (n. 13 iunie 1680, Dillenburg – d. 11 octombrie 1738, Castelul Biebrich, Wiesbaden)

810. Johann Wilhelm, Duce de Saxa-Eisenach  (n. 17 octombrie 1666, Friedenwald, azi în Altenkirchen – d. 14 ianuarie 1729, Eisenach)

811. Magdalene Sibylle, Prințesă de Saxa-Weissenfels  (n. 3 septembrie 1673, Halle – d. 28 noiembrie 1726, Eisenach)

812.–815. Aceiași cu 748.–751.

816.–819. Aceiași cu 792.–795.

820.–823. Aceiași cu 580.–583.

824. Ducele Frederic I de Mecklenburg-Grabow  (n. 1638, Schwerin – d. 1688, Grabow)

825. Christine Wilhelmine, Contesă de Hessen-Homburg  (n. 1653, Bingenheim, în comuna Echzell, Hessa – d. 1722, Grabow)

826. Același cu 456.

827. Maria de Mecklenburg-Güstrow  (n. 1659, Güstrow – d. 1701, Strelitz)

828.–831. Aceiași cu 576.–579.

832.–863. Aceiași cu 704.–735.

864.–865. Aceiași cu 458.–459.

866. Philipp Carol, Conte de Erbach-Fürstenau  (n. 14 septembrie 1677, Castelul Schönburg, lângă Bensheim – d. 2 aprilie 1736, Fürstenau)

867. Charlotte Amalie, Contesă de Kunowitz  (n. 17 aprilie 1677, Kassel – d. 8 iunie 1722, Fürstenau)

868. Johann Ernest al III-lea, Duce de Saxa-Weimar  (n. 22 iunie 1664, Weimar – d. 10 mai 1707, tot acolo)

869. Prințesa Sofie Auguste de Anhalt-Zerbst  (n. 9 martie 1663, Zerbst – d. 14 septembrie 1694, Weimar)

870. Georg Frederic Carol, Marcgraf de Brandenburg-Bayreuth  (n. 30 iunie 1688, Castelul Obersulzbürg, lângă Mühlhausen, în Bavaria – d. 17 mai 1735, Bayreuth)

871. Prințesa Doroteea de Holstein-Beck  (n. 4 decembrie 1685, Castelul din Augustenborg – d. 25 decembrie 1761, vechiul castel Stävlö, azi demolat, din județul Kalmar, Suedia)

872.–879. Aceiași cu 456.–463.

880.–887. Aceiași cu 712.–719.

888. Prințul Johann Ernst de Nassau-Weilburg  (n. 13 iunie 1664, Weilburg – d. 27 februarie 1719, Heidelberg)

889. Contesa Maria Polyxena de Leiningen-Hartenburg  (n. 7 februarie 1662, Hardenberg – d. 22 aprilie 1725, Kirchheimbolanden)

890.Georg August Samuel, Prinț de Nassau-Saarbrücken-Idstein  (n. 26 februarie 1665, Idstein – d. 26 octombrie 1721, Biebrich)

891. Prințesa Henrieta Doroteea de Öttingen-Öttingen  (n. 24 februarie 1672, Öttingen – d. 18 mai 1728, Wiesbaden)

892.–893. Aceiași cu 546.–547.

894.–895. Aceiași cu 336.–337.

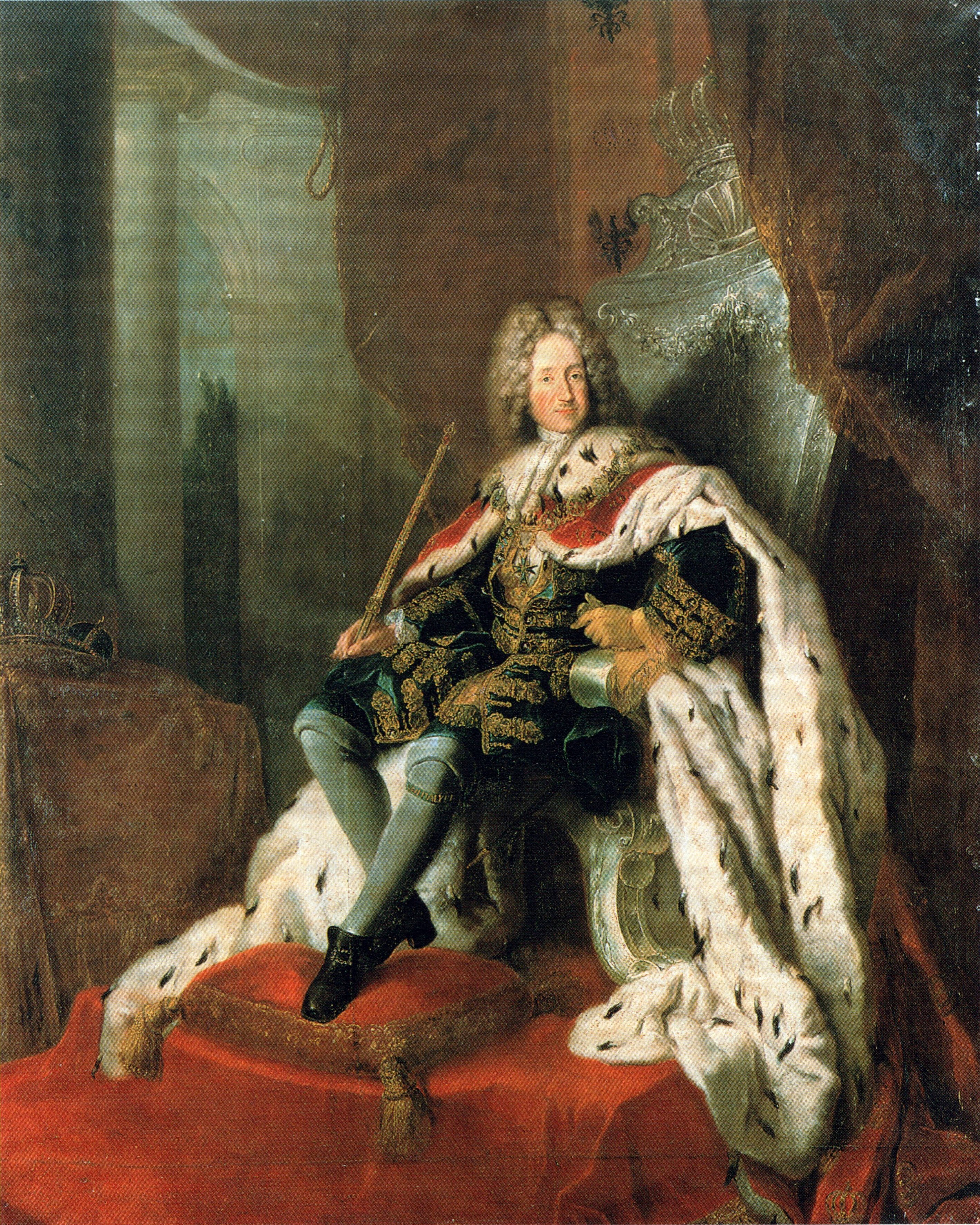
Frederic I al Prusiei

896. Frederic I al Prusiei (n. 11 iulie 1657, Königsberg – d. 25 februarie 1713, Berlin), Rege al Prusiei

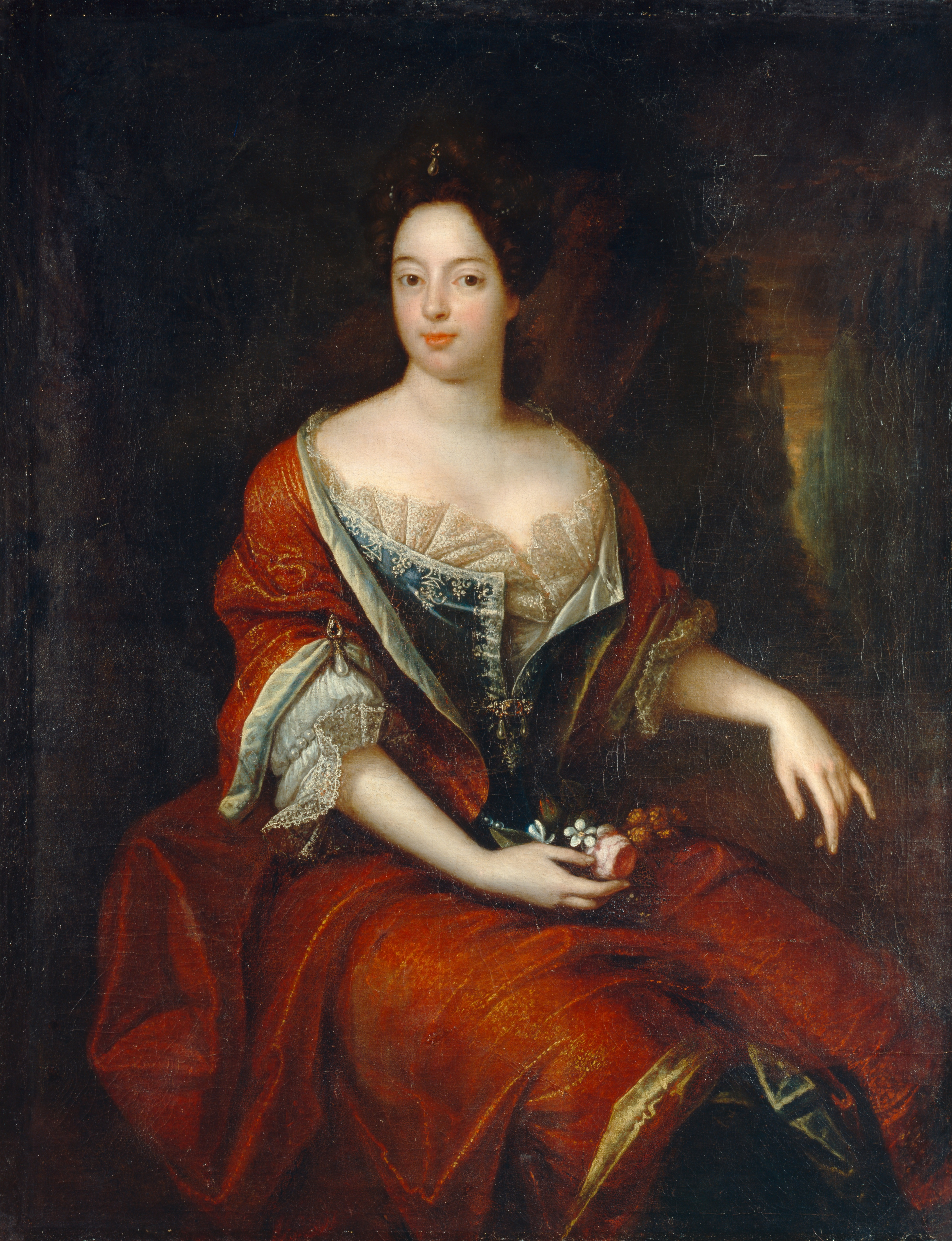
Sophie Charlotte de Hanovra

897. Sophia Charlotte de Hanovra (n. 30 octombrie 1668, Bad Iburg – d. 1 februarie 1705, Hanovra)

898.–899. Aceiași cu 672.–673.

900.–903. Aceiași cu 580.–583.

904.–911. Aceiași cu 552.–559.

912. Adolf Frederic I, Duce de Mecklenburg-Schwerin  (n. 1588, Schwerin – d. 1658, tot acolo)

913. Marie Katharine de Braunschweig-Dannenberg  (n. 10 iunie 1616, Dannenberg – d. 1 iulie 1665, Grabow))

914. Christian Wilhelm I, Prinț de Schwarzburg-Sondershausen  (n. 16 ianuarie 1647, Sondershausen – d. 10 mai 1721)

915. Antonie Sybille de Barby-Mühlingen (n. 7 aprilie 1641, Groß Rosenburg – d. 2 mai 1684, Sondershausen)

916. Ernest, Duce de Saxa-Hildburghausen  (n. 12 iunie 1655, Gotha – d. 17 octombrie 1715, Hildburghausen)

917. Sophie Henriette, Prințesă de Waldeck-Wildungen  (n. 3 august 1662, Arolsen – d. 15 octombrie 1702, Erbach)

918. Georg Ludovic I, Conte de Erbach-Erbach  (n. 8 mai 1643, Fürstenau – d. 30 aprilie 1693, Arolsen)

919. Amalia Katharina, Contesă de Waldeck-Eisenberg  (n. 13 august 1640, Culemburg – d. 4 ianuarie 1697, tot acolo)

920.–923. Aceiași cu 552.–555.

924.–927. Aceiași cu 748.–751.

928.–931. Aceiași cu 868.–871.

932.–933. Aceiași cu 290.–291.

934.–935. Aceiași cu 448.–449.

936.–943. Aceiași cu 552.–559.

944.–959. Aceiași cu 704.–719.

960.–1023. Aceiași cu 640.–703.

## A zecea generație de înaintași
1024. Maximilian, Prinț de Hohenzollern-Sigmaringen  (n. 20 ianuarie 1636, München – d. 13 august 1689, Sigmaringen)

1025. Maria Clara van Berg v.'s Heerenberg  (n. 27 aprilie 1644, Boxmeer – d. 15 iulie 1715, Sigmaringen)

1026. Johann Anton I, Conte de Montfort  (n. 14 octombrie 1635 – d. 1706 sau 14 iunie 1708)

1027. Maria Viktoria de Spaur și Flavon  (n. 1651 – d. 16 mai 1688)

1028. Johann Franz, Conte de Öttingen-Spielberg  (n. 13 iunie 1630 sau 1631, Wallerstein (?) – d. 21 sau 25 noiembrie 1665, Öttingen)

1029. Ludovica Rosalia Anna Henrika, Contesă de Attems  (n. circa 1636, Reichenburg, în cantonul Schwyz – d. 1 iunie 1709, Öttingen)

1030. Francisc Ignațiu de Schwendi, Baron de Hohenlandsberg  (n. 24 ianuarie 1628 – d. 17 mai 1686, Schwendi)

1031. Maria Renata Fugger de Kirchberg și Weissenhorn  (n. 31 iulie 1630, München? – d. 23 septembrie 1669)

1032.–1035. Aceiași cu 1024.–1027.

1036. Paul Jakob, Conte de Zeil, Baron de Waldburg  (n. 18 ianuarie 1624 – d. 24 martie 1684)

1037. Amalia Lucia, Contesă de Berg-'s-Heerenberg  (n. [E[25 aprilie]] 1633, Delft – d. 15 martie 1711, Boos)

1038.  Johann al VIII-lea, Conte de Montfort-Tettnang  (n. 25 noiembrie 1627 – d. 12 septembrie 1686, Langenargen)

1039. Maria Katharina de Sulz  (n. 16 iunie 1630, Tiengen – d. 2 noiembrie 1685/3 decembrie 1686)

1040. Frederic I cel Mare, Conte de Salm, Guvernator al Maastrichtului  (n. 29 iunie 1606 – d. 27 ianuarie 1673, Maastricht)

1041. Marguerite Tissart/Thesart  (n. ? – d. 1670)

1042. Albert-François de Lalaing, Conte d'Hoogstraten  (n. 1610 – d. 1643)

1043. Elisabeth, Contesă de Arenberg  (n. 1623, Barbançon – d. 17 august 1678, Paris)

1044. Eustache, Conte de Roeulx, Guvernator al orașelor Lille, Douai etc. (n. 1608 – d. 9 septembrie 1673)

1045. Theodora Gertrude Maria, Baroneasă de Kettler  (n. 1 ianuarie 1613 – d. 22 august 1682)

1046. Jacques Ferdinand de La Pierre, Baron de Bousies  (n. circa 1610 – d. ?)

1047. Marie Thérèse de Kesseler, doamnă de Lipeloo  (n. ? – d. ?)

1048. Eugen Maximilian, Prinț de Hornes, Conte de Baucignies și de Bailleul  (n. 1 octombrie 1631 – d. 10 martie 1709, Bruxelles)

1049. Jeanne Anne de Croy, Contesă de Solre-le-Château  (n. 1639 – d. 3 ianuarie 1704, Bruxelles)

1050. Henri Louis Ernest, Prinț de Ligne  (n. 4 februarie 1644 – d. 8 februarie 1702)

1051. Juana Monica de Aragon y Benavides de Cardona și de Cordoba  (n. 4 mai 1663, Madrid – d. 18 ianuarie 1691, tot acolo)

1052. Robert Bruce, al II-lea Conte de Elgin  (n. ? – d. 1685)

1053. Lady Diana Grey  (n. ? – d. 1690)

1054. Louis Conrad d'Argenteau, Conte d'Esneux  (n. 1647 – d. 1678)

1055. Gisberte Jeanne de Locquenghien, Baroană de Melsbroeck  (n. 1655 – d. 8 aprilie 1731, Bruxelles)

1056.–1079. Necunoscuți

1080.–1083. Necunoscuți

1084. Bernard de Valon  (n. ? – d. ?)

1085. Anne de Boissonnet  (n. ? – d. ?)

1086. Nicolas de Montal  (n. ? – d.1 ?)

1087. Louise de Gourdon-Genouillac-Vaillac  (n. ? – d. ?)

1088. Frederic al VII-lea, Marcgraf de Baden-Durlach  (n. 23 septembrie 1647, Ueckermünde – d. 25 iunie 1709, Karlsburg)

1089. Auguste Marie, Prințesă de Holstein-Gottorp  (n. 6 februarie 1649, Gottorp – d. 25 aprilie 1728, Castelul Augustenburg (Durlach), astăzi în Baden-Württemberg)

1090. Wilhelm Ludovic, Duce de Württemberg  (n. 7 ianuarie 1647, Stuttgart – d. 23 iunie 1677, Hirsau)

1091. Magdalene Sibylle de Hessen-Darmstadt  (n. 28 aprilie 1652, Darmstadt – d. 11 august 1712, Kirchheim)

1092. Prințul Henrik Casimir al II-lea de Nassau-Dietz  (n. 18 ianuarie 1657, Haga – d. 15 martie 1696, Leeuwarden)

1093. Henriette Amalie, Prințesă de Anhalt-Dessau  (n. 16 august 1666, Kleve – d. 18 aprilie 1726, Castelul Oranienstein din Renania-Palatinat)

1094. Carol, Landgraf de Hessen-Kassel  (n. 3 august 1654, Kassel – d. 23 martie 1730, tot acolo)

1095. Marie Amalia Kettler, Prințesă de Curland  (n. 12 iunie 1653, Mitau, astăzi în Letonia – d. 16 iunie 1711, Weilmünster)

1096.–1103. Aceiași cu 1104.–1111.

1104. Ludovic al VI-lea, Landgraf de Hessen-Darmstadt  (n. 25 ianuarie 1630, Darmstadt – d. 24 aprilie 1678, Darmstadt)

1105. Prințesa Elisabeta Doroteea de Saxa-Gotha  (n. 8 ianuarie 1640, Coburg – d. 24 august 1709, Butzbach)

1106. Albrecht al V-lea, Marcgraf de Brandenburg-Ansbach  (n. 28 septembrie 1620, Ansbach – d. 22 octombrie 1667, tot acolo)

1107. Sofie Margarete, Contesă de Öttingen-Öttingen  (n. 19 decembrie 1634, Ulm – d. 5 august 1664, Ansbach)

1108. Johann Reinhard al II-lea, Conte de Hanau-Lichtenberg  (n. 13 ianuarie 1628, Bischwiller – d. 25 aprilie 1666, Bischofsheim)

1109. Anna Magdalene, Contesă Palatină de Birkenfeld-Bischweiler  (n. 1640 – d. 1693)

1110. Johann Frederic, Marcgraf de Brandenburg-Ansbach  (n. 18 octombrie 1654, Ansbach – d. 22 martie 1686, tot acolo)

1111. Johanna Elisabeth de Baden-Durlach (n. 16 noiembrie 1651, Castelul Karlsburg, Karlsruhe – d. 8 octombrie 1680, Ansbach)

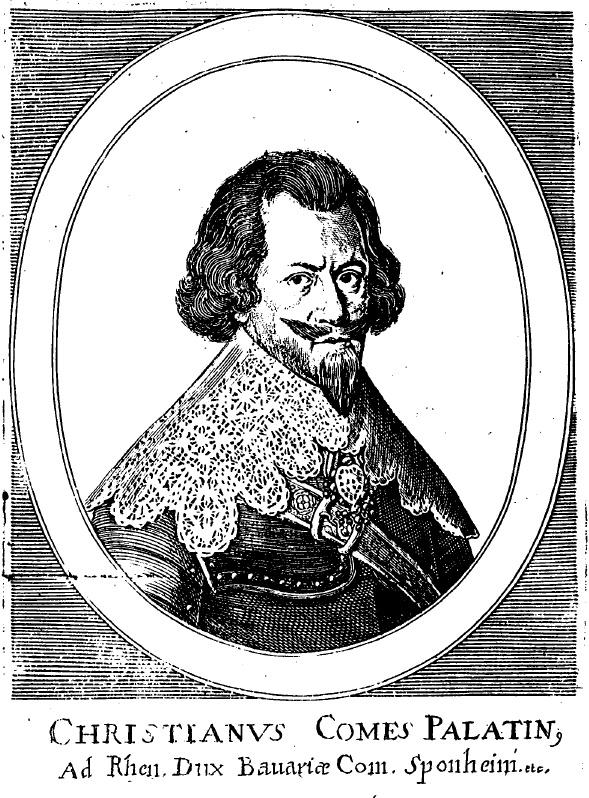
Christian I, Conte de Rin

1112. Christian I, Conte Palatin de Zweibrücken  (n. 3 septembrie 1598, Birkenfeld, Renania-Palatinat – d. 27 august 1654, Neuenstein)
1113. Magdalene Katharina, Contesă Palatină de Zweibrücken  (n. 26 aprilie 1607, Zweibrücken – d. 20 ianuarie 1648, Strasbourg)    
1114. Johann Jakob de Rappoltstein, Conte de Ribeaupierre  (n. 12 februarie 1598, Rappoltstein, azi Ribeauvillé – d. 28 iulie 1673, tot acolo) 
1115. Anna Claudina, Contesă de Salm-Kyrburg  (n. 14 martie 1615, Kyrburg, azi o ruină în Bad Kreuznach, Germania – d. 18 iunie 1673, Rappoltsweiler, azi Ribeauvillé) 

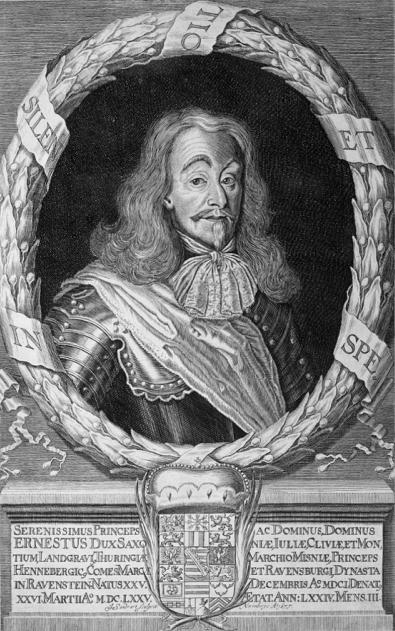
Ducele Ernest I. de Saxa-Gotha(-Altenburg)

1116. Gustav Adolf, Conte de Nassau-Saarbrücken  (n. 27 martie 1632, Saarbrücken – d. 9 octombrie 1677, Strasbourg)

1117. Eleonora Klara, Contesă de Hohenlohe-Neuenstein  (n. 16 iulie 1632, Castelul Neuenstein, Neuenstein – d. 4 mai 1709, Saarbrücken)

1118. Henric Frederic, Conte de Hohenlohe-Langenburg  (n. 5 septembrie 1625, Langenburg – d. 5 iunie 1699, tot acolo)

1119. Iuliana Doroteea, Contesă de Castell-Remlingen  (n. 30 ianuarie 1640, Remlingen, în Bavaria – d. 5 mai 1706, Ingelfingen)

1120. Jean de Beauharnais, Senior de La Boische și de La Chaussée  (n. ? – d. 17 aprilie 1661)

1121. Marie Mallet  (n. ? – d. ?)

1122. Jacques Pyvart  (n. ? – d. 1684)

1123. Catherine Thierry  (n. ? – d. ?)

1124. Pierre Hardouineau, Senior de Laudanière  (n. ? – d. ?)

1125. Madeleine Milsonniau  (n. ? – d. ?)

1126. Gaspard Pays  (n. ? – d. 1708)

1127. Renée Jarry  (n. 10 iulie 1640 – d. ?)

1128.–1129. Necunoscuți

1130. Louis Torterue-Bonneau, seigneur de Grolleau  (n. ? – d. ?)

1131. Marie Besnard  (n. ? – d. ?)

1132.–1135. Necunoscuți

1136.–1151. Necunoscuți

1152. Ernest I cel Pios, Duce de Saxa-Gotha și Altenburg  (n. 25 decembrie 1601, Altenburg – d. 26 martie 1675, Castelul Friedenstein, Gotha)

1153. Elisabeta, Prințesă Sophie de Saxa-Altenburg  (n. 10 octombrie 1619, Halle – d. 20 decembrie 1680, Gotha)

1154. Josias al II-lea, Conte de Waldeck-Wildungen  (n. 25 decembrie 1585, Eisenberg – d. 31 decembrie 1637, Castelul Waldeck, Hessen)

1155. Wilhelmine Christine, Contesă de Nassau-Siegen  (n. 1629 – d. 22 ianuarie 1700, Hildburghausen)

1156. Albrecht Anton al II-lea, Prinț de Schwarzburg-Rudolstadt  (n. 2 martie 1641, Rudolstadt – d. 15 decembrie 1710, tot acolo)

1157. Emilie Juliana, Contesă de Barby-Mühlingen  (n. 19 august 1637, Rudolstadt – d. 3 decembrie 1706, tot acolo)

1158. Frederic I, Duce de Saxa-Gotha-Altenburg  (n. 22 decembrie 1670, Gotha – d. 28 decembrie 1728, Rudolstadt)

1159. Magdalena Sibylle, Prințesă de Saxa-Weissenfels  ((n. 2 septembrie 1648, Halle – d. 7 ianuarie 1681, Gotha)

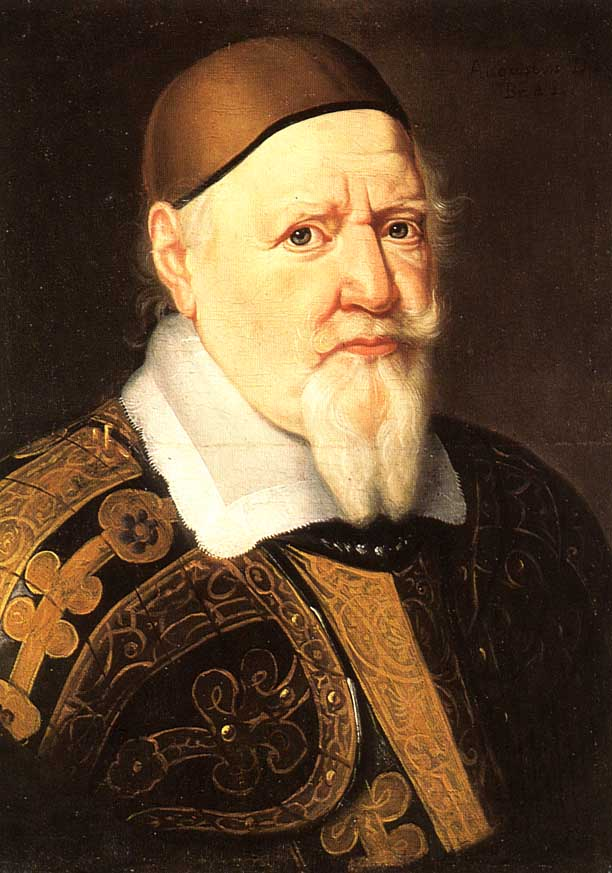
August al II-lea

1160. August al II-lea cel Tânăr, Duce de Braunschweig-Lüneburg  (n. 10 iulie 1574, Franzburg – d. 19 februarie 1623, Hitzacker)

1161. Elisabeta Sofie de Mecklenburg-Güstrow  (n. 20 august 1613, Güstrow – d. 12 iulie u1676, Castelul din Lüchow)

1162. Frederic, Landgraf de Hessen-Eschwege  (n. 9 mai 1617, Kassel – d. 24 septembrie 1655, Posen)

1163. Eleonora Catherine, Contesă Palatină de Zweibrücken  (n. 17 mai 1626, Castelul Stegeborg, în Suedia – d. 3 martie 1692, Osterholz)

1164. Anton Ulrich, Duce de Braunschweig-Wolfenbüttel  (n. 4 octombrie 1633, Hitzacker – d. 27 martie 1714, Salzdahlum, un sat în Saxonia Inferioară)

1165. Elisabeta Juliana de Schleswig-Holstein-Sønderborg-Nordborg  (n. 24 mai 1634, Nordborg, un oraș din insula Alsen – d. 4 februarie 1704, Wolfenbüttel)

1166. Albert Ernest I, Prinț de Öttingen-Öttingen  (n. 14 mai 1642, Öttingen – d. 8 februarie 1683, Schrattenhofen, în Bavaria)

1167. Christine Friederike de Württemberg-Stuttgart  (n. 28 februarie 1644, Stuttgart – d. 30 octombrie 1674)

1168. Henric al X-lea, Conte de Lobenstein și Ebersdorf  (n. 9 noiembrie 1621, Gera – d. 25 ianuarie 1671, Lobenstein)

1169. Marie Sibylle Reuss de Obergreiz  (n. 4 august 1625, Greiz – d. 17 mai 1675, Lobenstein)

1170. Johann Frederic, Conte de Solms-Laubach  (n. 1 martie 1625, Sonnewalde – d. 10 decembrie 1696, Laubach)

1171. Benigna, Contesă de Promnitz  (n. 24 martie 1648, Sorau – d. 9 noiembrie 1702, Laubach)

1172. Wolfgang Georg, Conte de Castell-Remlingen  (n. 27 ianuarie 1610, Remlingen – d. 14 mai 1668, Remlingen)

1173. Sophie Juliana, Contesă de Hohenlohe-Waldenburg  (n. 5 octombrie 1620, Pfedelbach – d. 11 ianuarie 1682, Ober Sulzburg, azi o ruină în Bavaria)

1174. Maximilian Ernest, Conte de Zinzendorf-Pottendorf  (n. 29 iunie 1633, Viena – d. 12 iunie 1672, Nürnberg)

1175. Anna Amalie de Dietrichstein-Hollenburg  (n. 20 octombrie 1638 – d. 15 august 1696)

1176. Georg Albert I, Conte de Erbach-Schönberg  (n. 16 decembrie 1597, Erbach – d. 25 noiembrie 1647, tot acolo)

1177. Elisabeta Doroteea, Contesă de Hohenlohe-Schillingsfürst  (n. 27 august 1617, Schillingsfürst – d. 12 noiembrie 1655, Fürstenau)

1178. Philipp Gottfried, Conte de Hohenlohe-Waldenburg  (n. 6 iunie 1618, Castelul Waldenburg, Waldenburg – d. 14 decembrie 1679, tot acolo)

1179. Anna Christine Schenkin de Limpurg  (n. 15 decembrie 1615 – d. 28 mai 1685, Waldenburg)

1180. Henric Ernest, Conte de Stolberg-Gedern  (n. 20 iulie 1593, Schwarza – d. 4 aprilie 1672, Ilsenburg)

1181. Anna Elisabeth, Contesă de Stolberg  (n. 6 august 1624, Ortenberg – d. 17 octombrie 1668, Ilsenburg)

1182.  Gustav Adolf, Duce de Mecklenburg-Güstrow  (n. 25 februarie 1633, Güstrow – d. 5 noiembrie 1695, tot acolo)

1183. Magdalene Sibylle, Prințesă de Holstein-Gottorp  (n. 14 noiembrie 1631, Castelul Gottorp, din orașul Schleswig – d. 22 septembrie 1719, Güstrow)

1184. István, Baron Koháry  (n. 1616 – d. 19 iulie 1664)

1185. Judith Balassa  (n. 1625 – d. 1684)

1186. Baronul Bero de Rechberg  (n. ? – d. 1667)

1187. Maria Francisca Fugger, Contesă de Weissenhorn  (n. 29 decembrie 1629 – d. 8 aprilie 1672, Osterberg)

1188. Jacob Thavonat de Thavon  (n. 1602/3 – d. 27 ianuarie 1665)

1189. Anna Regina de Berchtold  (n. ? – d. ?)

1190. Imre Jakusith de Orbova  (n. 1635 – d. 26 noiembrie 1692)

1191. Polyxena Contesă Serenyi  (n. ? – d. 6 noiembrie 1694)

1192. Franz Carol, Conte Cavriani  (n. ? – d. 7 aprilie 1696)

1193. Zaezilia Renata, Contesă de Waldstein  (n. 27 februarie 1643 – d. 31 ianuarie 1704)

1194. Georg Julius Baron de Gilleis  (n. 15 noiembrie 1641, Sonnberg – d. 6 septembrie 1700, Viena)

1195. Christina Sabina, Contesă de Starhemberg  (n. 22 august 1655 – d. 12 aprilie 1725)

1196. Christoph Leopold, Conte de Thuerheim  (n. 10 decembrie 1629 – d. 9 august 1689)

1197. Anna Judith de Salburg  (n. – d. 25 decembrie 1668)

1198. Lobgott, Conte de Küfstein  (n. 18 decembrie 1632 – d. 1680)

1199. Maria Anna de Starhemberg  (n. 5 ianuarie 1640 – d. ?)

1200. Contele Ernest Joseph de Waldstein, Baron de Wartenberg  (n. 7 iunie 1654, Praga – d. 28 iunie 1708, tot acolo)

1201. Contesa Maria Anna Kokorzowecz de Kokorzowa  (n. 1661 sau 1662 – d. 25 septembrie 1687, Turnau)

1202. Contele Hermann Jacob Czernin de Chudenitz  (n. 25 iulie 1659, Viena – d. 8 august 1710, Praga)

1203. Contesa Maria Josepha Slavata, Baroneasă de Chlum și Koschumberg  (n. 2 februarie 1667 Viena – d. 9 octombrie 1708, Neuhaus)

1204. Frederic, Conte de Trauttmansdorff, Baron de Gleichenberg  (n. 11 decembrie 1619, Viena – d. 4 februarie 1695, Praga)

1205. Maria Eleonora, Contesă Holiczky de Sternberg  (n. 13 august 1654, Praga – d. 21 octombrie 1703, tot acolo)

1206. Contele Andreas de Kaunitz  (n. 30 noiembrie 1654, Brunn – d. 8 ianuarie 1705, Viena)

1207. Contesa Maria Eleonore de Sternberg  (n. 1656 – d. 3 decembrie 1706, Viena)

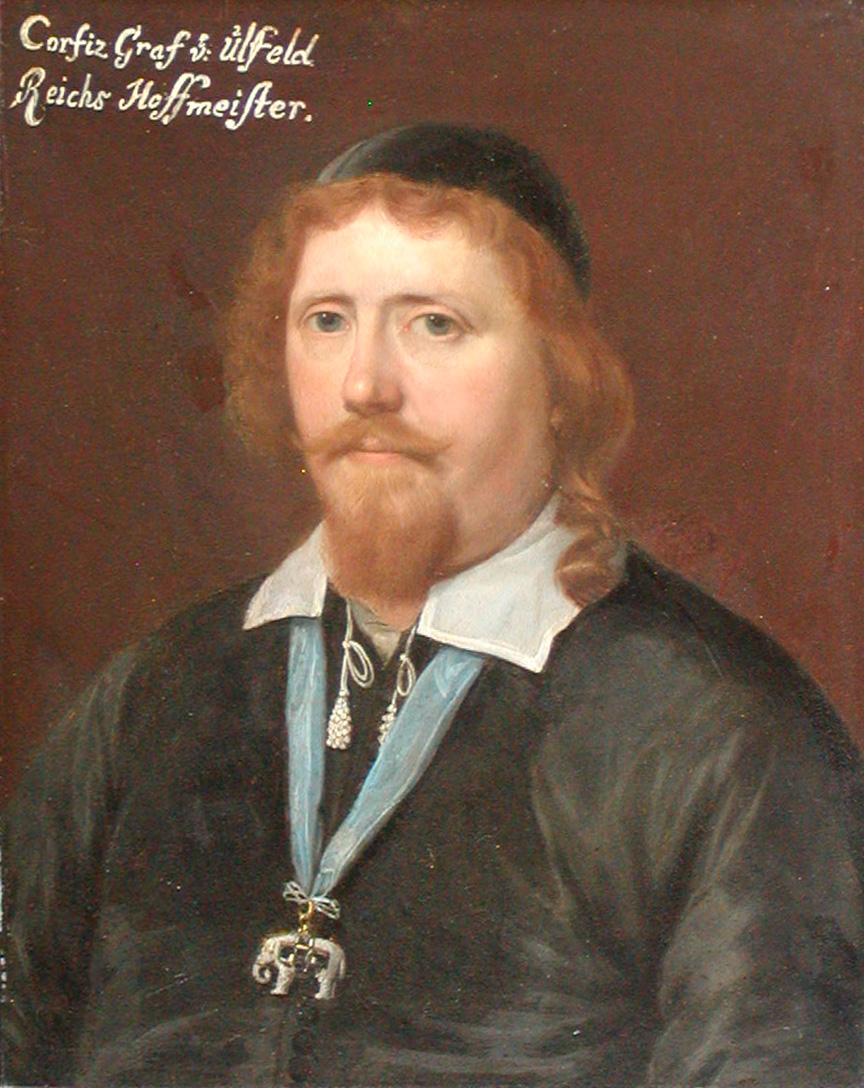
Contele Corfitz Ulfeldt

1208. Contele Corfitz Ulfeldt  (n. 10 iulie 1606, Hagenskov – d. 20 februarie 1664, Neuburg)

1209. Contesa Leonore Christina af Slesvig og Holsten  (n. 8 iulie 1621, Frederiksborg – d. 16 martie 1698, la mănăstirea din Maribo)

1210. Contele Rudolf de Sinzendorf  (n. 1620, Ernstbrunn – d. 2 septembrie 1677, Viena)

1211. Contesa Eva Susanna de Zinzendorf  (n. 29 martie 1636, Pottendorf – d. 29 ianuarie 1709, Breslau)

1212. Ferdinand August Leopold, Prinț de Lobkowicz  (n. 7 septembrie 1655, Neustadt an der Waldnaab – d. 3 octombrie 1715, Raudnitz, azi Roudnice nad Labem)

1213. Claudia Franziska, Prințesă de Nassau-Hadamar  (n. 6 iunie 1660, Hadamar – d. 6 martie 1680, Neustadt an der Waldnaab)

1214.  Michael Ferdinand, Conte de Althann  (n. 1677 – d. 18 ianuarie 1733, Brieg, azi în Polonia)

1215. Contesa Maria Eleonore Lazansky  (n. 29 aprilie 1678, Viena – d. 23 martie 1717, Praga)

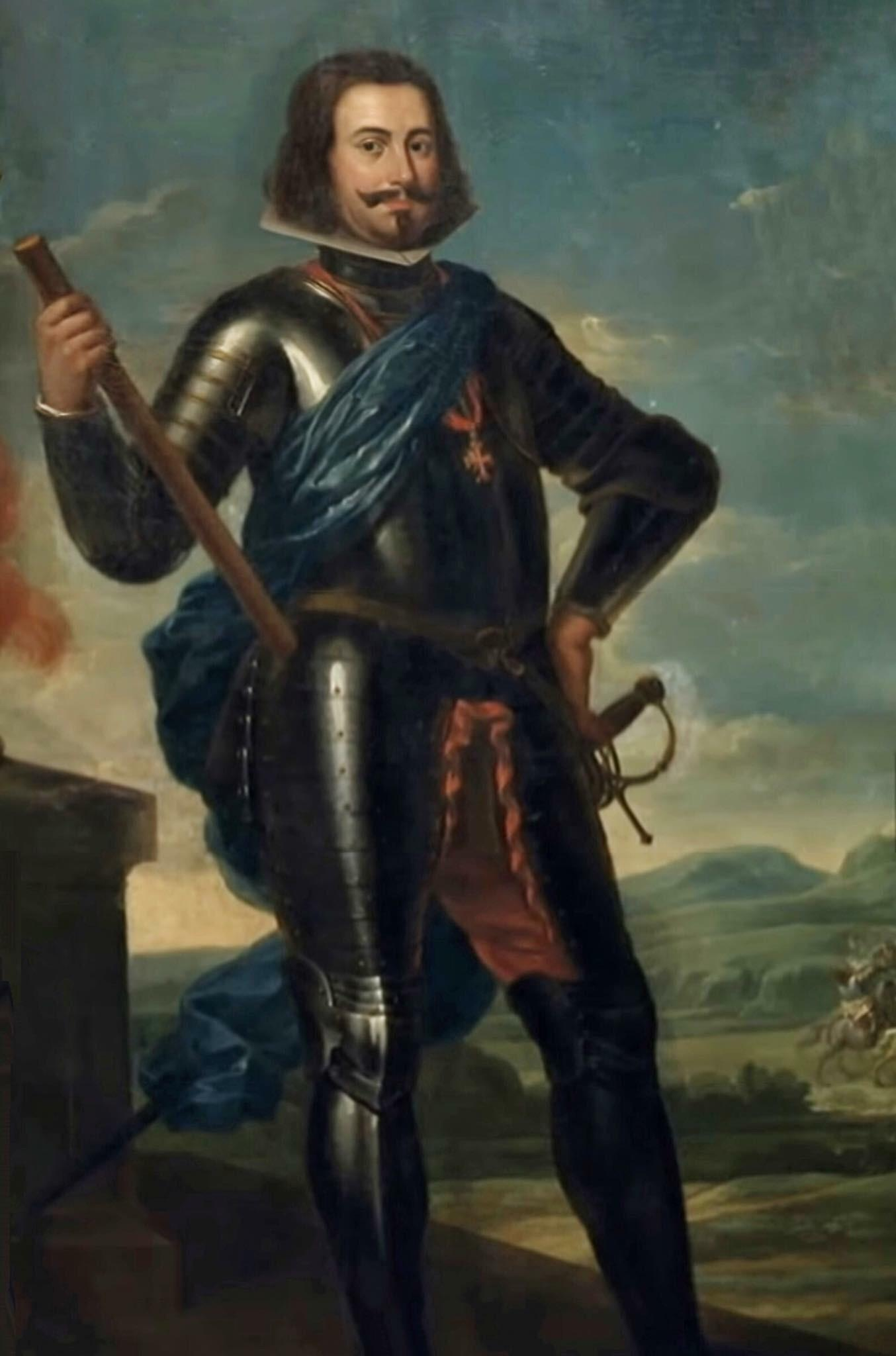
Ioan al IV-lea Regele Portugaliei

1216. Ioan al IV-lea al Portugaliei, Duce de Bragança (n. 19 martie 1604, Vila Viçosa, Portugalia – d. 6 noiembrie 1656, Lisabona), Rege al Portugaliei și al Algarvelor (1640–1656)

1217. Luisa de Guzmán  (n. 13 octombrie 1613, Sanlúcar de Barrameda – d. 27 februarie 1666, Lisabona)

1218. Philipp Wilhelm, Conte Palatin (1685–1690)  (n. 24 noiembrie 1615, Neuburg – d. 12 septembrie 1690, Vienna)

1219. Elisabeth Amalie, Prințesă de Hessen-Darmstadt  (n. 20 martie 1635, Gießen – d. 4 august 1709, Neuburg an der Donau)

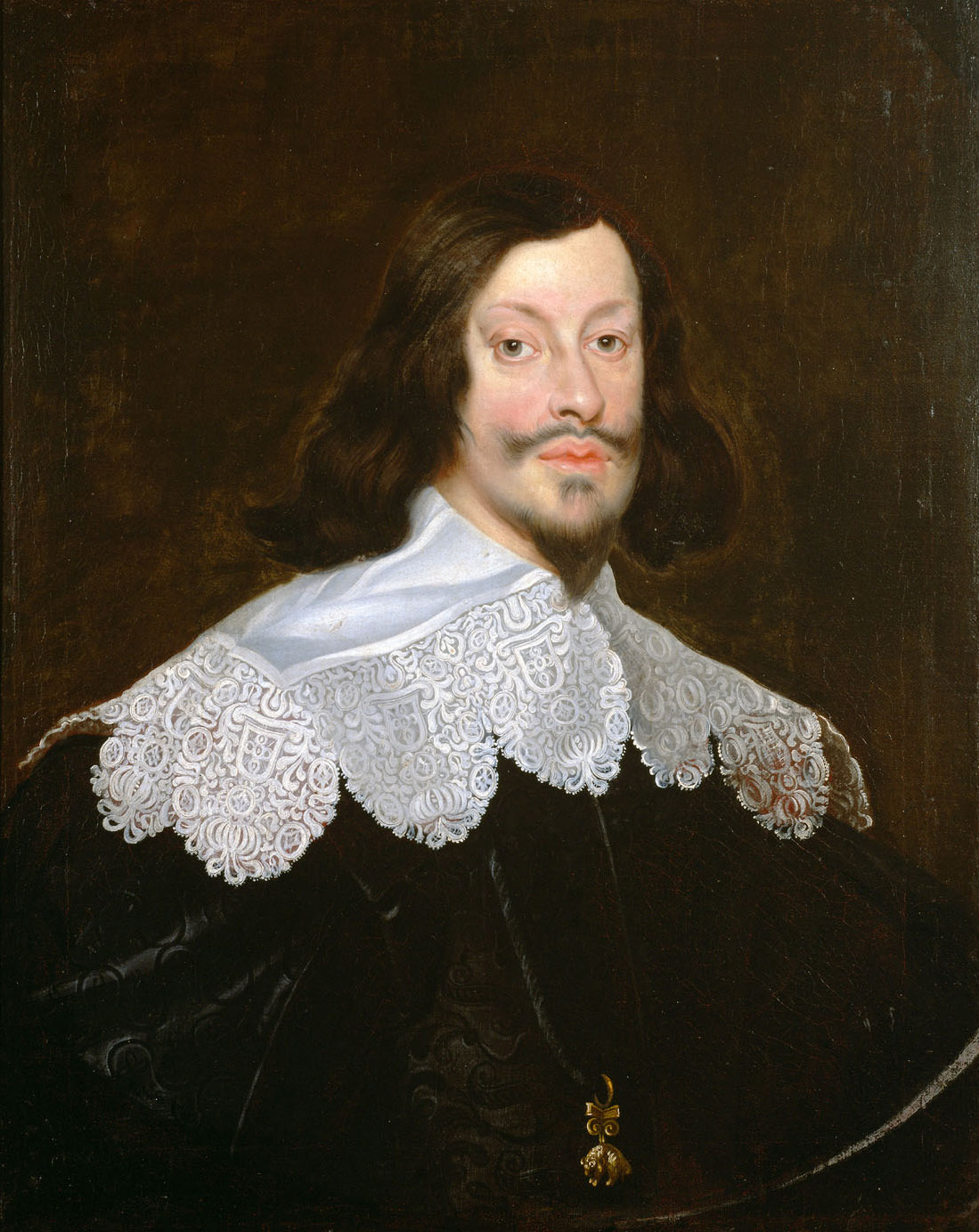
Ferdinand III, Împărat Roman

1220. Ferdinand al III-lea (n. 13 iulie 1608, Graz – d. 2 aprilie 1657, Viena), Împărat romano-germano (1637–1657)

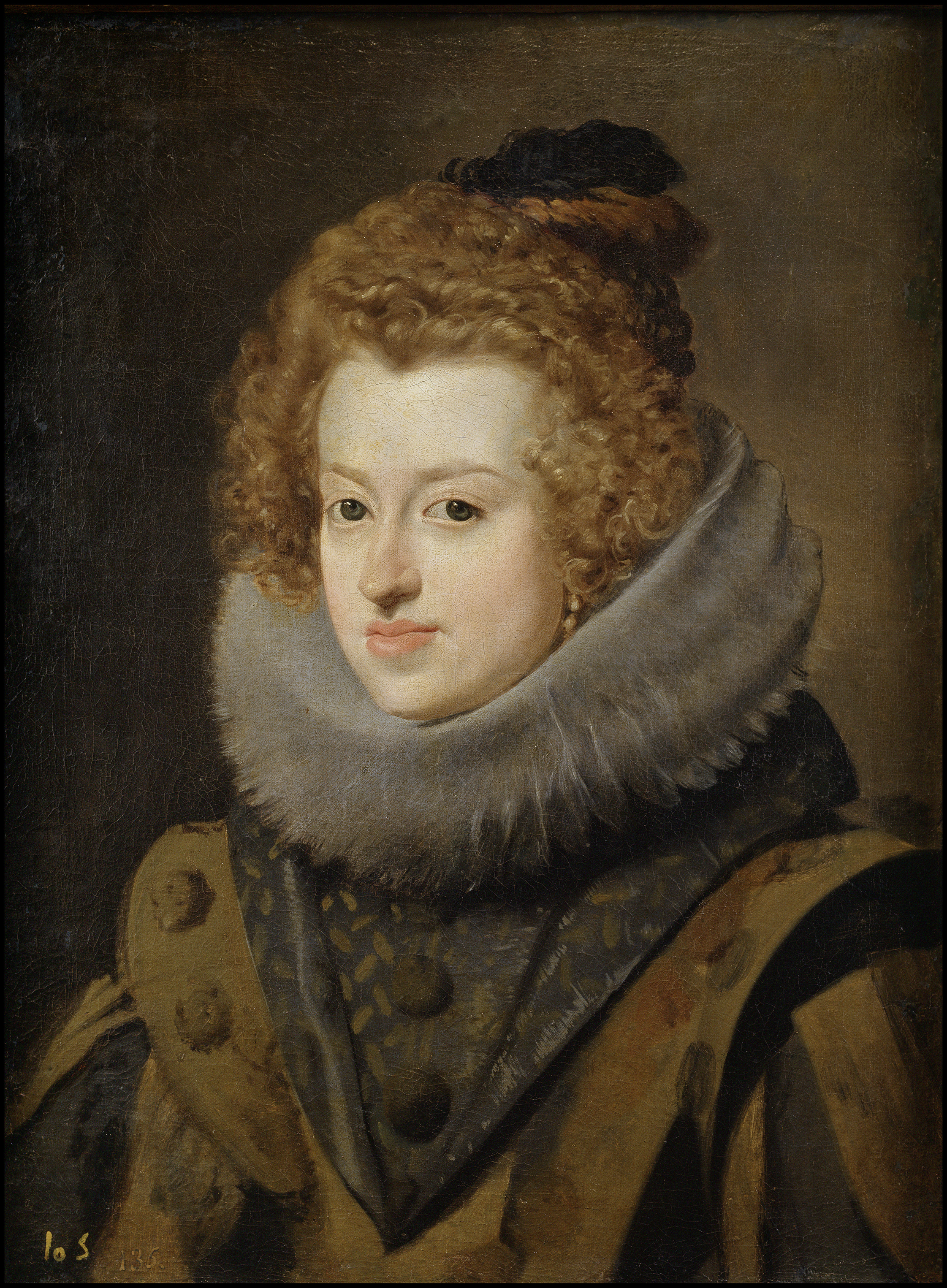
Maria Anna, Împărăteasă

1221. Infanta Maria Anna Margareta a Spaniei (n. 18 august 1606, Escorial – d. 13 mai 1646, Linz)

1222.–1223. Aceiași cu 1218.–1219.

1224. Pedro al II-lea al Portugaliei  (n. 26 aprilie 1648, Lisabona – d. 9 decembrie, tot acolo), Rege al Portugaliei și al Algarvelor (1683–1706)

1225. Maria Sofia de Neuburg, Contesă Palatină  (n. 6 august 1666, Schloss Benrath, Düsseldorf – d. 4 august 1699, Lisabona)

1226. Leopold I (n. 9 iunie 1640, Viena – d. 5 mai 1705, tot acolo), Împărat romano-german (1658 – 1705)

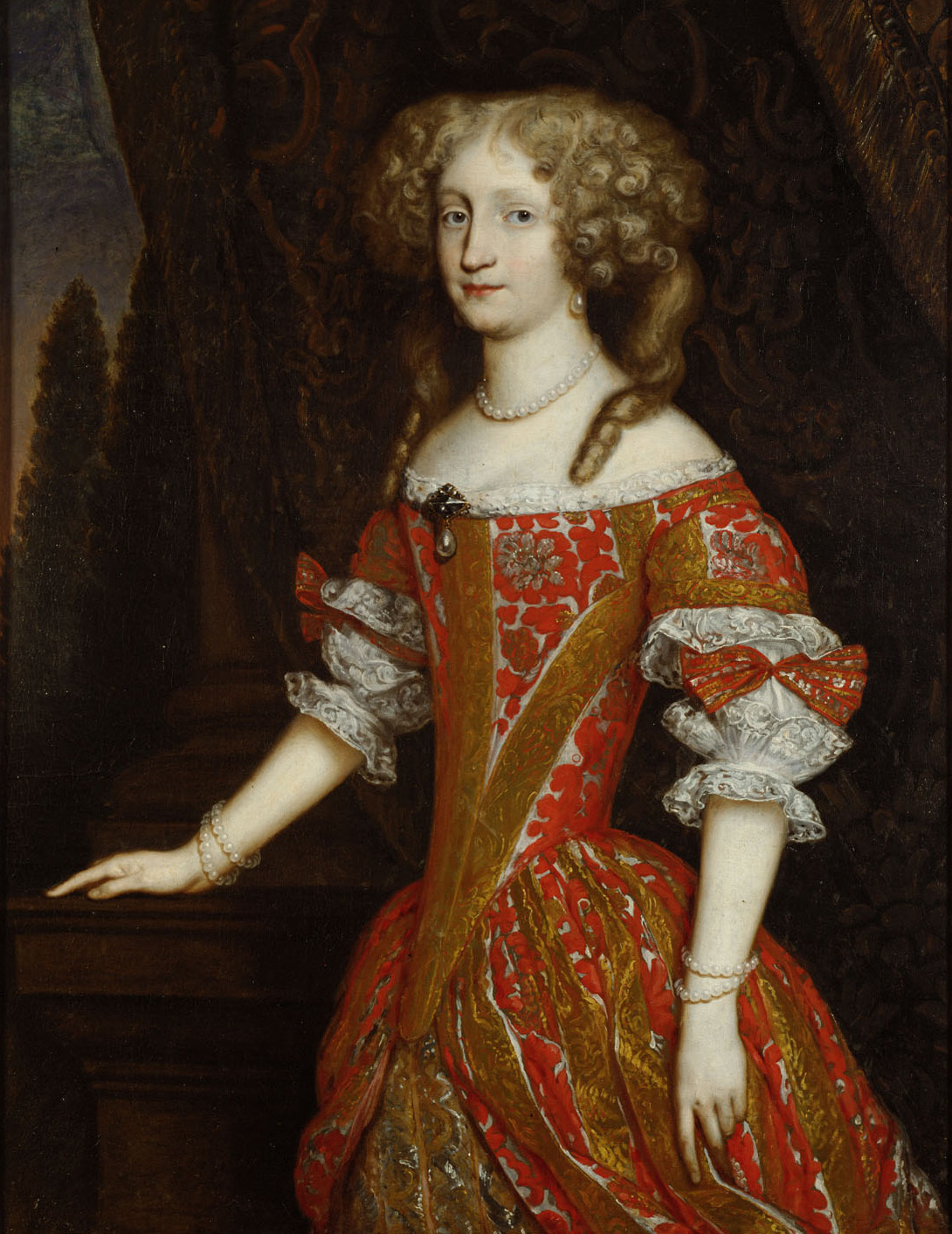
Eleonora Magdalena de Neuburg

1227. Eleonora Magdalena de Neuburg, Contesă Palatină  (n. 6 ianuarie 1655, Düsseldorf – d. 19 ianuarie 1720 Viena), Împărăteasă romano-germană (1676–1705)

1228. Ludovic, Delfin al Franței, cunoscut sub numele de Marele Delfin (le Grand Dauphin) (n. 1 noiembrie 1661, Fontainebleau – d. 14 aprilie 1711, Meudon)

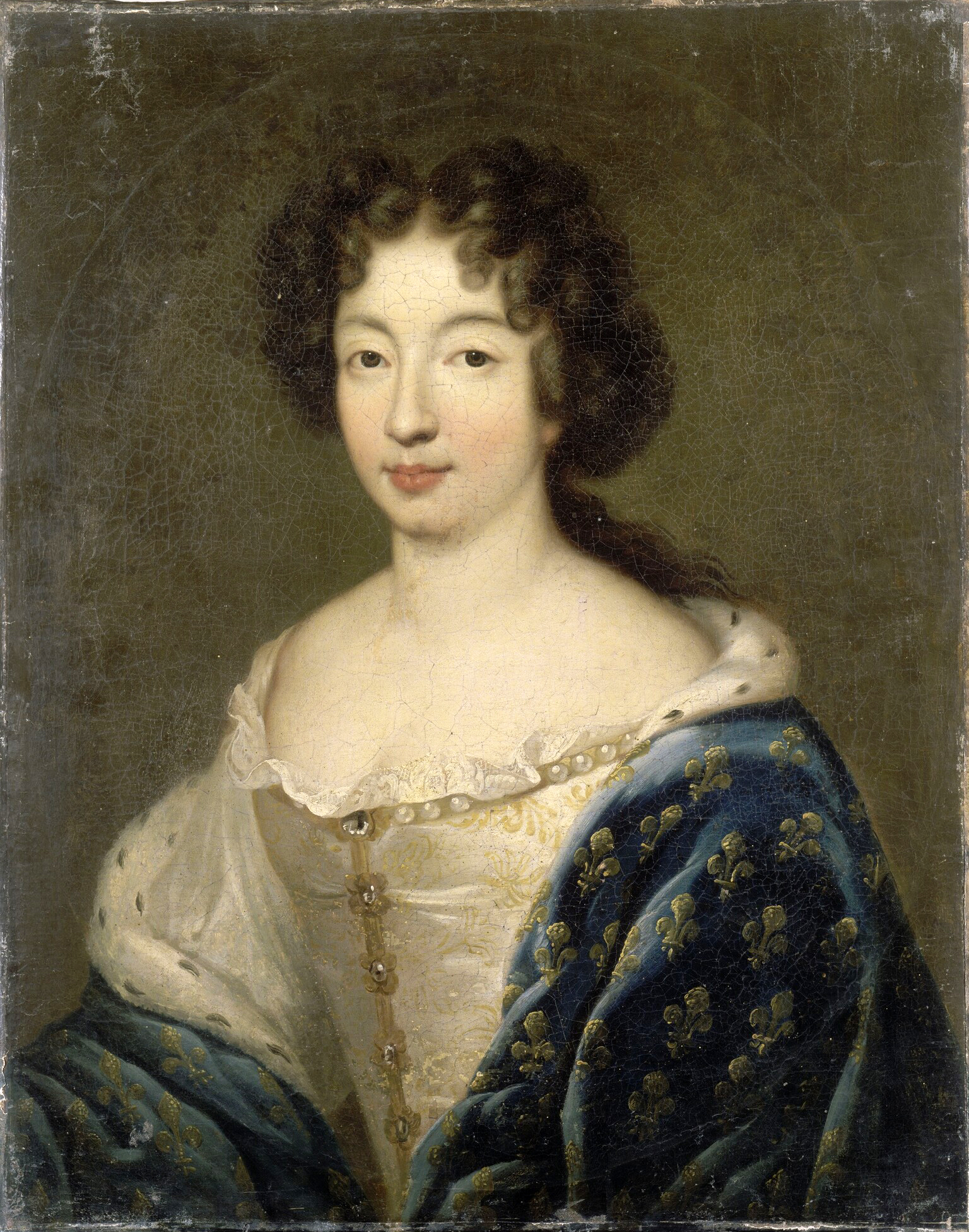
Maria, Marea Delfină

1229. Maria Anna de Bavaria, Marea Delfină a Franței (n. 28 noiembrie 1660, München – d. 20 aprilie 1690, Versailles)

1230. Odoardo al II-lea Farnese, Prinț ereditar de Parma  (n. 12 august 1666, Colorno, un oraș în Provincia Parma – d. 6 septembrie 1693, Parma)

1231. Doroteea Sofia de Neuburg  (n. 5 iulie 1670, Neuburg – d. 15 septembrie 1693, Parma)

1232.–1235. Aceiași cu 1228.–1231.

1236. Frederic August I cel Puternic, Prinț Elector (n. 22 mai 1670, Dresda – d. 1 februarie 1733, Varșovia), Regele August al II-lea al Poloniei

1237. Christiane Eberhardine, Contesă de Brandenburg-Bayreuth  (n. 29 decembrie 1671, Bayreuth – d. 5 septembrie 1727, Castelul Pretzsch, Pretzsch)

1238. Iosif I  (n. 26 iulie 1678, Viena – d. 17 aprilie 1711, tot acolo, de variolă) Împărat romano-german (1705–1711)

1239. Ducesa Wilhelmine Amalie de Braunschweig-Lüneburg  (n. 26 aprilie 1673, Hanovra – d. 10 aprilie 1742, Viena)

1240.–1241. Aceiași cu 1228.–1229.

1242.–1243. Aceiași cu 1230.–1231.

1244. Ludovic, Delfin al Franței și Duce de Burgundia, cunoscut ca Le Petit Dauphin (n. 16 august 1682, Versailles – d. 18 februarie 1712, Castelul din Marly (demolat), Marly-le-Roi)

1245. Marie-Adélaïde de Savoia (n. 6 decembrie 1685, Torino – d. 12 februarie 1712, Versailles)

1246. Stanislaw I Leszczyñski  (n. 20 octombrie 1677, Liov – d. 23 februarie 1766, Lunéville, Meurthe-et-Moselle)

1247. Katarzyna Opalinska  (n. 3 septembrie 1680, Poznan – d. 19 martie 1747, Franța)

1248. Carol al V-lea  (n. 3 aprilie 1643, Viena – d. 18 aprilie 1690, Wels, Austria), Duce de Lorena

1249. Eleonora Maria Josefa, Arhiducesă de Austria  (n. 21 mai 1653, Regensburg – d. 17 decembrie 1697, Viena)

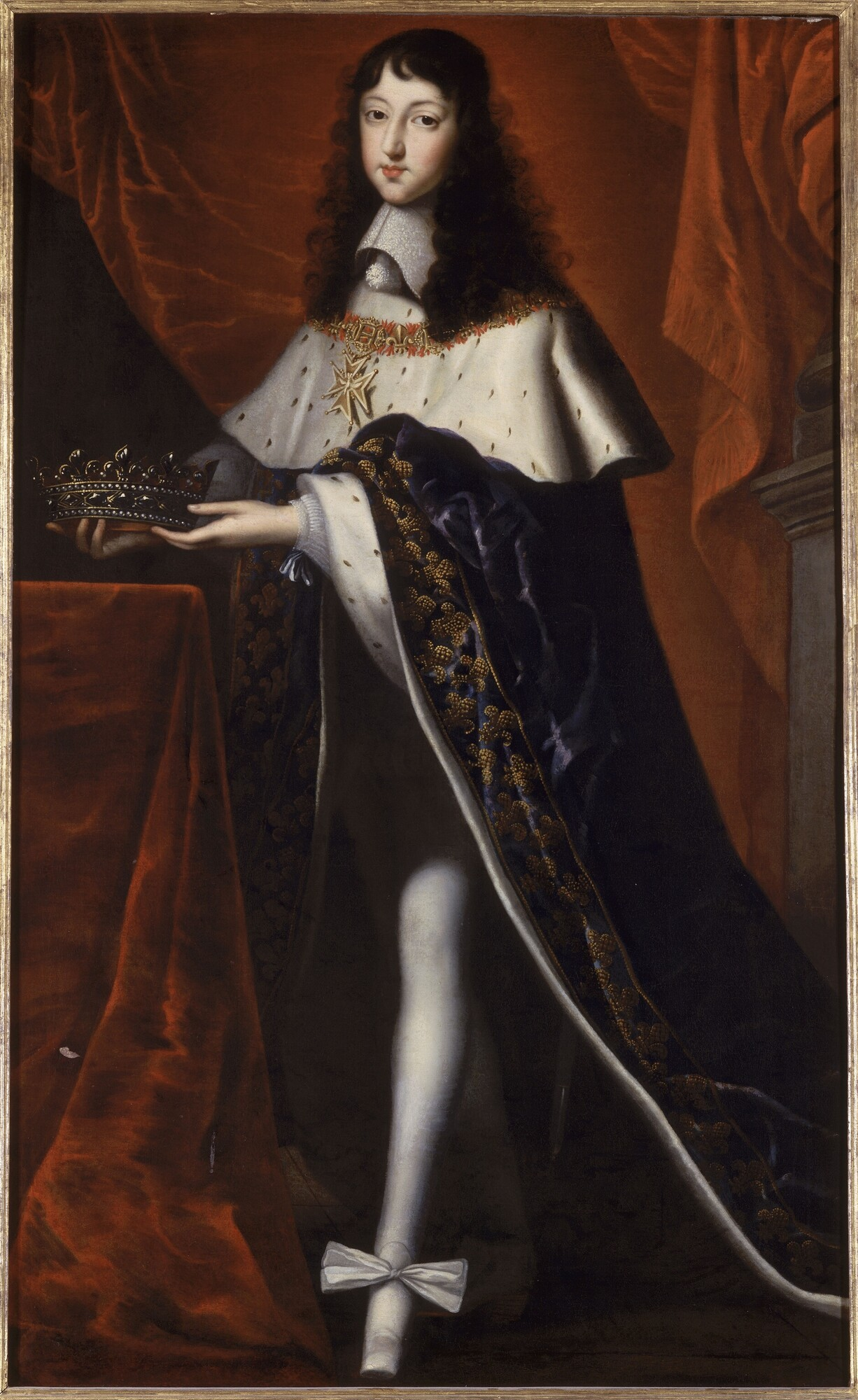
Philippe I de Orléans, c.1654

1250. Philippe I, Duce de Orléans (n. 21 septembrie 1640, Saint-Germain-en-Laye, Île-de-France – d. 9 iunie 1701, castelul St. Cloud, Saint-Cloud, Île-de-France)

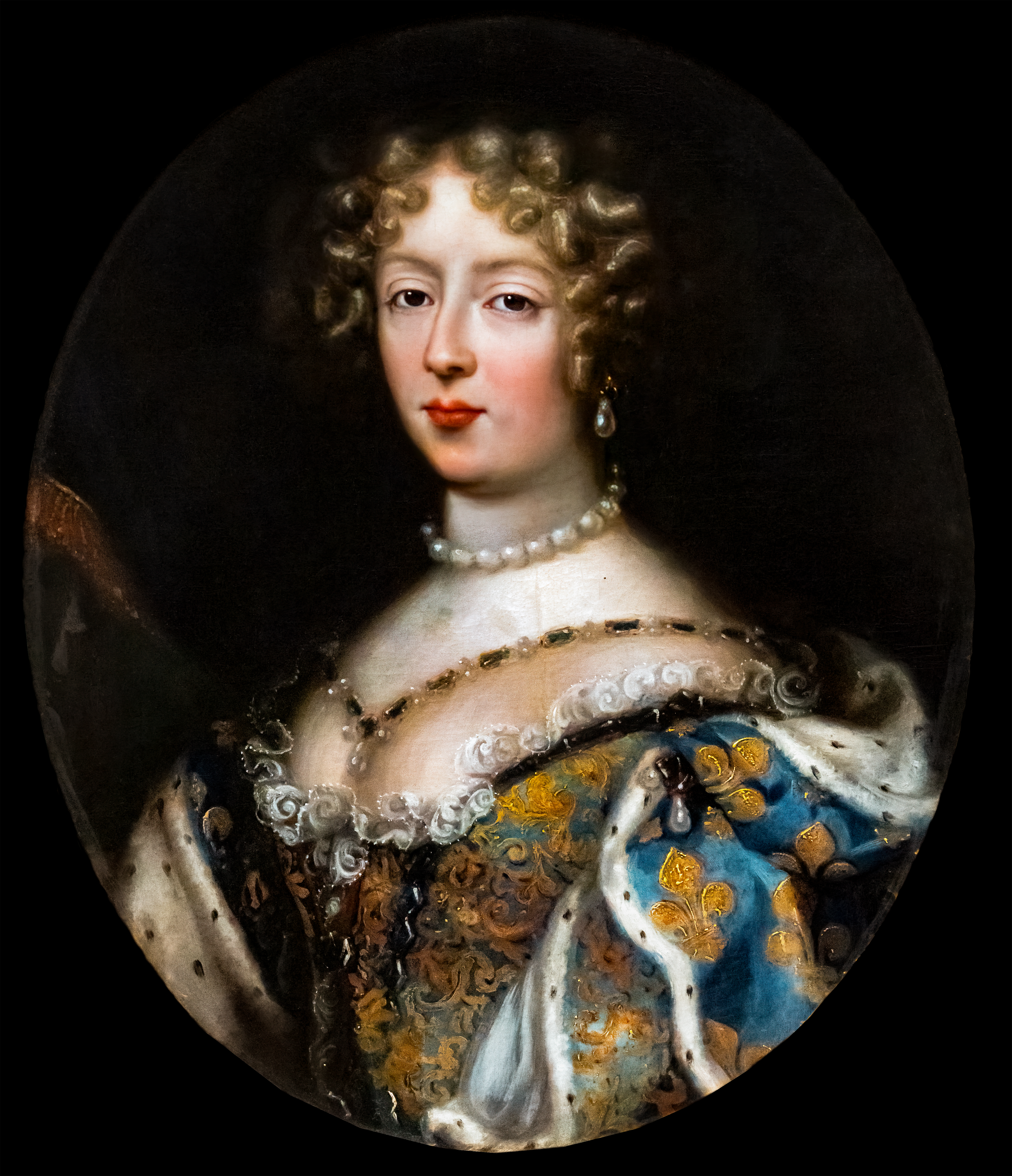
Elisabeth Charlotte, Prințesă Palatină

1251. Elisabeth Charlotte, Contesă Palatină de Simmern  (n. 27 mai 1652, Heidelberg, Baden-Württemberg – d. 8 decembrie 1722, Saint-Cloud, Île-de-France)

1252.–1253. Aceiași cu 1226.–1227.

1254. Ludovic Rudolf, Duce de Braunschweig-Wolfenbüttel  (n. 22 iulie 1671, Wolfenbüttel – d. 1 martie 1735, Braunschweig)

1255. Christine Louise, Prințesă de Öttingen-Öttingen  ( n. 20 martie 1671, Öttingen in Bayern – d. 12 noiembrie 1747, Blankenburg)

1256.–1263. Aceiași cu 1232.–1239.

1264.–1271. Aceiași cu 1232.–1239.

1272.–1279. Aceiași cu 1248.–1255.

1280.–1311. Aceiași cu 1152.–1183.

1312.–1313. Aceiași cu 1158.–1159.

1314. Carol Wilhelm, Prinț de Anhalt-Zerbst  (n. 16 octombrie 1652, Zerbst – d. 8 noiembrie 1718, tot acolo)

1315. Prințesa Sofie de Saxa-Weissenfels  (n. 23 iunie 1654, Halle – d. 31 martie 1724, Zerbst)

1316. Bernhard I, Duce de Saxa-Meiningen  (n. 10 septembrie 1649, Gotha – d. 27 aprilie 1706, Meiningen)

1317. Prințesa Maria Hedwiga de Hessen-Darmstadt  (n. 26 noiembrie 1647, Giessen – d. 19 aprilie 1680, Ichtershausen)

1318.–1319. Aceiași cu 1312.–1313.

1320.–1321. Aceiași cu 1152.–1153.

1322.–1323. Aceiași cu 1164.–1165.

1324. Philipp, Landgraf de Hessen-Philippsthal  (n. 1655, Kassel – d. 1721, Aachen)

1325. Katharina Amalia, Contesă de Solms-Laubach  (n. 26 septembrie 1654, Laubach – d. 26 aprilie 1736, Scheveningen)

1326. Johann Wilhelm, Duce de Saxa-Eisenach  (n. 17 octombrie 1666, Friedewald – d. 14 ianuarie 1729, Eisenach)

1327. Prințesa Christine Juliane de Baden-Durlach  (n. 12 septembrie 1678 – d. 10 iulie 1707, Eisenach)

1328. Ducele Frederic I de Mecklenburg-Grabow  (n. 1638, Schwerin – d. 1688, Grabow)

1329. Christine Wilhelmine, Contesă de Hessen-Homburg  (n. 1653, Bingenheim, în comuna Echzell, Hessa – d. 1722, Grabow)

1330. Adolf Frederic al II-lea, Duce de Mecklenburg-Strelitz  (n. 19 octombrie 1658, Grabow – d. 12 mai 1708, tot acolo)

1331. Maria de Mecklenburg-Güstrow  (n. 1659, Güstrow – d. 1701, Strelitz)

1332. Johann Ernest I, Duce de Saxa-Coburg-Saalfeld  (n. 22 august 1658, Gotha – d. 17 decembrie 1729, Saalfeld)

1333. Charlotte Johanna de Waldeck-Pyrmont  (n. 13 decembrie 1664, Arolsen – d. 1 februarie 1699, Hildburghausen)

1334. Ludovic Frederic I, Prinț de Schwarzburg-Rudolstadt  (n. 25 octombrie 1667, Rudolstadt – d. 24 iunie 1718, tot acolo)

1335. Anna Sophie, Prințesă de Saxa-Gotha-Altenburg  (n. 22 decembrie 1670, Gotha – d. 28 decembrie 1728, Rudolstadt)

1336.–1339. Aceiași cu 1312.–1315.

1340. Henric al XI-lea, Conte de Reuss-Schleiz  (n. 22 aprilie 1669, Schleiz – d. 28 iulie 1726, tot acolo)

1341. Contesa Johanna Doroteea de Tattenbach-Geilsdorf  (n. 13 martie 1673, Geilsdorf, in comuna Ilmtal, Turingia – d. 26 octombrie 1714, Öttersdorf)

1342. Eucharius Kasimir de Löwenstein-Wertheim-Virneburg  (n. 1668, Wertheim – d. 1698, Esslingen)

1343. Contesa Iuliana Doroteea de Limpurg-Gaildorf  (n. 1677, Castelul Schmiedefeld – d. 1734, Gaildorf)

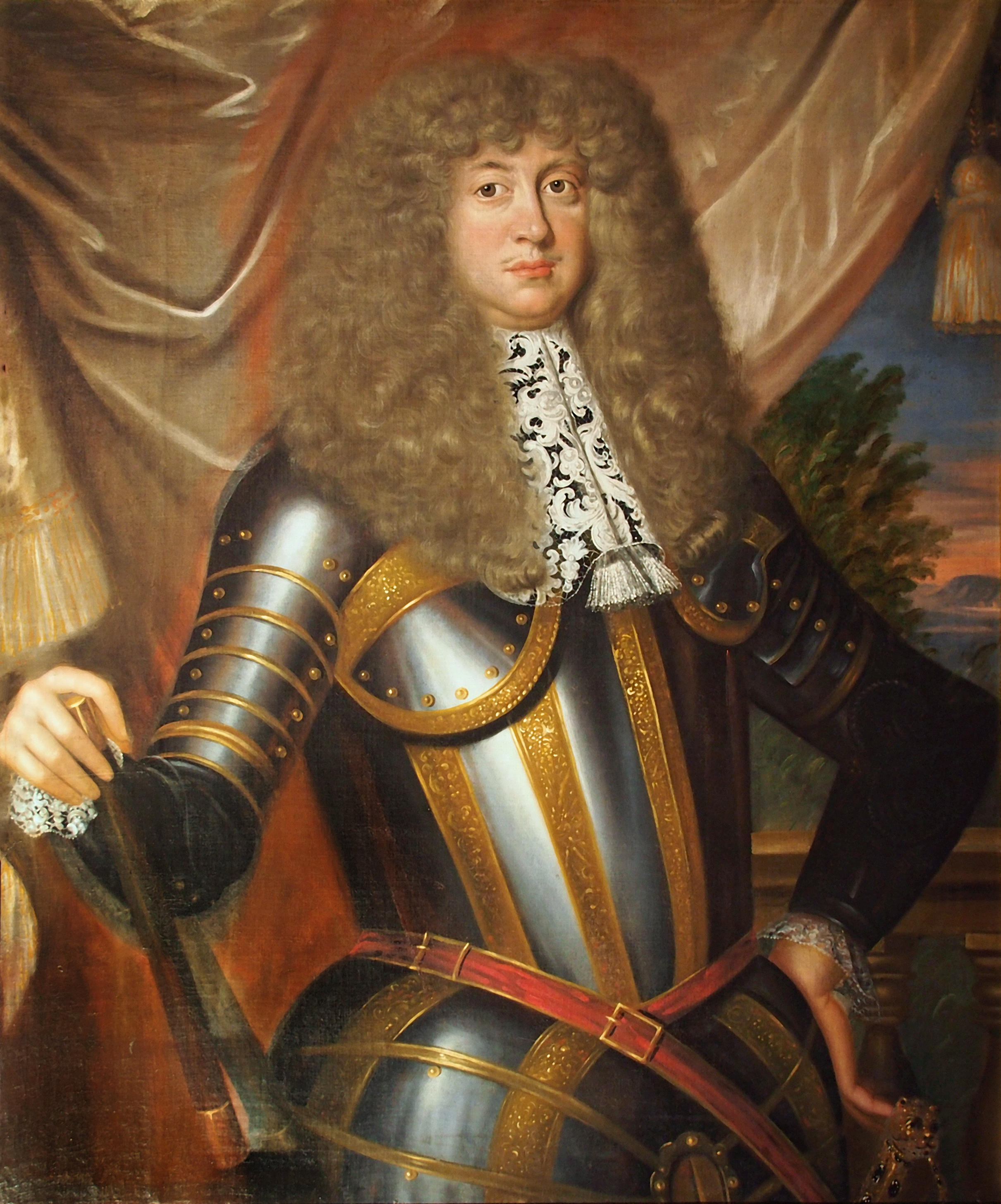
Ernest August de Braunschweig

1344. Ernest August, Prinț Elector de Hanovra  (n. 30 noiembrie 1629, Herzberg am Harz – d. 2 februarie 1698, Herrenhausen)

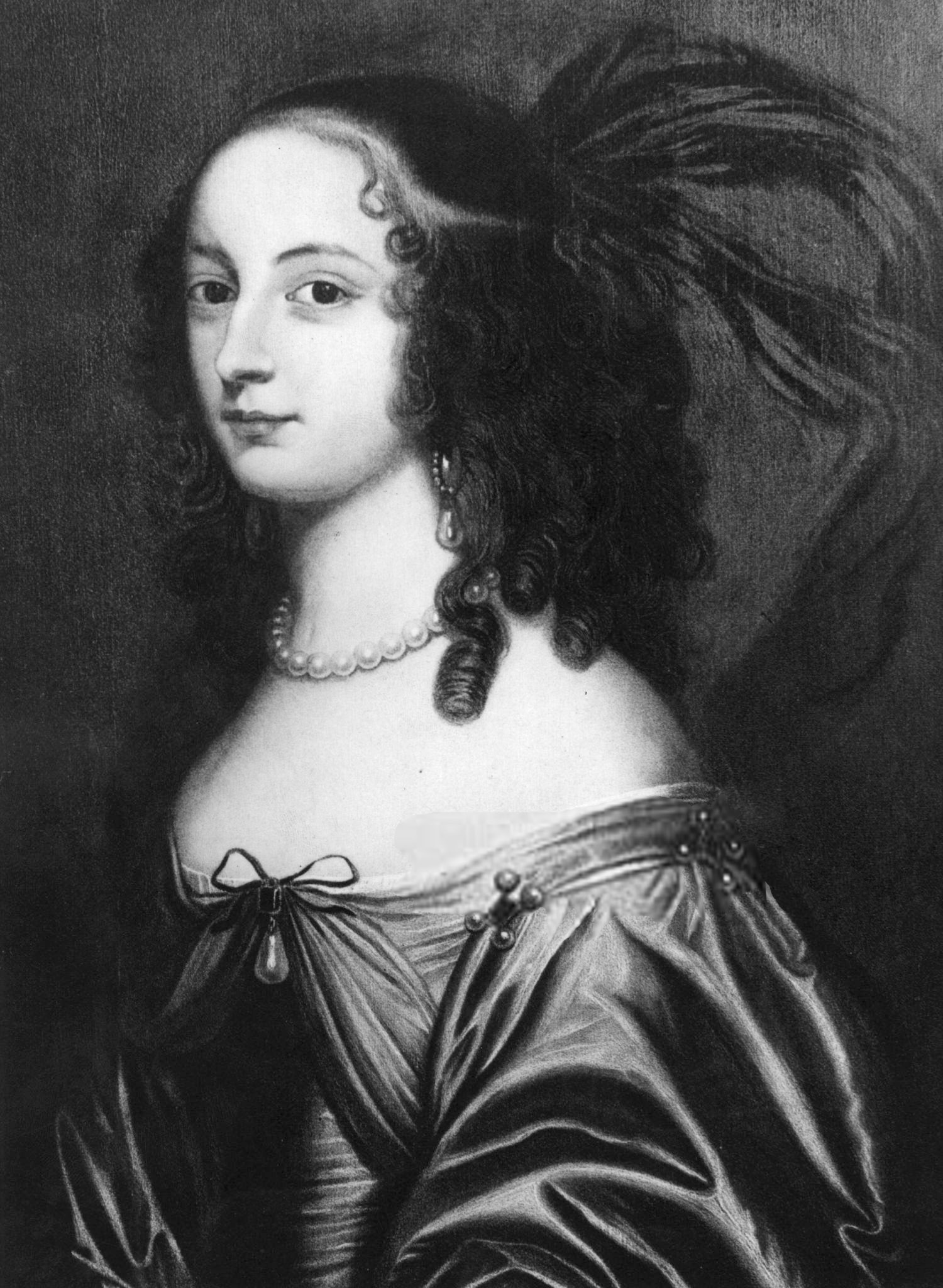
Sofia de Hanovra

1345. Sofia de Hanovra (n. 14 octombrie 1630, Haga – d. 8 iunie 1714, Herrenhausen)

1346. Georg al II-lea Wilhelm, Duce de Kalenberg  (n. 26 ianuarie 1624, Herzberg am Harz – d. 28 august 1705, Wienhausen)

1347. Eléonore d'Esmier d'Olbreuse  (n. 1639, Olbreuse, lângă La Rochelle – d. 5 februarie 1722, Celle)

1348.–1349. Aceiași cu 1106.–1107.

1350. Johann Georg I, Duce de Saxa-Eisenach  (n. 12 iulie 1634, Weimar – d. 19 septembrie 1686, la vânătoare la Eckardtshausen, în Turingia)

1351. Contesa Johannetta de Sayn-Wittgenstein  (n. 27 august 1626, Frankfurt – d. 28 septembrie 1701, Jena)

1352.–1353. Aceiași cu 1152.–1153.

1354.–1355. Aceiași cu 1358.–1359.

1356.–1357. Aceiași cu 1416.–1417.

1358. Ducele August de Saxa-Weissenfels  (n. 13 august 1614, Dresda – d. 4 iunie 1680, Halle)

1359. Ducesa Anna Maria de Mecklenburg-Schwerin  (n. 1 iulie 1627, Schwerin – d. 11 decembrie 1669, Halle)

1360.–1375. Aceiași cu 1824.–1839.

1376.–1407. Aceiași cu 1152.–1183.

1408. Christian Albert, Duce de Holstein-Gottorp  (n. 3 februarie 1641, Castelul Gottorp, din orașul Schleswig – d. 27 decembrie 1694, tot acolo)

1409. Frederica Amalia, Prințesă a Danemarcei  (n. 11 aprilie 1649, Copenhaga – d. 30 octombrie 1704, Kiel)

1410. Carol al XI-lea al Suediei  (n. 4 decembrie 1655, Stockholm – d. 15 aprilie 1697, tot acolo), Rege al Suediei

1411. Ulrika Eleonora, Prințesă a Danemarcei  (n. 11 septembrie 1656, Copenhaga – d. 26 iulie 1693, Castelul Karlberg, lângă Stockholm)

1412. Alexei Mihailovici  (n. 19 martie 1629, Moscova – d. 29 sau 30 ianuarie 1678, tot acolo), Țarul Rusiei (1645–1676)

1413. Natalia Kirilovna Narîșkina  (n. 26 august / 1 septembrie 1651, Moscova – d. 25 ianuarie / 4 februarie 1694)

1414. Samuel Skowroński, un țăran lituanian  sau leton de origine poloneză (n. ? – d. ?)

1415. Elisabeta Moritz  (n. ? – d. 1685), soția lui

1416. Johann, Prinț de Anhalt-Zerbst  (n. 24 martie 1621, Zerbst – d. 4 iulie 1667, tot acolo)

1417. Sophie Auguste, Prințesă de Holstein-Gottorp  (n. 5 decembrie 1630, Gottorf – d. 12 decembrie 1680, Coswig)

1418. Georg Volrath de Zeutsch  (n. ? – d. ?)

1419. Christine de Weissenbach  (n. ? – d. ?)

1420.–1421. Aceiași cu 1408.–1409.

1422.–1423. Aceiași cu 1088.–1089.

1424. Eberhard al III-lea, Duce de Württemberg-Stuttgart  (n. 16 decembrie 1614, Stuttgart – d. 2 iulie 1674, Stuttgart)

1425. Anna Katharina, Contesă de Salm-Kyrburg  (n. 27 ianuarie 1614, Finstingen, astăzi Fénétrange, în departamentul Moselle, Franța – d. 27 iunie 1655, Stuttgart)

1426. Albert, Marcgraf de Brandenburg-Ansbach  (n. 16 septembrie 1620, Ansbach – d. 22 octombrie 1667, tot acolo)

1427. Sofie Margarete, Contesă de Öttingen  (n. 9 decembrie 1634, Ulm – d. 26 iulie 1664, Ansbach)

1428. Eugen Alexander, Prinț de Thurn și Taxis, Poștaș ereditar general al Imperiului  (botezat 11 ianuarie 1652, Bruxelles – d. 21 februarie 1714, Frankfurt am Main)

1429. Anna Adelheid, Prințesă de Fürstenberg  (n. 16 ianuarie 1659, München – d. 13 noiembrie 1701, Bruxelles)

1430. Același cu 1212.

1431. Maria Anna Wilhelmina, Contesă de Baden-Baden  (n. 8 septembrie 1655, Baden – d. 22 august 1702, Cheb)

1432. Frederic Wilhelm cel Mare, Elector de Brandenburg  (n. 6 februarie 1620, Cölln an der Spree, o insulă pe Spree, la Berlin – d. 29 aprilie 1688, Potsdam)

1433. Doroteea, Prințesă de Holstein-Glücksburg  (n. 3 martie 1636, Glücksburg – d. 6 august 1689, Karlsbad)

1434. Johann Georg al II-lea, Prinț de Anhalt-Dessau  (n. 7 noiembrie 1627, Dessau – d. 17 august 1693, Berlin)

1435. Henriette Katharine, Prințesă de Nassau-Orania  (n. 10 februarie 1637, Haga – d. 3 noiembrie 1708, Castelul Oranienbaum)

1436. Frederic I al Prusiei (n. 11 iulie 1657, Königsberg – d. 25 februarie 1713, Berlin), Elector de Brandenburg, Rege al Prusiei

1437. Sophia Charlotte de Hanovra (n. 10 octombrie 1668, Castelul Iburg, în Saxonia Inferioară – d. 1 februarie 1705, Hannover)

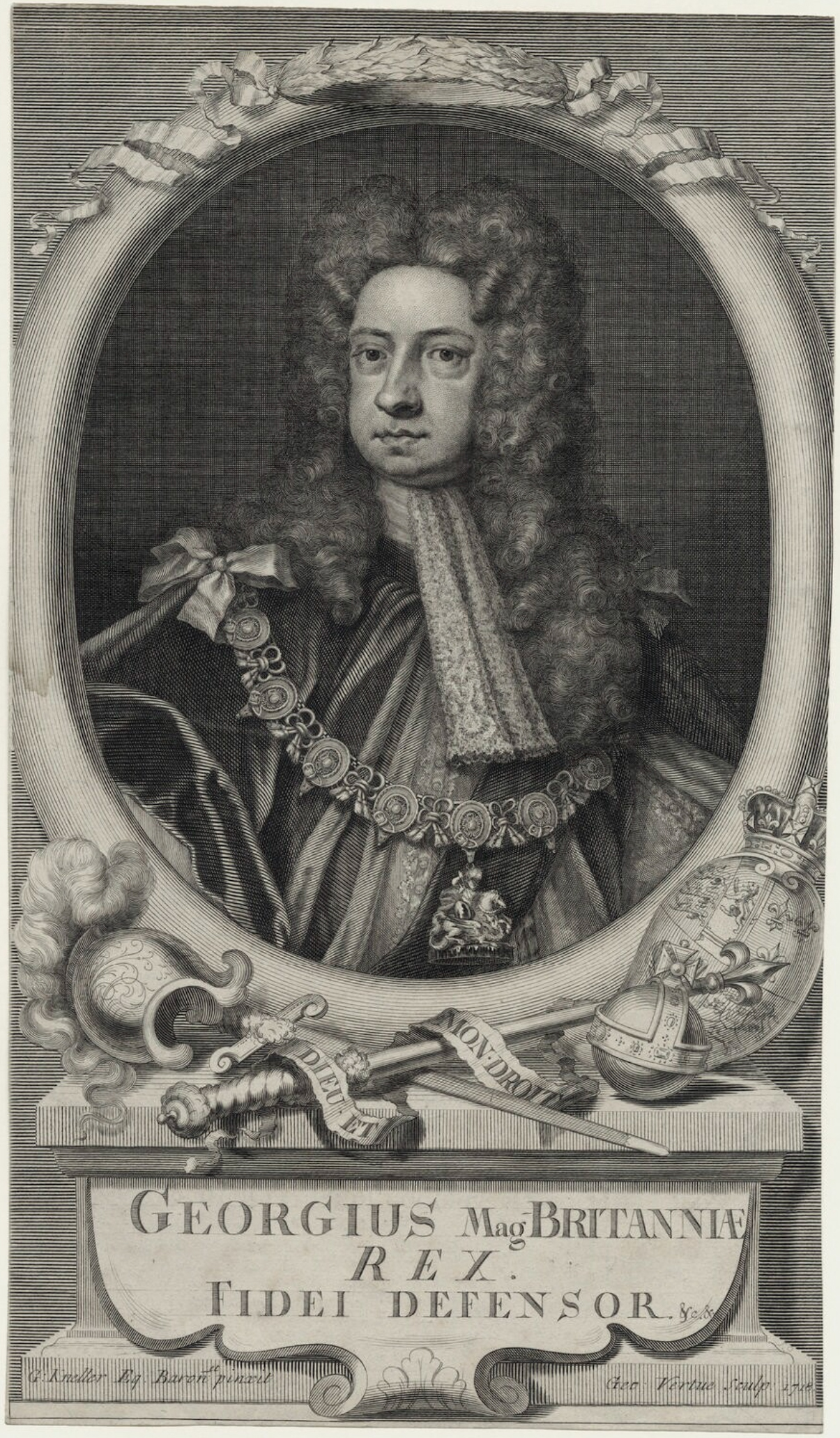
George I al Marii Britanii, 1718

1438. George I al Marii Britanii  (n. 28 mai 1660, Osnabrück – d. 11 iunie 1727, lângă Osnabrück), Rege al Marii Britanii și Irlandei

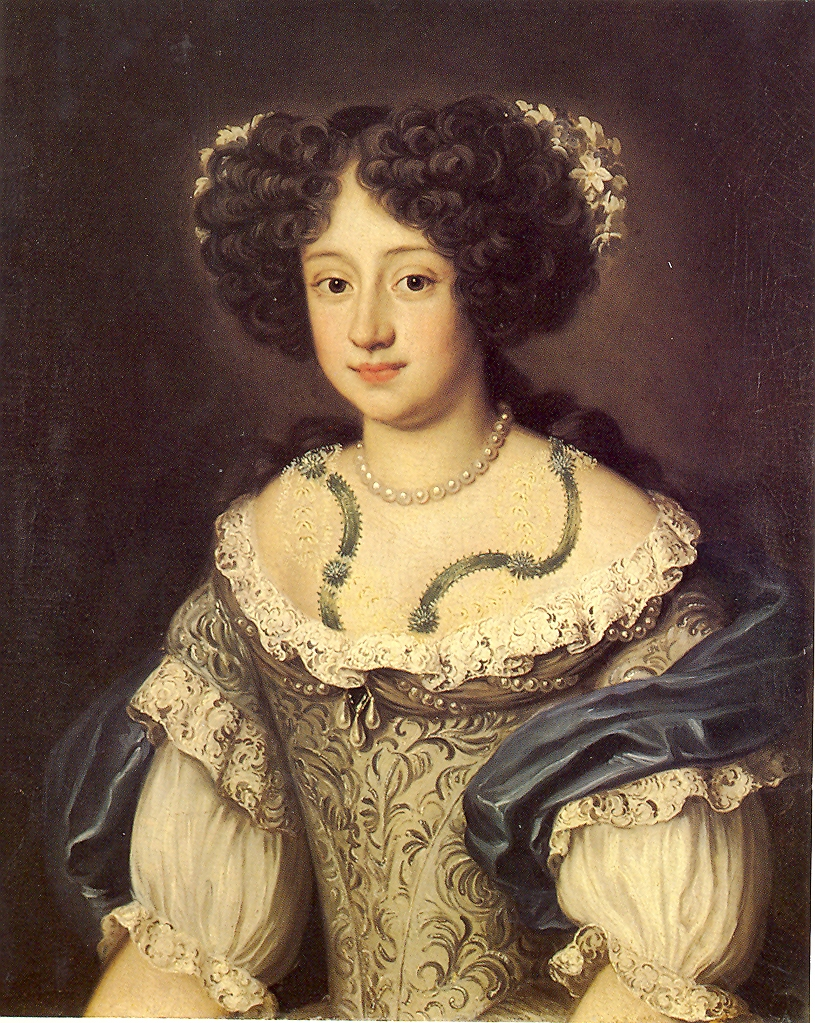
Sofia Doroteea, Regina Marii Britanii

1439. Sofia Doroteea, Ducesă de Braunschweig-Lüneburg  (n. 5 septembrie 1666, Celle – d. 2 noiembrie 1726, Ahlden)

1440.–1471. Aceiași cu 896.–927.

1472.–1487. Aceiași cu 1104.–1119.

1488.–1495. Aceiași cu 1104.–1111.

1496. Georg Wilhelm, Conte de Leiningen-Dagsburg-Falkenburg  (n. 8 martie 1636 – d. 19 iulie 1672)

1497. Anna Elisabeth, Contesă de Falkenstein  (n. 1 ianuarie 1636 – d. 4 iunie 1685)

1498.–1499. Aceiași cu 1108.–1109.

1500. Johann August, Conte de Solms-Rödelheim și Assenheim  (n. 21 iunie 1623, Baruth – d. 23 noiembrie 1680, Rödelheim)

1501. Eleonore Barbara Marie, Contesă Cratz de Scharffenstein  (n. 2 noiembrie 1629, Mainz – d. 26 februarie 1680, Rödelheim)

1502. Frederic, Conte de Ahlefeld-Rixingen (n. 1623, Sogaard – d. 17 iulie 1686, Copenhaga)

1503. Marie Elisabeth, Contesă de Leiningen-Dagsburg-Hardenburg  (n. 10 martie 1648 – d. 13 aprilie 1724)

1504.–1535. Aceiași cu 1088.–1119.

1536. August Philipp, Duce de Schleswig-Holstein-Sonderburg-Beck  (n. 11 noiembrie 1612, Sønderborg – d. 31 octombrie 1675, Casa Beck, din cartierul Ulenburg al orașului Löhne)

1537. Marie Sibylle, Contesă de Nassau-Saarbrücken  (n. 6 octombrie 1628 – d. 9 aprilie 1699, Alverdissen, langa Barntrup, in Renania de Nord-Westfalia)

1538. Ernest Günther, Duce de Schleswig-Holstein-Sonderburg-Augustenburg  (n. 14 octombrie 1609, Beck – d. 8 ianuarie 1689, Augustenborg)

1539. Augusta, Prințesă de Schleswig-Holstein-Glücksburg  (n. 27 iunie 1633, Glücksburg – d. 26 mai 1701, Augustenburg)

1540. Wilhelm al VI-lea, Landgraf de Hessen-Kassel  (n. 23 mai 1629, Kassel – d. 16 iulie 1663, Haina)

1541. Hedwig Sophie de Brandenburg  (n. 4 iulie 1623, Berlin – d. 16 iunie 1683, Schmalkalden)

1542. Carol Otto, Conte de Solms-Laubach  (n. 27 august 1633, Laubach – d. 6 august 1676, tot acolo)

1543. Amöna Elisabeta, Contesă de Bentheim  (n. 27 februarie 1623 – d. 27 decembrie 1701, Marienborn)

1544.  Frederic de Dohna-Schlobitten, numit și Frederic al IV-lea cel Tânăr, Stadhouder al Principatului de Orania  (n. 4 februarie 1621, Küstrin – d. 27 martie 1688, Lutry (Lausanne))

1545. Espérance du Puy de Montbrun-Ferrassières  (n. 1638, Pont de Veyle – d. 12 iulie 1690, Castelul Coppet)

1546. Christoph Delphicus, Conte de Dohna  (n. 4 iunie 1628, Delft – d. 21 mai 1668, Londra)

1547. Anna, Contesă Oxenstierna și Korsholm-Wasa  (n. 4 mai 1620, Mörby, lângă Stockholm – d. 10 august 1690, Stockholm)

1548.–1551. Aceiași cu 1536.–1539.

1552. Georg Adam I, Conte de Schlieben  (n. 10 ianuarie 1605 – d. 3 martie 1649)

1553. Esther de Flanss  (n. 25 septembrie 1614 – d. 18 octombrie 1682)

1554. Henric de Oelsen  (n. 4 octombrie 1619 – d. 9 iulie 1662)

1555. Margareta de Kardorff  (n. 16 ianuarie 1627 – d. 19 februarie 1669)

1556. Ernest, Conte Finck de Finckenstein  (n. 9 octombrie 1633, Gilgenburg, astăzi Dąbrówno, în Polonia – d. 12 august 1717, Schönberg, astăzi Szymbark (Iława), tot acolo)

1557. Juliane Charlotte, Contesă Finck de Finckenstein  (n. 15 februarie 1640, Hasenberg – d. 28 martie 1693, Schönberg)

1558. Georg Frederic de Creytzen, Baron de Wesslienen  (n. 1639 – d. 1710)

1559. Elisabeth Dorothea de la Cave  (n. 1644 – d. 1711)

1560. Meinhard de Lehndorff  (n. 27 decembrie 1590 – d. 31 iulie 1639)

1561. Elisabeth de Eylenburg  (n. 1605 – d. 1675)

1562. Gert de Dönhoff  (n. 1632 – d. 1685)

1563. Anna Beata de Goldstein  (n. 1645 – d. ?)

1564. Gottfried de Wallenrodt  (n. 22 aprilie 1607 – d. 9 aprilie 1657)

1565. Maria Anna de Nettelhorst  (n. ? – d. 20 februarie 1662)

1566. Georg Wilhelm de Podewils  (n. ? – d. 29 decembrie 1679)

1567. Louise Katharina de Goldstein  (n. ? – d. 1699)
 

1568.–1569. Aceiași cu 1540.–1541.

1570. Iacob Kettler, Duce de Courland și Livonia  (n. 7 noiembrie 1610, Goldingen, azi Kuldīga, în Letonia – d. 31 decembrie 1682/1 ianuarie 1682, Mitau)

1571. Luise Charlotte de Brandenburg  (n. 13 septembrie 1617, Berlin – d. 29 august 1676, Mitau)

1572. Moritz, Duce de Saxa-Zeitz  (n. 28 martie 1619, Dresda – d. 4 decembrie 1681, Castelul Moritzburg, Zeitz, Saxonia-Anhalt)

1573. Doroteea Marie, Prințesă de Saxa-Weimar  (n. 14 octombrie 1641, Weimar – d. 11 iunie 1675, Castelul Moritzburg)

1574.–1575. Aceiași cu 1432.–1433.

1576.–1583. Aceiași cu 1344.–1351.

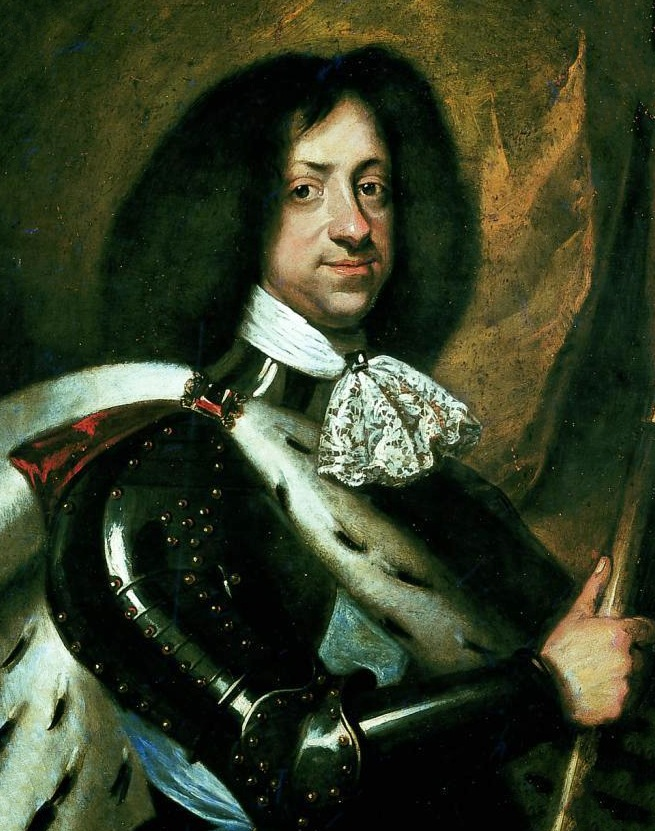
Regele Christian al V-lea al Danemarcei

1584. Christian al V-lea al Danemarcei  (n. 15 aprilie 1646, Flensburg – d. 26 august 1699, Copenhaga), Rege al Danemarcei

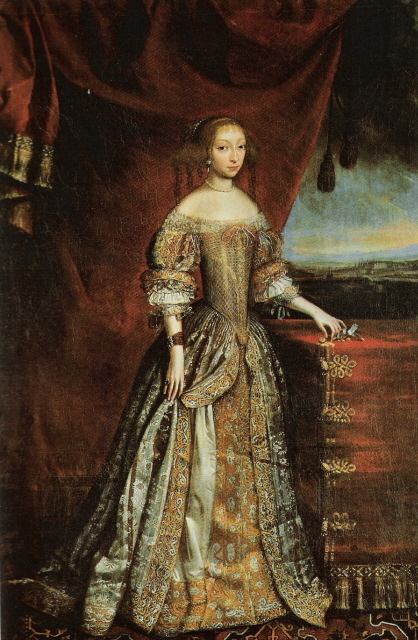
Regina Charlotte Amalie.

1585. Charlotte Amalie, Contesă de Hessen-Kassel  (n. 27 aprilie 1650, Kassel – d. 27 martie 1714, Copenhaga)

1586.–1587. Aceiași cu 1182.–1183.

1588. Georg Albrecht, Landgraf de Brandenburg-Kulmbach  (n. 20 martie 1619, Bayreuth – d. 27 septembrie 1666, tot acolo)

1589. Prințesa Maria Elisabeta de Schleswig-Holstein-Glücksburg  (n. 26 iulie 1628, Glücksburg – d. 27 mai 1664, Kulmbach)

1590. Albrecht Frederic, Conte de Wolfstein  (n. ? – d. ?)

1591. Sophie Luise, Contesă de Castell-Remlingen  (n. 8 iulie 1645 – d. 19 iulie 1717, Castell, Bavaria)

1592.–1599. Aceiași cu 1344.–1351.

1600.–1615. Aceiași cu 1568.–1583.

1616. Walrad, Prinț de Nassau-Saarbrücken  (n. 24 februarie 1635, Metz – d. 17 octombrie 1702, Roermond)

1617. Catherine Françoise de Croy  (n. 20 mai 1686, Frankfurt pe Main – d. ?)

1618. Henric, Prinț de Nassau-Dillenburg  (n. 28 august 1641, Dillenburg – d. 18 aprilie 1701, Castelul Ludwigsbrunn)

1619. Doroteea Elisabeta, Prințesă de Liegnitz  (n. 17 decembrie 1646, Breslau – d. 9 iunie 1691, Dillenburg)

1620.–1621. Aceiași cu 1582.–1583.

1622. Johann Adolf I, Duce de Saxa-Weissenfels  (n. 2 noiembrie 1649, Halle – d. 24 mai 1697, Weissenfels)

1623. Johanna Magdalene de Saxa-Altenburg  (n. 14 ianuarie 1656, Altenburg – d. 22 ianuarie 1686, Weissenfels)

1624.–1631. Aceiași cu 1496.–1503.

1632.–1639. Aceiași cu 1584.–1591.

1640.–1647. Aceiași cu 1160.–1167.

1648. Adolf Frederic I, Duce de Mecklenburg-Schwerin  (n. 1588, Schwerin – d. 1658, tot acolo)

1649. Marie Katharine de Braunschweig-Dannenberg  (n. 10 iunie 1616, Dannenberg – d. 1 iulie 1665, Grabow))

1650. Wilhelm Christof, Landgraf de Hessen-Homburg  (n. 13 noiembrie 1625, Oberroßbach – d. 27 august 1681, Bad Homburg)

1651. Eleonora, Contesă de Hesse-Darmstadt  (n. 15 august 1669, Vöhl – d. 4 septembrie 1714, Darmstadt)

1652.–1653. Aceiași cu 1648.–1649.

1654.–1655. Aceiași cu 1586.–1587.

1656.–1663. Aceiași cu 1152.–1159.

1664.–1727. Aceiași cu 1408.–1471.

1728. Ernest, Duce de Saxa-Hildburghausen  (n. 12 iunie 1655, Gotha – d. 17 octombrie 1715, Hildburghausen) 

1729. Sophie Henriette, Prințesă de Waldeck-Wildungen  (n. 3 august 1662, Arolsen – d. 15 octombrie 1702, Erbach)	

1730. Georg Ludovic I, Conte de Erbach-Erbach  (n. 8 mai 1643, Fürstenau – d. 30 aprilie 1693, Arolsen) 

1731. Amalia Katharina, Contesă de Waldeck-Eisenberg  (n. 13 august 1640, Culemburg – d. 4 ianuarie 1697, tot acolo)	

1732. Georg Albrecht al II-lea, Conte de Erbach-Schönberg  (n. 26 februarie 1648, Fürstenau – d. 23 martie 1717, tot acolo)

1733. Anna Doroteea Christina, Contesă de Hohenlohe-Waldenburg  (n. 22 februarie 1656, Waldenburg – d. 28 octombrie 1724, Castelul Schönberg, lângă Bensheim)	

1734. Jan Jetřich (Johann Dietrich), Conte de Kunowicz  (n. 23 februarie 1624, Stade – d. 16 noiembrie 1700, Fritzlar) 

1735. Dorothea, Contesă de Lippe-Brake  (n. 23 februarie 1633, Brake(Bielefeld), azi în Renania de Nord-Westfalia – d. 17 martie 1706, Kassel)

1736. Johann Ernest al II-lea, Duce de Saxa-Weimar  (n. 11 septembrie 1627, Weimar – d. 15 mai 1683, tot acolo)

1737. Prințesa Christine Elisabeth de Holstein-Sonderburg  (n. 23 iunie 1638, Sonderburg – d. 7 iunie 1679, Weimar)

1738.–1739. Aceiași cu 1416.–1417.

1740. Christian Henric de Brandenburg-Kulmbach, Marcgraf de Brandenburg-Kulmbach  (n. 29 iulie 1661, Bayreuth – d. 5 aprilie 1708, Castelul din Weferlingen)

1741. Contesa Sofie Christiane de Wolfstein  (n. 24 octombrie 1667, Sulzburg, azi o ruină – d. 23 august 1737, Castelul Fredensborg, de pe insula Seeland)

1742. Frederic Ludovic, Duce de Schleswig-Holstein-Sonderburg-Beck  (n. 6 aprilie 1653, Beck – d. 7 martie 1728, Königsberg)

1743. Luise Charlotte, Prințesă de Schleswig-Holstein-Sonderburg-Augustenburg  (n. 23 aprilie 1658, Augustenborg – d. 2 mai 1740, Königsberg)

1744.–1745. Aceiași cu 1648.–1649.

1746. Christian Wilhelm I, Prinț de Schwarzburg-Sondershausen  (n. 16 ianuarie 1647, Sondershausen – d. 10 mai 1721)

1747. Antonie Sybille de Barby-Mühlingen (n. 7 aprilie 1641, Groß Rosenburg – d. 2 mai 1684, Sondershausen)

1748. Ernest, Duce de Saxa-Hildburghausen  (n. 12 iunie 1655, Gotha – d. 17 octombrie 1715, Hildburghausen)

1749. Sophie Henriette, Prințesă de Waldeck-Wildungen  (n. 3 august 1662, Arolsen – d. 15 octombrie 1702, Erbach)

1750. Georg Ludovic I, Conte de Erbach-Erbach  (n. 8 mai 1643, Fürstenau – d. 30 aprilie 1693, Arolsen)

1751. Amalia Katharina, Contesă de Waldeck-Eisenberg  (n. 13 august 1640, Culemburg – d. 4 ianuarie 1697, tot acolo)

1752.–1759. Necunoscuți

1760.–1775. Aceiași cu 1424.–1439.

1776. Contele Frederic de Nassau-Weilburg  (n. 16 aprilie 1640, Metz – d. 19 septembrie 1675, Weilburg)

1777. Christiane Elisabeth de Sayn-Wittgenstein-Homburg  (n. 27 august 1646, Castelul Wittgenstein, lângă Bad Laasphe, Renania de Nord-Westfalia – d. 19 aprilie / 29 aprilie 1678, Homburg)

1778. Frederic Emich, Conte de Leiningen-Dagsburg  (n. 9 februarie 1621 – d. 26 iulie 1698)

1779. Contesa Sibylle de Waldeck-Wildungen  (n. 25 mai 1619, Waldeck – d. 24 iulie 1678, Hartenburg)

1780. Johann, Conte de Nassau-Idstein  (n. 24 noiembrie 1603, Saarbrücken – d. 23 mai 1677, Idstein)

1781. Contesa Anna de Leiningen  (n. 15 mai 1625 – d. 14 decembrie 1668, Idstein)

1782.–1783. Aceiași cu 1166.–1167.

1784.–1787. Aceiași cu 1092.–1095.

1788.–1789. Aceiași cu 1438.–1439.

1790. Același cu 1110.

1791. Eleonore Erdmuthe Luise, Ducesă de Saxa-Eisenach  (n. 13 aprilie 1662, Friedewald – d. 19 septembrie 1696, Castelul Pretzsch, Pretzsch)

1792. Același cu 1432.

1793. Prințesa Luise Henriette de Orange-Nassau  (n. 27 noiembrie 1627, Haga – d. 6 iunie 1667, Berlin)

1794.–1795. Aceiași cu 1344.–1345.

1796.–1799. Aceiași cu 1344.–1347.

1800.–1807. Aceiași cu 1160.–1167.

1808.–1823. Aceiași cu 1104.–1119.

1824. Johann al VII-lea, Duce de Mecklenburg-Schwerin  (n. 7 martie 1558, Güstrow – d. 22 martie 1592, Stargard, sinucidere)

1825. Sofie de Holstein-Gottorp  (n. 1 iunie 1569, Gottorp – d. 14 noiembrie 1634, Schwerin)

1826. Julius Ernest, Duce de Braunschweig-Wolfenbüttel  (n. 11 martie 1571, Dannenberg – d. 26 octombrie 1636)

1827. Contesa Maria de Ostfriesland  (n. 1 mai 1582 – d. 9 iulie 1616, Dannenberg)

1828. Anton Günther I, Conte de Schwarzburg-Sondershausen (n. 9 ianuarie 1620, Ebeleben – d. 19 august 1666)

1829. Marie Magdalene de Birkenfeld  (n. 8 august 1622, Birkenfeld – d. 27 octombrie 1689, Auleben)

1830. Albrecht Frederic I, Conte de Barby-Mühlingen  (n. 28 februarie 1597 – d. 7 decembrie 1641)

1831. Sofie Ursula, Contesă de Oldenburg-Delmenhorst  (n. 10 decembrie 1601, Delmenhorst – d. 5 aprilie/15 mai 1642, Groß Rosenburg)

1832.–1833. Aceiași cu 1152.–1153.

1834. Georg Frederic, Prinț de Waldeck  (n. 31 ianuarie 1620, Arolsen – d. 19 noiembrie 1692, tot acolo)

1835. Elisabeth Charlotte, Contesă de Nassau-Siegen  (n. 11 martie 1626, Emmerich – d. 16 noiembrie 1694, Culemborg)

1836.–1837. Aceiași cu 1174.–1175.

1838. Philipp Dietrich, Conte de Waldeck-Eisenberg  (n. 2 noiembrie 1614, Arolsen – d. 7 decembrie 1645, Korbach)

1839. Marie Magdalene, Contesă de Nassau-Siegen  (n. 21 octombrie 1623, Siegen – d. 20 august/30 august 1647, Spa)

1840.–1847. Aceiași cu 1104.–1119.

1848.–1849. Aceiași cu 1496.–1497.

1850.–1851. Aceiași cu 1108.–1109.

1852.–1855. Aceiași cu 1500.–1503.

1856.–1863. Aceiași cu 1736.–1743.

1864. Ferdinand Albert I, Duce de Braunschweig-Bevern  (n. 22 mai 1636, Braunschweig – d. 23 aprilie 1687, Bevern)

1865. Prințesa Christine de Hessen-Eschwege  (n. 30 octombrie 1648, Kassel – d. 18 martie 1702, Bevern)

1866. Ludovic Rudolph, Duce de Braunschweig-Blankenberg  (n. 22 iulie 1671, Wolfenbüttel – d. 1 martie 1735, Braunschweig)

1867. Prințesa Christine Louise de Öttingen  (n. 30 martie 1671, Öttingen in Bayern – d. 12 noiembrie 1747, Blankenburg)

1868.–1869. Aceiași cu 1436.–1437.

1870.–1871. Aceiași cu 1438.–1439.

1872.–1887. Aceiași cu 1104.–1111.

1888.–1919. Aceiași cu 1408.–1439.

1920.–2047. Aceiași cu 1280.–1407.

## Implexul regelui
Implexul este un termen folosit în genealogie pentru a se determina raportul dintre numărul real și numărul teoretic de strămoși ai unei persoane.
Implexul se calculează potrivit următoarei formule: (numărul teoretic de strămoși sau înaintași din generația n — numărul real de înaintași din aceeași generație) / numărul teoretic. Implexul se exprimă sub formă de procent.
Există 311 de strămoși cunoscuți ai regelui Mihai I care nu se repetă în a zecea generație, la care se adaugă strămoșii necunoscuți ai Mariei Antoaneta Murat (nr. 1056-1083) și ai Stéphaniei de Beauharnais (nr. 1132-1151). Se poate presupune că strămoșii acestor două persoane sunt, toți, persoane distincte, pornind de la faptul că toți strămoșii cunoscuți ai lor din generațiile VI-IX sunt de asemenea persoane distincte. Se adaugă astfel 50 de persoane suplimentare la numărul persoanelor care nu se repetă: 311 + 50 = 361.
Potrivit acestor date ce rezultă din generația a zecea de înaintași, regele Mihai I are un implex de: (1024-361)/1024 = 0,6474, ori 65%.